# Lijst van afleveringen van The Walking Dead
Dit is een lijst van afleveringen van The Walking Dead, een Amerikaanse televisieserie. De serie omvat tot nu toe 11 seizoenen. Een plotoverzicht van alle afleveringen is hieronder te vinden.

## Seizoenoverzicht
| Seizoen | Afleveringen | Originele uitzendingen | Originele uitzendingen | Dvd en Blu-ray uitgebracht regio 2 |
| Seizoen | Afleveringen | Seizoenspremière       | Seizoensfinale         | Dvd en Blu-ray uitgebracht regio 2 |
| ------- | ------------ | ---------------------- | ---------------------- | ---------------------------------- |
| 1       | 6            | 31 oktober 2010        | 5 december 2010        | 16 mei 2011                        |
| 2       | 13           | 16 oktober 2011        | 18 maart 2012          | 27 augustus 2012                   |
| 3       | 16           | 14 oktober 2012        | 31 maart 2013          | 25 september 2013                  |
| 4       | 16           | 13 oktober 2013        | 30 maart 2014          | 15 september 2014                  |
| 5       | 16           | 12 oktober 2014        | 30 maart 2015          | 30 september 2015                  |
| 6       | 16           | 11 oktober 2015        | 3 april 2016           | 28 september 2016                  |
| 7       | 16           | 24 oktober 2016        | 2 april 2017           | september 2017                     |
| 8       | 16           | 23 oktober 2017        | 16 april 2018          | september 2018                     |
| 9       | 16           | 7 oktober 2018         | 31 maart 2019          | -                                  |
| 10      | 22           | 6 oktober 2019         | 4 april 2021           | -                                  |
| 11      | 24           | 22 augustus 2021       | 20 november 2022       | -                                  |

## Seizoen 1 (2010)
| Nr. | # | Titel                | Regisseur             | Schrijver(s)                               | Datum uitzending |
| --- | - | -------------------- | --------------------- | ------------------------------------------ | ---------------- |
| 1 | 1 | Days Gone Bye        | Frank Darabont        | Frank Darabont                             | 31 oktober 2010  |
| De serie begint met een scène waarin hulpsheriff Rick Grimes op zoek is naar brandstof bij een verlaten tankstation. Daar ter plekke vindt hij een meisje dat een zombie blijkt te zijn. Wanneer het meisje op hem afkomt, schiet hij haar in het hoofd. Daarna maakt de show een flashback naar een achtervolging waarin Rick wordt neergeschoten tijdens een vuurgevecht op een verlaten weg. Wanneer hij weken later ontwaakt uit een coma in het ziekenhuis blijkt hij wakker te zijn geworden in een wereld die wordt geterroriseerd door zombies. Morgan en zijn zoon Duane, die hij onderweg ontmoet wanneer hij uit het ziekenhuis is ontsnapt, helpen hem om te leren overleven. Morgan raadt Rick aan om te vluchten naar Atlanta waar het CDC bijna een geneesmiddel heeft ontwikkeld. Rick verlaat Morgan en Duane om naar Atlanta te gaan om ook zijn vrouw Lori en zoon Carl op te zoeken. Hij laat een walkietalkie achter bij Morgan om hem later terug te vinden. Elders, in de heuvels van Atlanta, heeft Lori een relatie opgebouwd met Shane Walsh, Ricks oude partner, die haar vertelde dat Rick dood is. Hier verblijft een kleine groep mensen die een veilige onderduikplek hebben gevonden. Wanneer Rick arriveert in het centrum van Atlanta, stuit hij op een grote groep 'walkers', hij overleeft ternauwernood deze situatie en vindt een schuilplaats in een tank. |   |                      |                       |                                            |                  |
| 2 | 2 | Guts                 | Michelle MacLaren     | Frank Darabont                             | 7 november 2010  |
| Rick weet te ontsnappen uit de tank dankzij een stem die door de radio in de tank klinkt, dit blijkt Glenn te zijn. Glenn hoort bij een grotere groep die zich in de heuvels nabij Atlanta schuilhoudt, hij was in de stad met een groep mensen om hulpmiddelen te zoeken. Deze groep behoort tot de groep overlevende mensen die zich in de heuvels schuilhouden. Wanneer Rick en Glenn naar het warenhuis gaan schiet Rick – onbewust van de gevolgen – een aantal walkers neer waardoor ze allemaal op hen afkomen en ze snel moeten vluchten naar het dak, waardoor de groep op het dak komt vast te zitten. Rick bedenkt een plan om te kunnen ontsnappen aan de walkers om terug te kunnen keren naar het kamp. |   |                      |                       |                                            |                  |
| 3 | 3 | Tell It to the Frogs | Gwyneth Horder-Payton | Frank Darabont, Chic Eglee, Jack LoGuidice | 7 november 2010  |
| De groep weet te ontsnappen en keert terug naar het kamp in de heuvels van Atlanta. Ze laten Merle Dixon achter die Rick heeft vastgeboeid aan het dak wegens een slaande ruzie. Rick ziet voor het eerst weer zijn gezin terug. De jongere broer van Merle Dixon, Daryl, verblijft ook in dit kamp en is vastberaden om zijn broer terug te halen. Rick besluit samen met Daryl, Glenn en T-Dog om Merle op te gaan halen in Atlanta. Lori waarschuwt Shane om weg te blijven van haar gezin nu Rick is teruggekeerd. Ricks terugkeer is een verrassing, want Shane had haar verteld dat Rick was overleden in het ziekenhuis. Het reddingsteam vertrekt naar Atlanta. Wanneer ze op het dak komen blijkt Merle te zijn ontkomen door zijn eigen hand met een ijzerzaag te hebben afgezaagd. Ze achtervolgen zijn bloedspoor maar stuiten op een dood spoor. |   |                      |                       |                                            |                  |
| 4 | 4 | Vatos                | Johan Renck           | Robert Kirkman                             | 21 november 2010 |
| Wanneer de groep Merle niet meer kan vinden, proberen ze de tas met wapens die Rick bij zijn vorige bezoek aan Atlanta heeft laten vallen bij de tank, terug te halen. Tijdens de zoektocht wordt de groep door een andere groep mensen aangevallen die ook op zoek is naar wapens. Hierbij ontsnappen de aanvallers en nemen Glenn als gijzelaar mee, ook de groep van Rick heeft een gijzelaar kunnen vangen. Na het ondervragen van hun gijzelaar, komen Rick, Daryl en T-Dog erachter waar de aanvallers zich schuilhouden. Besloten wordt om de gijzelaars te ruilen, echter willen de aanvallers ook de gehele tas met wapens wat Rick niet accepteert. Rick keert later op de dag terug om de aanval in te zetten, op het laatste moment wordt duidelijk dat de aanvallers een verpleeghuis beschermen met bejaarde mensen. Uiteindelijk wordt de helft van de wapens afgestaan en de gijzelaars vrijgelaten. Wanneer de groep terugkeert naar het kamp, blijken er walkers aanwezig te zijn die verschillende leden van de groep hebben gedood. Rick weet nog net op tijd samen met de groep de resterende walkers te doden. |   |                      |                       |                                            |                  |
| 5 | 5 | Wildfire             | Ernest Dickerson      | Robert Kirkman                             | 28 november 2010 |
| Ed en Amy zijn tijdens de aanval doodgebeten. Andrea blijft ontroostbaar bij het lichaam van Amy, totdat ze ontwaakt als walker waarna Andrea haar doodschiet. Ook Jim blijkt te zijn gebeten. Er wordt besloten om samen met de groep zo snel mogelijk naar het CDC te vertrekken. Tijdens het vertrek splitst Morales met zijn gezin zich van de groep af om hun eigen weg naar Birmingham te vervolgen. Wanneer onderweg de camper het begeeft ontstaat er een conflict tussen Rick en Shane. Shane wil niet naar het CDC omdat het volgens hem een dood einde is. Jim geeft hier tevens aan niet met de groep verder af te willen reizen, waarna hij wordt achtergelaten. Toch vervolgt de groep de reis naar het CDC in Atlanta, waar ze Edwin Jenner, een wetenschapper, aantreffen. |   |                      |                       |                                            |                  |
| 6 | 6 | TS-19                | Guy Ferland           | Adam Fierro                                | 5 december 2010  |
| Nadat de groep zijn intrede heeft gemaakt in het CDC, blijkt dat er op Dr. Jenner na niemand meer aanwezig is. Dr. Jenner bekent dat alle andere medewerkers zijn gevlucht of zelfmoord hebben gepleegd. De volgende ochtend legt Dr. Jenner uit aan de groep, met behulp van een computeranimatie genaamd Test Subject 19, het proces in de hersenen dat plaatsvindt wanneer een persoon is gebeten en daarna gedeeltelijk weer tot leven komt als een walker. Ook is er nog geen medicijn ontwikkeld. Doordat de generators zonder brandstof vallen, treedt het veiligheidsmechanisme in werking waardoor het gebouw zichzelf zal vernietigen na een bepaalde tijd. Jenner beslist om te blijven omdat hij gefaald heeft in zijn missie om een medicijn te ontwikkelen. Ook Jacqui en Andrea willen in eerste instantie blijven, maar Dale kan Andrea overtuigen om zich toch terug aan te sluiten bij de groep. Net voor hun vertrek fluistert Jenner iets in het oor van Rick. Eenmaal buiten ontploft het gebouw. |   |                      |                       |                                            |                  |

## Seizoen 2 (2011–2012)
| Nr. | #  | Titel                    | Regisseur                              | Schrijver(s)                   | Datum uitzending |
| --- | -- | ------------------------ | -------------------------------------- | ------------------------------ | ---------------- |
| 7 | 1  | What Lies Ahead          | Ernest Dickerson/Gwyneth Horder-Payton | Ardeth Bey/Robert Kirkman      | 16 oktober 2011  |
| De groep besluit te vertrekken naar Fort Benning, maar wordt opgehouden door een opstopping van auto's op de snelweg. Als ze besluiten om te keren komt er een grote horde walkers aan. Ze verstoppen zich onder verschillende voertuigen. Wanneer de laatste walkers Sophia opmerken slaat ze op de vlucht in het nabijgelegen bos. Rick besluit om snel achter haar aan te gaan om de walkers van haar af te houden, hij verstopt Sophia vlak bij een sloot onder een omgevallen boom. Wanneer Rick de walkers heeft uitgeschakeld en terugkeert naar Sophia blijkt ze te zijn verdwenen. Als Rick terugkeert naar de groep besluiten ze om met een paar mensen Sophia te gaan zoeken. Wanneer Rick, Shane en Carl een hert tegenkomen, benadert Carl het hert voorzichtig. Plots wordt er een schot gelost op het hert, maar deze treft ook Carl en deze raakt zwaargewond. |    |                          |                                        |                                |                  |
| 8 | 2  | Bloodletting             | Ernest Dickerson                       | Glen Mazzara                   | 23 oktober 2011  |
| In een flashback naar een tijd voor de uitbraak van de walkers, vertelt Shane aan Lori dat Rick gewond is geraakt bij een schietincident aan de snelweg. Wanneer weer wordt teruggekeerd naar het heden blijkt Carl per ongeluk neer te zijn geschoten door de jager Otis. Otis stuurt Rick, Shane en Carl naar het huis van dierenarts op rust Hershel Greene, deze lukt het om een van de 6 kogelfragmenten uit het lichaam van Carl te verwijderen. Een van Hershels dochters, Maggie, wordt naar de groep gestuurd die nog op de snelweg bivakkeert met de kapotte camper. Maggie neemt Lori mee naar de boerderij van Hershel terwijl Rick bloed afstaat aan Carl. Otis en Shane gaan naar de voormalige hulppost van een middelbare school waar de medische benodigdheden liggen om Carl veilig te kunnen opereren. Uiteindelijk vinden de twee de benodigde spullen, maar wanneer ze weg willen gaan worden ze gedwongen zichzelf op te sluiten tegen de vele walkers die achter hen aankomen. |    |                          |                                        |                                |                  |
| 9 | 3  | Save the Last One        | Phil Abraham                           | Scott M. Gimple                | 30 oktober 2011  |
| Hershel vertelt Lori en Rick dat hij Carl zonder verdoving moet opereren als Shane en Otis niet snel terugkeren met de medische benodigdheden, het gevolg kan zijn dat Carl het niet zal overleven. Daryl en Andrea gaan 's avonds opnieuw op zoek naar Sophia in het bos. Uiteindelijk weten Glenn en T-Dog ook de boerderij van Hershel te vinden, waar de verwonding die T-Dog opliep tijdens het schuilen voor de horde walkers op de snelweg kan worden behandeld. Lori overweegt om Carl te laten sterven om hem uit zijn lijden te verlossen, Rick is hier fel tegen en gelooft er nog in dat Carl het kan overleven. Ondertussen proberen Shane en Otis te ontsnappen bij de middelbare school, maar worden met een grote horde walkers geconfronteerd. Shane schiet Otis in zijn knie om zelf te kunnen ontsnappen aan de walkers. Otis wordt vervolgens opgegeten. Uiteindelijk komt Shane alleen aan bij de boerderij met de medische benodigdheden, net op tijd voor de operatie van Carl. Shane misleidt iedereen over de dood van Otis en hangt een verhaal op dat Otis is gebeten door walkers. |    |                          |                                        |                                |                  |
| 10 | 4  | Cherokee Rose            | Billy Gierhart                         | Evan Reilly                    | 6 november 2011  |
| Ook Dale, Daryl, Andrea en Carol vertrekken naar de boerderij van Hershel nadat ze de camper hebben kunnen repareren op de snelweg. Omdat Shane nog moeilijk te been is na de aanval van de walkers en Rick te zwak is door bloedverlies, besluit Daryl alleen op zoek naar Sophia te gaan, ook hij kan haar opnieuw niet vinden. Hershel gaat ondertussen een gesprek met Rick aan en verzoekt hem de boerderij te verlaten samen met de groep wanneer Sophia gevonden is en Carl weer genezen is. Rick vraagt aan Hershel of hij zijn verzoek wil heroverwegen, Hershel geeft aan dat de groep zich dan wel aan alle regels moet houden. Maggie en Glenn worden op pad gestuurd naar een lokale apotheek voor bepaalde medicijnen. Glenn haalt een zwangerschapstest op verzoek van Lori. Later gebruikt Lori deze en beseft dat ze zwanger is van Shane of Rick. |    |                          |                                        |                                |                  |
| 11 | 5  | Chupacabra               | Guy Ferland                            | David Leslie Johnson           | 13 november 2011 |
| De groep gaat opnieuw zoeken naar Sophia, terwijl Hershel zich om onduidelijke redenen steeds meer zorgen gaat maken over hun aanwezigheid. Shane en Rick maken ruzie over de vraag om verder te zoeken, waar Shane het argument brengt dat het verloren tijd is. Rick is boos op hem, maar later begint ook hij zich af te vragen of het nog wel zin heeft om verder te zoeken. Terwijl Daryl alleen verder blijft zoeken vindt hij de pop van Sophia, maar vervolgens valt hij van een heuvel en raakt zwaargewond. Daarop krijgt hij hallucinaties van zijn broer Merle. Hij weet uiteindelijk de boerderij te bereiken, waar hij door Andrea voor een walker wordt aangezien van verre afstand. Ze raakt zijn hoofd, maar het is slechts een schampschot. Wanneer Maggie en Glenn 's avonds voor een romantische ontmoeting in de schuur afspreken komt Glenn tot de ontdekking dat deze vol walkers zit. |    |                          |                                        |                                |                  |
| 12 | 6  | Secrets                  | David Boyd                             | Angela Kang                    | 20 november 2011 |
| Glenn vertelt Dale over de walkers die worden vastgehouden in de schuur. Dale confronteert Hershel hier vervolgens mee en Hershel legt uit dat de walkers in de schuur zijn familieleden en "nog steeds mensen" zijn, dat ze alleen maar ziek zijn en in de toekomst genezen kunnen worden. Lori stuurt Glenn en Maggie naar de apotheek voor een morning-afterpil. Zoekend in de apotheek wordt Maggie aangevallen door een walker, Glenn doodt deze vervolgens. In een woede eist Maggie van Glenn wat hij aan het zoeken was en bekent wat hij voor Lori moest ophalen, maar dat Rick het niet mag weten. Lori neemt de pillen, maar dwingt zichzelf om ze uit te spuwen. Ondertussen gaan Shane en Andrea op zoek naar Sophia in een nabijgelegen stad maar worden omringd door walkers. Ze weten genoeg walkers te doden om te vluchten. Als ze aankomen in het kamp ziet Dale dat er iets aan de hand is tussen de twee. Uit bezorgdheid voor Andrea confronteert hij Shane ermee wat er werkelijk gebeurd is in de nacht dat Otis stierf, als Dale lijkt te hebben bedacht dat Shane hem doodde om zichzelf te redden. Shane bedreigt Dale dat dat de grootste onzin is. Rick vindt ondertussen het lege doosje van de morning-afterpil en confronteert Lori hiermee. Lori bekent een seksuele relatie te hebben gehad met Shane toen ze dacht dat Rick dood was. |    |                          |                                        |                                |                  |
| 13 | 7  | Pretty Much Dead Already | Michelle MacLaren                      | Scott M. Gimple                | 27 november 2011 |
| Nadat Glenn aan de hele groep vertelt dat er walkers in de schuur zitten, bespreekt Rick de kwestie met Hershel en probeert hem ook te overtuigen om met de groep bij de boerderij te blijven. Ondertussen probeert Dale alle wapens in het moeras te verstoppen, maar dit mislukt wanneer Shane hem achtervolgt. Shane deelt de wapens uit aan de groep tegen de wens van Rick en Hershel in. Wanneer Rick en Hershel terugkomen met vastgebonden walkers wordt Shane woedend op Hershel. Hij schiet een walker in de borst, met de vraag waarom deze niet sterft als het een levende ziekte is. Hij schiet deze vervolgens in het hoofd als Hershel kijkt. Uit woede breekt Shane de schuurdeur open, waardoor alle walkers naar buiten komen. De groep schiet ze allemaal neer, maar wanneer iedereen denkt dat het voorbij is, komt Sophia naar buiten als een walker. Rick stapt naar voren en schiet haar in het hoofd. |    |                          |                                        |                                |                  |
| 14 | 8  | Nebraska                 | Clark Johnson                          | Evan Reilly                    | 12 februari 2012 |
| Na de vernietiging van zijn familie, eist Hershel dat Rick en zijn groep de boerderij verlaten. Later op de dag wordt Hershel vermist, Rick en Glenn gaan hem zoeken en vinden hem in de stad in een bar. Hij ziet het niet meer zitten en blijft alcohol drinken. Rick overtuigt hem om terug te keren naar zijn familie. Net op het moment dat ze willen terugkeren komen er 2 onbekenden de bar binnen die zich Dave en Tony noemen. Deze vragen of ze mee kunnen naar de boerderij en lichten ook toe dat Fort Benning is overlopen door walkers maar Rick weigert hierop in te gaan. Hierop trekt Dave zijn wapen maar Rick is sneller en schiet ze allebei neer. Ondertussen raakt Beth, de dochter van Hershel, bewusteloos van een onbekende kwaal. Dit leidt ertoe dat Lori naar de stad gaat om Hershel op te halen. Zoekend op de kaart raakt ze een walker tijdens het rijden en slaat over de kop waarbij ze zelf ook het bewustzijn verliest. |    |                          |                                        |                                |                  |
| 15 | 9  | Triggerfinger            | Billy Gierhart                         | David Leslie Johnson           | 19 februari 2012 |
| Na het doden van hun aanvallers, bereiden Rick, Hershel en Glenn zich voor om te vertrekken, maar drie andere mannen, op zoek naar Dave en Tony, keren terug naar het café. Lori ontsnapt uit de auto aan twee walkers en blijft op de weg te voet op zoek naar haar man. Rick, Hershel en Glenn komen terecht in een vuurgevecht met de 3 mannen die op zoek zijn naar Dave en Tony. Terug op de boerderij wordt beseft dat Lori 's avonds laat nog steeds niet is teruggekeerd. Shane gaat naar haar op zoek en vindt haar, hij vertelt dat ze niet verder hoeft te zoeken omdat Rick en de anderen al terug zijn. Wanneer ze op de boerderij ontdekt dat dit niet waar is wordt ze boos op Shane. In de stad schiet Hershel een van de aanvallers neer, de andere probeert boven op de wegrijdende auto te springen maar belandt op een hek dat zijn been doorboort. Rick, Hershel en Glenn redden hem en brengen hem naar de boerderij. Rick is van plan om hem ergens achter te laten wanneer hij genezen is. Shane is het hier niet mee eens. Later op de avond vertelt Lori aan Rick dat Shane gevaarlijk is. |    |                          |                                        |                                |                  |
| 16 | 10 | 18 Miles Out             | Ernest Dickerson                       | Scott M. Gimple & Glen Mazzara | 26 februari 2012 |
| Rick confronteert Shane ermee wat er echt met Otis is gebeurd in de nacht dat hij met hem bij de middelbare school was. Later nemen zij de gewonde man uit de vorige aflevering, Randall, mee naar een verlaten dorp om hem daar achter te laten. Shane wil de man doden, maar Rick is hier tegen en er ontstaat een gevecht dat de aandacht trekt van een groep walkers. Op de boerderij probeert Beth zelfmoord te plegen en sluit zich op in de badkamer waar ze haar pols doorsnijdt. Lori breekt de deur open en weet haar te redden. Maggie en Lori zijn woedend op Andrea omdat ze haar niet goed in de gaten heeft gehouden. Andrea verdedigt zich dat alleen Hershel haar van deze gedachte kon houden. Rick en Shane weten te ontkomen aan de walkers en stoppen Randall opnieuw in de kofferbak en rijden terug naar de boerderij. |    |                          |                                        |                                |                  |
| 17 | 11 | Judge, Jury, Executioner | Greg Nicotero                          | Angela Kang                    | 4 maart 2012     |
| Terwijl de groep Randall in bewaring houdt, wordt hij door Daryl ondervraagd. Randall blijkt bij een grotere groep van 30 gevaarlijke overlevende mensen te horen. Ondertussen is Carl alleen het bos ingewandeld en stuit op een walker die vastzit in de modder. Carl gooit stenen naar de walker, maar deze weet los te komen uit de modder en Carl slaat op de vlucht. Op de boerderij probeert Dale de groep ervan te overtuigen om Randall niet te executeren. Rick, Shane en Daryl nemen Randall toch mee naar de schuur om hem te executeren, maar Rick weigert als hij ziet dat Carl toekijkt. Ondertussen ziet Dale een stervende koe in het graanveld. Wanneer hij een geluid hoort en zich omdraait, wordt hij aangevallen door een walker die zijn buik openscheurt. Daryl doodt de walker, Carl is geschokt wanneer blijkt dat het dezelfde walker is waarmee hij in aanraking kwam in het bos die hij niet heeft weten te doden. Daryl doodt Dale vervolgens om hem uit zijn lijden te verlossen. |    |                          |                                        |                                |                  |
| 18 | 12 | Better Angels            | Guy Ferland                            | Evan Reilly & Glen Mazzara     | 11 maart 2012    |
| De groep organiseert een korte begrafenis voor Dale. Rick besluit later die dag Randall niet te executeren, en is van plan om hem ergens ver van de boerderij af te zetten. Shane bevrijdt Randall echter uit de schuur en neemt hem mee naar het bos waar hij Randalls nek breekt. Shane keert vervolgens terug en vertelt de rest van de groep dat Randall is ontsnapt. Rick, Shane, Glenn en Daryl gaan het bos in om hem op te sporen. Glenn en Daryl splitsen zich af van Rick en Shane die enige tijd later Randall tegenkomen als walker. Glenn weet Randall vervolgens te doden. Ze ontdekken dat Randall een walker is geworden zonder gebeten of gekrabd te zijn. Ondertussen wordt duidelijk dat Rick doorheeft dat Shane hem wil vermoorden. Shane houdt Rick onder schot en ze twisten over wie een betere vader en echtgenoot zou zijn. Daarop steekt Rick Shane recht in zijn hart met een mes en vermoordt hem. Carl komt naar de plek des onheils en schiet Shane vervolgens door zijn hoofd wanneer hij als walker opstaat. |    |                          |                                        |                                |                  |
| 19 | 13 | Beside the Dying Fire    | Ernest Dickerson                       | Robert Kirkman & Glen Mazzara  | 18 maart 2012    |
| Kort na de dood van Shane komt er een enorme horde walkers richting de boerderij die op de pistoolschoten zijn afgekomen. De overlevende mensen proberen te vechten tegen de horde, maar worden al snel overmeesterd. Jimmy en Patricia worden gedood. Andrea wordt per ongeluk op de boerderij achtergelaten. De rest van de groep weet te ontkomen en weet zich te herenigen op de snelweg waar ze eerder ook vast kwamen te zitten toen ze Sophia kwijt waren geraakt. Ondertussen is Andrea op de vlucht geslagen voor een paar walkers die achter haar aan zijn gekomen in het bos. De andere overlevenden zijn van mening dat Andrea het niet heeft gehaald en beslissen om op zoek te gaan naar een nieuw onderkomen. Uiteindelijk moet de groep gedwongen stoppen met hun reis doordat de brandstof van de voertuigen op is. Wanneer de groep 's avonds een onderkomen heeft gevonden vertelt Rick wat Dr. Jenner bij hem in het oor had gefluisterd bij het CDC: dat iedereen al besmet is met het virus, wat betekent dat ze uiteindelijk zelf ook in walkers veranderen als ze sterven. |    |                          |                                        |                                |                  |

## Seizoen 3 (2012–2013)
| Nr. | #  | Titel                       | Regisseur           | Schrijver(s)               | Datum uitzending |
| --- | -- | --------------------------- | ------------------- | -------------------------- | ---------------- |
| 20 | 1  | Seed                        | Ernest Dickerson    | Glen Mazzara               | 14 oktober 2012  |
| Na enkele maanden langs de weg te hebben gebivakkeerd vindt de groep een gevangeniscomplex, maar binnen de hekken lopen er veel walkers rond. Ze weten alle walkers te doden en maken een veilige vesting van de gevangenis om zich schuil te kunnen houden. Ondertussen denkt Lori dat Rick haar haat en is bang voor haar ongeboren baby en zoekt haar vertrouwen bij Hershel. Elders heeft Michonne Andrea kunnen redden van de walkers die haar achtervolgden. In de gevangenis wordt de groep van Rick gescheiden. Hershel zoekt naar Glenn en Maggie, maar wordt daarbij gebeten door een walker in zijn onderbeen. Rick weet nog net op tijd zijn onderbeen te amputeren waardoor Hershel niet in een walker zal veranderen. Aan de andere kant van de gevangenis blijken nog 5 gedetineerden te zitten die op alle commotie afkomen. |    |                             |                     |                            |                  |
| 21 | 2  | Sick                        | Billy Gierhart      | Nichole Beattie            | 21 oktober 2012  |
| Na Hershel terug te hebben gebracht naar het cellenblok zodat hij behandeld kan worden aan zijn geamputeerde been, legt Rick aan de gedetineerden uit wat er de afgelopen 10 maanden is gebeurd tijdens de zombie-uitbraak. Besloten wordt dat Rick, Daryl en T-Dog samen met de gedetineerden een cellenblok voor hen gaan vrijmaken, in ruil voor de helft van de voedselvoorraad. Tijdens het ontruimen van het cellenblok raakt een van de gedetineerden, Big Tiny, gewond door een aanval van een walker. De leider van hun groep, Tomas, doodt hem ter plaatse. Rick raakt in een ruzie verwikkeld met Tomas waarop Rick hem vermoordt. Een andere gevangene, Andrew, slaat vervolgens op de vlucht en rent recht in de handen van walkers. Rick, Daryl en T-Dog laten de resterende gedetineerden achter in het beloofde cellenblok. Ze keren terug naar hun eigen groep, waar Hershel weer ontwaakt na het amputeren van zijn been. |    |                             |                     |                            |                  |
| 22 | 3  | Walk With Me                | Guy Ferland         | Evan Reilly                | 28 oktober 2012  |
| Wanneer Andrea en Michonne een gecrashte militaire helikopter onderzoeken worden ze gevangengenomen door de overlevenden van Woodbury, een klein stadje met 73 inwoners dat omringd is met hoge muren om walkers tegen te houden. Gastvrijheid is hier vooropgesteld voor zowel de twee vrouwen als Merle Dixon die zijn onderkomen in dit dorp heeft gevonden. De leider van het dorp, bekend als de Gouverneur, probeert informatie te winnen van de twee vrouwen, al blijft Michonne op haar hoede. Ondertussen informeert Lt. Welles, de enige overlevende van de helikoptercrash, de Gouverneur over een groep van tien soldaten die nog in leven zijn vlak bij een militaire basis die overrompeld werd door walkers. De Gouverneur gaat met een team erheen, en doodt hen allen voor hun voertuigen, wapens en voorraden. Later die avond als hij niet kan slapen, pakt hij een glas whiskey en zoekt zijn rust in een privé-kamer waar 3 rijen aquaria gevuld zijn met menselijke hoofden, onder hen zijn Michonnes "huisdier" walkers en Lt. Welles. |    |                             |                     |                            |                  |
| 23 | 4  | Killer Within               | Guy Ferland         | Sang Kyu Kim               | 4 november 2012  |
| Nadat Hershel weer bij kennis is gekomen, is hij vastbesloten om met krukken te gaan lopen. Plots wordt de groep verrast door een groep walkers die de gevangenis in zijn gekomen. De groep wordt opgesplitst wanneer ze op de vlucht slaan. Rick, Daryl en Glenn keren net terug van buiten de gevangenis en zien dat de hekken open staan en de sloten zijn doorgeknipt. Rick vermoedt onmiddellijk dat de twee overgebleven gedetineerden Axel en Oscar hierachter zitten. Wanneer hij naar ze toe loopt gaat plots het alarm van de gevangenis af. Rick doet beroep op de kennis van de gedetineerden hoe dit uit te schakelen. Ze weten de ruimte met de generatoren te vinden maar worden aangevallen door Andrew, die de aanval van de walkers heeft overleefd. Hij wordt gedood door Oscar waarna Rick het alarm uit weet te zetten. Ondertussen is T-Dog gebeten door een walker en offert zichzelf op om zo Carol te kunnen redden. Later kan niemand Carol meer vinden en wordt ervan uitgegaan dat ook zij het niet heeft overleefd. Lori staat op het punt te bevallen maar dit moet gebeuren met een keizersnede die Maggie moet uitvoeren, wat Lori niet zal overleven. Wanneer Maggie met Carl en de baby naar buiten komen stort de wereld van Rick in. In Woodbury plant Michonne alvast in dat ze binnen afzienbare tijd zullen vertrekken uit het dorp, terwijl Andrea steeds closer wordt met de Gouverneur. |    |                             |                     |                            |                  |
| 24 | 5  | Say the Word                | Greg Nicotero       | Angela Kang                | 11 november 2012 |
| Michonne breekt in in het huis van de Gouverneur en luistert een gesprek af en komt erachter dat er 6 walkers gevangen zijn genomen, ze besluit om deze allemaal te doden. Andrea vertelt haar dat ze na acht maanden niet nog eens tussen de walkers wil vrezen voor haar leven. Michonne vertrekt vervolgens alleen uit Woodbury. In de gevangenis wordt gerouwd om de geleden verliezen. Rick vervult zijn ouderlijke plichten niet maar gaat de gevangenis verder in om walkers te doden en Lori op te zoeken. In een reactie daarop treedt Daryl naar voor als leider en gaat met Maggie op pad om de benodigde spullen voor de baby te zoeken. Later die dag graven Glenn, Axel en Oscar graven voor Lori, Carol en T-Dog. De aflevering sluit af met Rick die zich in de stookruimte bevindt waar Lori stierf, hij ontwaakt uit een roes wanneer er een telefoon rinkelt, deze beantwoordt hij. |    |                             |                     |                            |                  |
| 25 | 6  | Hounded                     | Dan Attias          | Scott M. Gimple            | 18 november 2012 |
| Rick praat met onbekende overlevenden aan de telefoon, maar de stemmen blijken van de doden te zijn, Amy, Jim en Jacqui, ook die van Lori. Na een aantal gesprekken aanvaardt hij haar dood en keert terug naar de groep. Tegen alle verwachtingen in wordt Carol levend – ergens in de gevangenis verscholen – gevonden door Daryl. Ondertussen mag Andrea in Woodbury de wacht houden op de muur maar springt hiervan af om vervolgens een walker te doden, ze bekent dat ze hiervan heeft genoten. Later begint ze een affaire met de Gouverneur. Merle is ondertussen op pad gestuurd om op Michonne te jagen, zij weet in een hinderlaag 2 mensen van Merles groep te doden, maar daarbij raakt ze zelf gewond aan haar been. Merle wil terug naar Woodbury maar zijn andere teamlid wil doorgaan waarop Merle hem doodt. Michonne vlucht naar een nabijgelegen dorp waar ze Glenn en Maggie ziet. Plots komt Merle langs het dorpje en gijzelt Glenn en Maggie en neemt ze mee naar Woodbury om ze te ondervragen waar zij zich schuilhouden. Michonne gaat ondertussen verder en vindt haar weg naar de gevangenis waar ze Rick ontmoet. |    |                             |                     |                            |                  |
| 26 | 7  | When the Dead Come Knocking | Dan Sackheim        | Frank Renzulli             | 25 november 2012 |
| Rick weet Michonne te redden van walkers die haar wilden aanvallen en brengt haar naar binnen in de gevangenis. Na te zijn gemarteld door Rick en bedreigd door Daryl, bekent Michonne dat Glenn en Maggie zijn gegijzeld door een man die haar ook in het been schoot, ook licht ze toe dat hij uit Woodbury komt. Rick noemt zijn pasgeboren dochter Judith, na een voorstel van Carl. Ondertussen in Woodbury vraagt Merle aan Glenn de locatie van zijn groep. Ondanks het feit dat Merle hem mishandelt en een walker op hem loslaat weigert Glenn te praten. De Gouverneur dreigt Maggie te verkrachten, maar ook zij weigert te praten. Maar wanneer hij Glenn dreigt te doden waar Maggie bij staat, breekt ze en vertelt hen over de gevangenis en hun groep. De Gouverneur vraagt Merle en Caesar Martinez om met een groep de gevangenis te gaan verkennen. Na het omzeilen van een grote groep walkers bereiken Rick, Daryl, Oscar en Michonne de buitenkant van Woodbury. |    |                             |                     |                            |                  |
| 27 | 8  | Made to Suffer              | Billy Gierhart      | Robert Kirkman             | 2 december 2012  |
| Rick, Daryl, Oscar en Michonne weten Woodbury binnen te vallen om Glenn en Maggie te redden, wat resulteert in een vuurgevecht. Nu Daryl weet dat zijn broer Merle in Woodbury is, is hij vastberaden hem te spreken. Oscar wordt gedood door een schotwond. Glenn en Maggie worden succesvol gered. Tijdens het vuurgevecht sluipt Michonne naar de kamer van de Gouverneur. Hier ontstaat een gevecht wanneer hij binnenkomt, wat resulteert in de dood van zijn walker-dochter en een ernstig oogletsel bij de Gouverneur. Michonne weet te ontkomen en vindt haar weg terug naar Rick en de anderen. Elders vlak bij de gevangenis weet een groep van vijf overlevenden (van wie 1 is gebeten door een walker) hun weg te vinden naar binnen in de gevangenis, waar Carl hen voedsel en onderdak biedt. Later verklaart de Gouverneur dat Woodbury is aangevallen door terroristen. Hierna beschuldigt hij Merle ervan medeplichtig te zijn aan wat er is gebeurd. Wanneer de aandacht op Merle is gericht wordt zijn broer Daryl de arena binnengesleept. De burgers van Woodbury zingen Daryl en Merle toe dat ze vermoord moeten worden. Andrea ziet voor het eerst in maanden Daryl weer en raakt verward. |    |                             |                     |                            |                  |
| 28 | 9  | The Suicide King            | Lesli Linka Glatter | Evan Reilly                | 10 februari 2013 |
| Rick en Maggie keren terug naar Woodbury om Daryl te redden. Wanneer ze terugkeren uit het dorp blijken ze ook Merle te hebben gered, tot ontzetting van Michonne en Glenn. Wanneer ze terug willen keren naar de gevangenis loopt de spanning hoog op. Daryl weigert om zonder Merle naar de gevangenis te gaan en besluit samen met zijn broer weg te gaan bij de groep. Rick is ook boos op Michonne en vertelt haar dat zodra ze weer genezen is zichzelf maar in de buitenwereld moet redden. In Woodbury is er een chaos uitgebroken wanneer alle bewoners bang worden en proberen het dorp te verlaten zonder succes. Martinez en andere bewakers blokkeren de toegangspoort en houden de bewoners onder schot. Rick, Michonne, Glenn en Maggie keren terug in de gevangenis en worden begroet door Carol en Carl. Tyreese vraagt Rick of hij met zijn groep in de gevangenis mag blijven, maar Rick weigert. Hershel neemt Rick vervolgens apart en vraagt hem zijn beslissing te herzien. Plots ziet Rick Lori in een hallucinatie en barst in woede uit waarvan de 2 groepen schrikken. Glenn dringt er bij Tyreese op aan om met zijn groep weg te gaan bij hen. |    |                             |                     |                            |                  |
| 29 | 10 | Home                        | Seith Mann          | Nichole Beattie            | 17 februari 2013 |
| Wanneer men in Woodbury aan het herstellen is van de recente aanvallen, blijkt de Gouverneur nog steeds aangeslagen te zijn door het verlies van zijn dochter. Hij beslist om het leiderschap over te dragen aan Andrea. Hij vraagt Milton om Andrea in de gaten te houden vanwege wantrouwen, hij verlaat de stad vervolgens zelf zonder haar te informeren. Ondertussen beginnen Daryl en Merle te twijfelen of het wel verstandig is om bij de gevangenis weg te blijven. In de gevangenis wordt de situatie steeds erger wanneer blijkt dat walkers via de verwoeste hoofdingang de gevangenis weten te betreden. In plaats van de leiding te nemen dwaalt Rick buiten de gevangenis na zijn hallucinaties van Lori. Plotseling duikt de Gouverneur met een aantal van zijn mannen bij de gevangenis op en weten Axel te doden. Ze laten een bus vol met walkers door de hekken heenrijden en laten deze los op de binnenplaats. Rick wordt buiten de hekken in het nauw gedreven door walkers, maar wordt gered door Daryl en Merle die terug zijn gekeerd naar de gevangenis. |    |                             |                     |                            |                  |
| 30 | 11 | I Ain't a Judas             | Greg Nicotero       | Angela Kang                | 24 februari 2013 |
| Na de aanval van de Gouverneur op de gevangenis discussieert de groep over hun manier van handelen. Wanneer Rick en Carl alleen zijn raadt Carl hem aan om als leider van de groep af te treden. Ondertussen in Woodbury komt Andrea erachter dat de Gouverneur heeft gevochten bij de gevangenis en confronteert hem hiermee. Hij beweert dat hij op weg was om vrede te stichten, maar werd aangevallen. De Gouverneur wil een aanval voorbereiden op de gevangenis en zorgt ervoor dat een leger gemobiliseerd wordt, inclusief de kinderen van Woodbury. Andrea vraagt aan de Gouverneur of ze toestemming krijgt om naar de gevangenis af te reizen, maar hij weigert. Ze vraagt aan Milton of hij haar ontsnappingspoging wil stilhouden, maar die vertelt dit toch aan de Gouverneur die zegt haar te helpen ontsnappen. Onderweg ergens in de bossen neemt Milton de groep van Tyreese welke ze onverwachts tegenkomen mee naar Woodbury terwijl Andrea verdergaat naar de gevangenis. Wanneer Andrea binnen de muren van de gevangenis is, probeert ze Rick en de groep te overtuigen om vrede te sluiten met de Gouverneur, maar krijgt te horen dat hij juist degene was die de aanval opende. Carol dringt er bij Andrea op aan om terug te keren naar Woodbury en de Gouverneur in zijn slaap te vermoorden. In Woodbury blijkt dat de groep van Tyreese de Gouverneur wil helpen om een aanval op te zetten tegen de groep van Rick. Rick geeft Andrea een auto, zodat ze terug kan naar Woodbury, en hij begint zelf ook een aanval te plannen op Woodbury samen met Michonne en Carl. Later die avond keert Andrea terug in Woodbury en lijkt Carols plan te volgen, maar op het laatste moment kan ze het niet opbrengen om hem in zijn slaap te vermoorden.                                                          |    |                             |                     |                            |                  |
| 31 | 12 | Clear                       | Tricia Brock        | Scott M. Gimple            | 3 maart 2013     |
| Rick, Carl en Michonne gaan terug naar het politiebureau in King County op zoek naar wapens en munitie om de gevangenis te beschermen tegen de aanval van de Gouverneur. Onderweg komen ze een man met rugzak tegen die wil meerijden. Michonne rijdt gewoon door. Even verderop rijden ze vast in de modder. Rick schiet enkele walkers neer die op hen af zijn gekomen. Wanneer ze terug door willen rijden, horen ze de man met de rugzak opnieuw naar hen roepen. Ze springen in de wagen en rijden verder. Het wapenarsenaal blijkt leeg te zijn en Rick besluit om de wapens die in de bars liggen te verzamelen. Vanuit het niets worden ze onder vuur genomen. Ze slagen erin de schutter te overmeesteren, dit blijkt Morgan Jones te zijn. Morgan is gek geworden nadat zijn zoon Duane gebeten werd door zijn vrouw Jenny, en ook veranderd is in een walker. Michonne is er niet van gediend dat Rick wil wachten tot Morgan bijkomt. Carl en Michonne gaan samen op zoek naar een wieg voor Judith, maar Carl wil nog iets anders zoeken. Als Morgan ontwaakt, is hij niet meer bij zinnen en zelfs wanneer hij uiteindelijk Rick herkent, wil hij niets liever dan sterven. Rick wil dat hij meekomt naar de rest van de groep in de gevangenis. Morgan weigert en blijft achter. Terug onderweg naar de gevangenis zien ze het verscheurde lichaam van de man met de rugzak. Ze stoppen om zijn rugzak mee te nemen en rijden verder. |    |                             |                     |                            |                  |
| 32 | 13 | Arrow on the Doorpost       | David Boyd          | Ryan C. Coleman            | 10 maart 2013    |
| Rick, Daryl en Hershel rijden naar een boerderij waar ze op zoek gaan naar voorraden. Wanneer Rick de schuur binnenkomt, komt de Gouverneur tevoorschijn die hem zat op te wachten. Daryl en Hershel richten ondertussen hun wapens op een auto die komt aangereden. Hierin zitten Andrea, Milton en Martinez. In de gevangenis maakt de groep de wapens klaar die Rick bij Morgan Jones heeft meegenomen. Merle wil met de wapens naar de afgesproken plaats op de boerderij en de Gouverneur meteen afmaken. Glenn wil dat ze bij Ricks plan blijven. In de schuur is het ondertussen duidelijk dat Andrea de bijeenkomst heeft geregeld in de hoop dat de geschillen bijgelegd kunnen worden. De Gouverneur wil niet onderhandelen, hij wil alleen maar dat de groep van Rick verdwijnt. Wanneer Andrea ertussen komt, zegt de Gouverneur dat ze weg moet gaan. Hershel en Milton praten en delen hun meningen, er blijken meer gelijkenissen te zijn tussen de twee groepen dan gedacht. Merle en Glenn hebben ondertussen ruzie over het plan van Rick. Andrea weet niet meer voor welke groep ze moet kiezen: haar oude groep of de Gouverneur. De Gouverneur zegt dat hij Michonne wil overgeleverd krijgen, anders verklaart hij Rick de oorlog. Ze spreken opnieuw af over twee dagen. Andrea blijft bij de groep van de Gouverneur, die iedereen die over twee dagen komt opdagen, wil afmaken, behalve Michonne. Hershel probeert Rick ervan te overtuigen om Michonne in hun groep te houden. |    |                             |                     |                            |                  |
| 33 | 14 | Prey                        | Stefan Schwartz     | Evan Reilly & Glen Mazzara | 17 maart 2013    |
| De manschappen van de Gouverneur bereiden de oorlog voor en laden wapens in een vrachtwagen. Milton zegt tegen Andrea dat dit slechts uit voorzorg is, maar lijkt zelf niet overtuigd. Hij probeert de Gouverneur ervan te overtuigen om niet iedereen van Ricks groep af te maken, maar de Gouverneur wil wraak voor zijn vermoorde dochter. Milton toont Andrea de folterkamer die is ingericht voor Michonne. Ze wil terug naar de gevangenis, maar belooft de Gouverneur hem te zullen helpen waar nodig. Ze ontsnapt uit Woodbury, enkel gewapend met een mes. De Gouverneur hoort van Milton dat Andrea is gevlucht en dat ze weet van de geplande aanval op de gevangenis. Hij achtervolgt haar, zodat ze in de bossen moet vluchten en een aantal walkers moet doden. Ondertussen toont Martinez aan Tyreese, Sasha, Allen en Ben een put vol met walkers. Tyreese beseft dat men deze wil gebruiken tegen de groep van Rick en protesteert, wat eindigt in een gevecht met Allen. Andrea zoekt ondertussen haar toevlucht in een oude fabriek. Ze wil naar boven vluchten, maar het trappenhuis is gevuld met walkers. Dan verschijnt de Gouverneur in de oude fabriek. Andrea opent de deur en zet het op een lopen. De Gouverneur vecht met de walkers. Bij de put giet een mysterieus persoon benzine over de walkers en steekt hen in brand. Bij dageraad bereikt Andrea de gevangenis. Vlak voor Rick haar ziet verschijnt de Gouverneur en gooit haar tegen de grond. Terug in Woodbury beweert hij Andrea niet gevonden te hebben. Hij vertelt aan Tyreese en Sasha dat de walkers in de put enkel als drukmiddel gingen gebruikt worden. Tyreese excuseert zich maar zegt dat hij niets afweet van de verbrande walkers. De Gouverneur verdenkt direct Milton. Andrea zit ondertussen vastgebonden in de folterkamer. |    |                             |                     |                            |                  |
| 34 | 15 | This Sorrowful Life         | Greg Nicotero       | Scott M. Gimple            | 24 maart 2013    |
| Rick en Hershel vertellen Daryl over de deal met de Gouverneur in verband met Michonne. Rick wil een bloedbad voorkomen en vraagt de hulp van Merle, die uitlegt dat de Gouverneur Michonne niet zal vermoorden, maar martelen. Wanneer Rick weer hallucinaties krijgt over Lori, komt hij tot het besef dat hij Michonne niet kan en wil opofferen. Merle, die verwachtte dat Rick zijn mening zou herzien, heeft de situatie ondertussen in handen genomen. Hij slaat Michonne bewusteloos, bindt haar vast en brengt haar naar een dorpje vlak bij. Rick en Daryl ontdekken dat Merle en Michonne verdwenen zijn en Daryl gaat alleen achter hen aan. Als Merle een auto wil starten, laat hij per ongeluk het alarm afgaan, wat een groep walkers aantrekt. Hij en Michonne kunnen ontsnappen met de auto. Michonne kan Merle onderweg overtuigen om haar te laten gaan, en Merle rijdt alleen verder. Op de terugweg komt Michonne Daryl tegen. Daryl gaat verder om Merle te zoeken, die ondertussen in de auto walkers naar zich toe lokt met harde muziek. Hij rijdt stilletjes verder, en leidt de walkers zo naar de afgesproken plek met de Gouverneur. Hij verstopt zich wanneer de groep van de Gouverneur de walkers afmaakt. Merle, die op de Gouverneur mikt, schiet per ongeluk Ben neer. Verrast door een walker geeft Merle zijn positie prijs aan de Gouverneur, die in een gevecht twee vingers van Merle afbijt. Merle weigert te smeken voor zijn leven en wordt in de borst geschoten door de Gouverneur. Michonne komt ondertussen veilig bij de gevangenis. Daryl bereikt de schuur en vindt Merle, als walker, die zich tegoed doet aan het lijk van Ben. Huilend en roepend, steekt Daryl keer op keer in het hoofd van zijn broer.                                                                        |    |                             |                     |                            |                  |
| 35 | 16 | Welcome to the Tombs        | Ernest Dickerson    | Glen Mazzara               | 31 maart 2013    |
| De Gouverneur geeft Milton een laatste kans om zich onder zijn bewind te voegen, en beveelt hem Andrea te doden. In die poging probeert hij de Gouverneur te doden maar slaagt daar niet in, waarna de Gouverneur hem in zijn buik steekt in nabijheid van Andrea in de martelkamer. Vervolgens trekt de Gouverneur met zijn troepen naar de gevangenis waar hij op een hinderlaag stuit van Rick zijn groep. Wanneer het leger van Woodbury beslist terug te keren stopt de Gouverneur het konvooi en schiet vrijwel alle mensen neer die met hem meegingen, hij laat Martinez en Shumpert ongedeerd. Karen weet te overleven. Ondertussen komen Rick, Daryl en Michonne aan bij Woodbury om wraak te nemen, daar stuiten ze op Tyreese en Sasha die achter zijn gebleven tijdens de aanval. Eenmaal in Woodbury vinden ze Andrea in de martelkamer, daar blijkt dat ze in haar hals is gebeten door Milton die in een walker is veranderd. Andrea schiet zichzelf in het hoofd met Michonne aan haar zijde. Ricks groep keert terug naar de gevangenis, samen met de bewoners van Woodbury die zijn achterbleven tijdens de aanval. Van de Gouverneur, Martinez en Shumpert is geen spoor te bekennen. |    |                             |                     |                            |                  |

## Seizoen 4 (2013–2014)
| Nr. | #  | Titel                       | Regisseur          | Schrijver(s)                  | Datum uitzending |
| --- | -- | --------------------------- | ------------------ | ----------------------------- | ---------------- |
| 36 | 1  | 30 Days Without an Accident | Greg Nicotero      | Scott M. Gimple               | 13 oktober 2013  |
| Nadat Rick zijn leiderschap heeft overgedragen aan Daryl, houdt hij zich alleen nog bezig met de landbouw en het verzorgen van de varkens. Rick weigert ook nog om wapens te dragen, in de hoop dat Carl daar een voorbeeld aan neemt. De gevangenis is uitgegroeid tot een ideale en rustige locatie voor de overlevenden die erin slagen om de walkers buiten de hekken te houden. Ondertussen blijft Michonne zoeken naar de gouverneur in de hoop hem te vinden in Macon. Daryl leidt een kleine groep, waaronder Glenn, Tyreese, Sasha, voormalig legerarts Bob Stookey en Zach, de nieuwe vriend van Beth, naar een oude supermarkt die als schuilplaats voor overlevenden heeft gediend. Wanneer Bob per ongeluk een winkelrek laat vallen, raakt hij eronder gekneld. Dit trekt een groep walkers aan die op het verzwakte dak zaten. Het dak zakt in elkaar, inclusief de walkers en een neergestorte helikopter die op het dak ligt. Zach wordt gebeten door een walker en wordt vervolgens vermorzeld door de helikopter. Wanneer de groep terugkeert bij de gevangenis vertelt Daryl het nieuws aan Beth. Ze toont hierop geen emotie en zegt niet meer emotioneel te worden maar in plaats daarvan gelukkig te zijn dat ze Zach heeft leren kennen. Patrick, een vriend van Carl is ondertussen ziek geworden. Wanneer hij gaat douchen valt hij neer en overlijdt. Als hij midden in de nacht weer wakker wordt is hij veranderd in een walker. |    |                             |                    |                               |                  |
| 37 | 2  | Infected                    | Guy Ferland        | Angela Kang                   | 20 oktober 2013  |
| Nadat Patrick in een walker is veranderd weet hij verschillende mensen te doden in het cellenblok. Buiten de hekken van de gevangenis neemt het aantal walkers alsmaar toe nadat iemand hen heeft gevoed met ratten. Rick en Daryl ontdekken dat Patrick werd gedood door een agressief griepvirus die de besmette persoon laat stikken in hun eigen bloed. De overlevenden besluiten om een quarantaine zone op te stellen voor degenen die mogelijk besmet zouden kunnen zijn om zo verdere verspreiding te voorkomen. Ondertussen staat de buitenste omheining van de gevangenis op het punt te bezwijken onder de walkers. Rick leidt de walkers weg van de gevangenis door ze de varkens als eten te geven, die mogelijk besmet zijn met het virus. Later onthult Carl aan zijn vader dat Carol de andere kinderen in de gevangenis leert om te gaan met wapens. Rick geeft Carl zijn pistool terug, teleurgesteld dat zijn poging om een rustig leven te leiden is mislukt. Wanneer Tyreese zijn vriendin Karen opzoekt in de gevangenis, vindt hij buiten 2 verbrande lichamen. Hij is geschokt wanneer blijkt dat een van de lichamen Karen is. |    |                             |                    |                               |                  |
| 38 | 3  | Isolation                   | Dan Sackheim       | Robert Kirkman                | 27 oktober 2013  |
| Vele groepsleden sterven vanwege het virus. Tyreese vraagt aan Rick om de dader die Karen en David heeft verbrand te vinden, het ontaardt in een gevecht tussen de twee. Sasha, Dr. Subramanian en ook Glenn blijken ondertussen besmet te zijn. Hershel zegt dat er 80 kilometer verderop een dierenkliniek is waar antibiotica te vinden zijn. Daryl, Michonne, Bob en Tyreese gaan op pad. Hershel en Carl gaan met z'n tweeën op zoek naar heelkundige kruiden in het bos. Carol herstelt ondertussen de leiding van de watertoevoer maar wordt aangevallen door walkers. Rick kan haar op het nippertje redden. De groep van Daryl rijdt zich ondertussen vast op een groep van honderden walkers. Het lijkt erop dat Tyreese overmeesterd wordt door de immense horde, en de anderen moeten vluchten. Even later voegt Tyreese zich weer bij hen. Hershel wordt ondertussen besmet door een zwaar zieke Dr. Subramanian. Rick vertelt aan Carol dat hij weet dat zij Karen en David vermoord heeft. Zonder enig teken van spijt bekent Carol. |    |                             |                    |                               |                  |
| 39 | 4  | Indifference                | Tricia Brock       | Matt Negrete                  | 3 november 2013  |
| Daryl, Michonne, Tyreese en Bob gaan naar de dierenkliniek om de benodigde medicatie te halen. Tyreese heeft het moeilijk om zijn woede om Karens dood te verbergen en Bob biecht op dat hij een alcoholprobleem heeft. Ondertussen gaan Rick en Carol met de auto op zoek naar voedsel, omdat het meeste van hun voedingswaren achterbleef in het geïnfecteerde cellenblok. Ze bereiken een buitenwijk waar ze een jong koppel tegenkomen tijdens hun zoektocht in een van de huizen. Ze besluiten om elk apart voedsel te gaan zoeken en spreken af om elkaar 2 uur later te treffen in de woning. Rick en Carol vinden het meisje later dood op straat, haar vriend is spoorloos. Rick wil niet dat Carol terug met hem mee gaat, dit wegens de moord op Karen en David. Carol rijdt met een andere wagen weg. Rick rijdt alleen terug richting de gevangenis. |    |                             |                    |                               |                  |
| 40 | 5  | Internment                  | David Boyd         | Channing Powell               | 10 november 2013 |
| Rick vertelt aan Maggie en later aan Hershel dat Carol de dood van Karen en David op haar geweten heeft. In het quarantaine-blok sterven ondertussen vele zieken, waaronder Dr. Subramanian, en bedreigen de rest van de overlevenden. Glenn begint te stikken in zijn eigen bloed. Maggie gaat helpen in het cellenblok, terwijl Rick op zoek gaat naar Carl om de walkers die de omheining beginnen omver te duwen, tegen te houden. De buitenste omheining begeeft het en Rick en Carl moeten zich achter de tweede omheining verschansen. Ze gaan meer wapens halen om zich te verdedigen. Dan begeeft de tweede omheining het ook. Vader en zoon schieten alle walkers neer. Hershel en Maggie kunnen Glenn redden van verstikking. Daryl keert terug, mét de antibiotica. De overlevende zieken worden verzorgd. Rick en Carl overzien de gevangenis daags na de aanval van de walkers. Wanneer ze terug naar binnen gaan, worden ze in de gaten gehouden door een man buiten de omheining. De Gouverneur is terug. |    |                             |                    |                               |                  |
| 41 | 6  | Live Bait                   | Michael Uppendahl  | Nichole Beattie               | 17 november 2013 |
| Martinez en Shumpert hebben de Gouverneur de ochtend na het vallen van Woodbury in de steek gelaten. De Gouverneur zet het dorp in brand. Veel later ontdekt hij in een ander dorp twee zussen, Tara en Lilly, hun vader David die longkanker heeft, en een jong meisje, Meghan. Hij wordt in het gezin opgenomen, maar moet zijn wapen afgeven. Hij vindt een ander wapen in het huis waar ze verblijven. Lilly, de moeder van Meghan, vraagt of de Gouverneur in een rusthuis een zuurstoftank wil gaan halen voor David. Hij wordt overvallen door een groep walkers, maar geraakt heelhuids terug. Hij wordt verzorgd door Lilly, die hem vertelt dat Meghan denkt dat hij haar vader is. Een hele tijd later blijkt dat David is overleden en in een walker is veranderd. De Gouverneur doodt hem. Wanneer hij de volgende dag wil vertrekken, willen de anderen met hem mee. De Gouverneur en Lilly beginnen een affaire. De volgende dag gaat hun voertuig kapot waardoor ze te voet verdergaan. Tara verzwikt onderweg haar enkel. Achter de hoek verschijnen tientallen walkers. De Gouverneur vlucht met Meghan de bossen in, maar ze vallen in een gegraven put waar enkele walkers in zitten. De Gouverneur weet hen te doden. Aan de rand van de put verschijnt de voormalige rechterhand van de Gouverneur, Martinez. |    |                             |                    |                               |                  |
| 42 | 7  | Dead Weight                 | Jeremy Podeswa     | Curtis Gwinn                  | 24 november 2013 |
| De Gouverneur, Lilly, Tara en Meghan worden opgenomen in de groep van Martinez. Hij gaat op pad met Martinez en de broers Mitch en Pete. Ze vinden een kleine voorraad eten en drank. Hij toont de Gouverneur zijn golfset en slaat wat balletjes. De Gouverneur slaat Martinez neer met een golfclub en gooit hem in een put met walkers. De groep veronderstelt dat Martinez dronken was en in de put is gevallen. Pete zegt dat hij voorlopig de leiding overneemt en neemt Mitch en de Gouverneur mee voor een nieuwe zoektocht naar voorraden. Ze komen een primitief kamp met overlevenden tegen. Mitch wil hen overvallen, maar Pete weigert. Als ze later terugkomen is het kamp overvallen door andere overlevenden. Terug in hun eigen kamp wil de Gouverneur vertrekken met Lilly, Meghan, Tara en haar nieuwe vriendin Alisha. De weg wordt versperd door walkers die vastzitten in de modder waardoor ze terugkeren. De volgende morgen gaat hij naar de woonwagen van Pete en vermoordt hem. Hij legt Mitch de situatie met Pete uit en zegt tegen de anderen dat Pete gestorven is op een zoektocht. Meghan wordt in het kamp overvallen door een walker en kan maar nipt gered worden. De Gouverneur beseft dat ze een veiligere plaats nodig hebben en rijdt richting de gevangenis. Hij vindt Hershel en Michonne die gedode walkers dumpen in het bos en richt zijn wapen op Michonne. |    |                             |                    |                               |                  |
| 43 | 8  | Too Far Gone                | Ernest Dickerson   | Seth Hoffman                  | 1 december 2013  |
| De Gouverneur heeft Michonne en Hershel gevangengenomen en overtuigt zijn groep om de gevangenis in te nemen. Hershel probeert hem te overtuigen dat beide groepen samen kunnen leven, maar de Gouverneur weigert. Rick vertelt aan Daryl wat er gebeurd is met Carol. Daryl vindt dat ze het Tyreese moeten vertellen, maar krijgen hier de kans niet voor wanneer de Gouverneur de gevangenis aanvalt. Hij eist dat Rick met hem komt praten en toont dat hij Michonne en Hershel in zijn macht heeft. Hij stelt de bewoners van de gevangenis een ultimatum: vertrekken of sterven. Ondertussen wordt Meghan in de schouder gebeten door een walker. De Gouverneur schiet meerdere walkers neer bij de gevangenis om andere te lokken. Rick stemt niet in om te vertrekken waarop de Gouverneur Hershel onthoofd met de katana van Michonne, wat resulteert in een vuurgevecht. Rick wordt geraakt in zijn zij en been. Lilly komt aangereden met de gewonde Meghan. De Gouverneur schiet haar zonder verpinken door het hoofd. Mitch rijdt met de tank door de omheining en Rick en de Gouverneur beginnen een gevecht. Judith wordt onbewaakt achtergelaten door de kinderen van de gevangenis. Een groep met Glenn, Maggie, Sasha en Bob ontsnapt met een klaarstaande bus. Tyreese wordt overmeesterd door Alisha. Lizzie schiet haar door het hoofd, waarop Tyreese en de kinderen vluchten. Mitch wordt neergeschoten door Daryl. Hij en Beth vluchten weg van de gevangenis. De Gouverneur krijgt de overhand over de gewonde Rick, maar hij wordt doorboord door Michonnes katana en voor dood achtergelaten. Rick en Carl gaan op zoek naar Judith, maar vinden enkel een leeg en bebloed babystoeltje. Voor de Gouverneur overlijdt, wordt hij door het hoofd geschoten door Lilly. Rick en Carl lopen weg van de gevangenis, die overstroomd wordt door walkers en definitief verloren is. |    |                             |                    |                               |                  |
| 44 | 9  | After                       | Greg Nicotero      | Robert Kirkman                | 9 februari 2014  |
| De gevangenis is overrompeld en de Gouverneur is dood. Michonne vindt twee walkers waarvan ze de armen en de onderkaak afhakt, en hen vastbindt. Zo kan ze ongestoord tussen de andere walkers wandelen. Ze doorboort het gemuteerde hoofd van Hershel en trekt het bos in. Rick en Carl zwerven ondertussen op de weg. Ze vinden te eten en overnachten in een huis dat leeggeplunderd is. Michonne heeft een nachtmerrie over haar gezin, van voor de wereld veranderde. De volgende morgen maakt Carl ontbijt klaar voor Rick, maar deze reageert niet. Twee walkers proberen binnen te komen, maar Carl kan ze weglokken naar het bos. Daar wordt hij overvallen door een andere walker en kan maar op het nippertje ontsnappen. Terug in het huis roept hij woedend tegen Rick dat hij hem niet meer nodig heeft. Rick beweegt niet en Carl vertrekt. Verderop vindt hij een huis waarvan de keuken vol eten ligt. Wanneer hij boven alles doorzoekt wordt hij aangevallen door een walker. Hij weet te ontsnappen en de walker gevangen te zetten. Michonne komt een walker tegen die op haar lijkt. Ze slaat door en maakt alle walkers in haar buurt af. Carl is terug bij Rick, die bij bewustzijn komt en Carls naam zegt. De volgende morgen wordt er op de deur geklopt. Rick kijkt door het kijkgaatje en ziet Michonne. |    |                             |                    |                               |                  |
| 45 | 10 | Inmates                     | Tricia Brock       | Matt Negrete, Channing Powell | 16 februari 2014 |
| Zittend aan een kampvuur weet Beth een gedeprimeerde Daryl te overtuigen om op zoek te gaan naar andere overlevenden na de aanval op de gevangenis. De dag nadien ontdekken ze dat de kinderen Luke en Molly ten prooi zijn gevallen aan de walkers. Lizzie en Mika zijn op weg met Tyreese, die ook Judith bij zich heeft. Wanneer ze een schreeuw horen, laat Tyreese de kinderen tijdelijk achter om te gaan kijken. Hij vindt een vader en zijn zoon die walkers proberen af te houden bij een treinspoor. Hij kan niet verhinderen dat ze gebeten worden. Walkers naderen ook op de kinderen, omdat Lizzie de huilende Judith niet stil krijgt. Tyreese weet de walkers te doden, en merkt dat de kinderen gered werden door Carol. De stervende vader vertelt hen de treinsporen te volgen naar een veilige plaats, "Terminus". Ondertussen ontdekken Maggie, Sasha en Bob dat de bus van de gevangenis een ongeval heeft gehad. Alle inzittenden zijn dood of veranderd in een walker. Wanneer ze de walkers doden, is Maggie opgelucht dat Glenn er niet bij is. Glenn, die de gevangenis nooit verlaten heeft, vindt een harnas en neemt nog wat spullen mee voor hij vertrekt. Hij vindt Tara, die zich aan de omheining heeft vastgeketend. Hij overtuigt haar om mee te gaan. Haar zus Lilly is verscheurd door walkers. Wanneer ze een groep walkers maar net kunnen uitschakelen, arriveert er een gepantserde truck. Er stappen 3 mensen uit. |    |                             |                    |                               |                  |
| 46 | 11 | Claimed                     | Seith Mann         | Nichole Beattie, Seth Hoffman | 23 februari 2014 |
| Michonne en Carl gaan op zoek naar voorraden, terwijl Rick, die niet zeker is of ze in het huis moeten blijven, uitrust. Michonne probeert Carl op te beuren, wat niet lukt. Ze vertelt Carl dat ze een zoontje had die vlak na het uitbreken van de epidemie stierf. Ondertussen ontwaakt Glenn in de truck van Abraham, Eugene en Rosita. Tara vertelt hem dat ze de bus van de gevangenis zijn gepasseerd en dat er geen overlevenden waren. Glenn wil terugkeren maar wordt belet door Abraham, die de opdracht heeft Eugene naar Washington D.C. te brengen. Eugene weet wat de oorzaak is van de epidemie en heeft een afspraak met de regering. Glenn wil toch vertrekken en er ontstaat een gevecht tussen hem en Abraham. Tara en Rosita proberen hen uit elkaar te halen. Ze worden overvallen door een groep walkers, waarbij Eugene per ongeluk de benzinetank van de truck lekschiet. Zo zijn ze genoodzaakt Glenn en Tara te vervoegen op zoek naar Maggie. In het huis wordt Rick gewekt door het rumoer van overlevenden die het huis zijn binnengedrongen. Hij sluipt naar buiten om te ontsnappen, maar wordt gedwongen een van hen te vermoorden wanneer hij ontdekt wordt. De man verandert in een walker en valt zijn groepsleden aan terwijl Rick kan ontsnappen met Carl en Michonne. De drie bereiken het treinspoor en vinden de wegwijzer richting "Terminus". |    |                             |                    |                               |                  |
| 47 | 12 | Still                       | Julius Ramsey      | Angela Kang                   | 2 maart 2014     |
| Beth is het overleven beu. Ze wil voor de eerste keer in haar leven alcohol drinken, iets wat haar vader haar altijd verboden heeft. Ze gaat op zoek, met Daryl in haar zog om te zorgen dat haar niets overkomt. Ze vinden een clubhuis op een golfbaan en onderzoeken het. Beth vindt een fles schnaps, maar kan geen proper glas vinden. Daryl maakt zich boos en gooit de fles tegen de grond. Hij neemt Beth mee naar een destilleerderij waar ze moonshine stookten. Hij had deze ontdekt voor de gevangenis verloren ging. Daryl raakt dronken, en zegt zich schuldig te voelen over de dood van Hershel, wetende dat hij de Gouverneur had kunnen neerschieten. Hij zegt dat ze de anderen nooit meer zullen terugvinden. Beth vertelt dat ze de destilleerderij moeten platbranden, als symbool voor hun verliezen. Ze gieten de sterke drank uit en steken de plaats in brand. |    |                             |                    |                               |                  |
| 48 | 13 | Alone                       | Ernest Dickerson   | Curtis Gwinn                  | 9 maart 2014     |
| Bobs tijd alleen en de kennismaking met de groep wordt getoond in een flashback. Maggie, Bob en Sasha passeren een kaart richting Terminus. Maggie gelooft dat Glenn haar daar zal komen zoeken, maar Sasha is tegen het idee, omdat ze niet wil inzien dat Tyreese mogelijk dood is. 's Nachts laat Maggie Bob en Sasha achter en gaat alleen door naar Terminus. Bob en Sasha proberen haar in te halen tot Sasha ermee wil ophouden en in een verlaten dorp wil blijven. Bob kust haar om haar van gedacht te doen veranderen, maar faalt en gaat alleen verder. Later komt Sasha Maggie opnieuw tegen die aangevallen wordt door walkers. Maggie vertelt dat ze op hen wachtte omdat ze de tocht naar Terminus niet alleen kan. Daryl en Beth groeien emotioneel dichter naar elkaar toe en rusten uit in een recent bewoond mortuarium. Daryl vindt voedsel en walkers in het huis terwijl Beth op de piano speelt. De rouwkamer wordt aangevallen door walkers. Daryl zegt Beth te vluchten terwijl hij de walkers ophoudt. Daryl kan maar op het nippertje ontsnappen. Wanneer hij buiten komt ziet hij een auto wegrijden met daarin een ontvoerde Beth. Daryl besluit te voet verder te gaan en valt later van uitputting neer. Korte tijd later wordt hij geconfronteerd met dezelfde gewapende mannen waar Rick eerder aan wist te ontkomen. Maggie en Sasha halen Bob in en gaan samen verder naar Terminus. Elders bij het treinspoor, ontdekt Glenn de borden richting Terminus. |    |                             |                    |                               |                  |
| 49 | 14 | The Grove                   | Michael Satrazemis | Scott Gimple                  | 16 maart 2014    |
| Tyreese, Carol, Lizzie, Mika en Judith vervolgen hun weg richting Terminus. Carol vertelt Tyreese over de sympathie van Lizzie voor de walkers en het gebrek aan hardheid van Mika. Wanneer Carol en Mika voorraden zoeken, vinden Tyreese en Lizzie een walker die vastzit aan de sporen. Lizzie wil niet dat Tyreese de walker doodt, aangezien deze geen bedreiging vormt. Mika zegt tegen Carol dat ze het gevaar van de walkers inziet, in tegenstelling tot haar zus. Ze vinden een huis in het bos, waar ze besluiten te blijven. Na een bosbrand gaan Carol en Mika op jacht, maar Mika slaagt er niet in een hert te doden. Mika ontdekt dat Lizzie de gevangen walker voedert. Carol wil in het huis blijven, maar Tyreese zegt dat hij nachtmerries heeft over Karen, en niet in staat is om in het bijzijn van mensen te zijn. Als ze terugkeren, zien ze dat Lizzie Mika heeft vermoord, en hetzelfde wil doen met Judith. Ze wil Mika laten terugkeren als walker. Carol voorkomt dit. Tyreese vertelt Carol dat Lizzie toegaf dat zij de walkers voederde in de gevangenis, waardoor hij dacht dat zij Karen en David doodde, maar zegt dat Lizzie de lijken nooit had kunnen verslepen. Ze besluiten dat Lizzie niet bij anderen kan zijn en de volgende dag doodt Carol haar. Ze bekent de moord op Karen en David aan Tyreese. Hij vergeeft haar, maar zegt het nooit te vergeten. Nadat ze de meisjes begraven hebben, gaan Tyreese, Carol en Judith verder richting Terminus. |    |                             |                    |                               |                  |
| 50 | 15 | Us                          | Greg Nicotero      | Nichole Beattie, Seth Hoffman | 23 maart 2014    |
| Glenn, Tara, Abraham, Eugene en Rosita wandelen over de treinsporen wanneer Glenn de achtergelaten boodschap van Maggie ziet en de aanwijzing volgt. Rick, Carl en Michonne lopen een eind voorop. Ondertussen zijn Daryl en Len, een van de plunderaars, op jacht. Ze schieten elk een pijl in hetzelfde konijn. Len eist het konijn op en begint een discussie met Daryl tot Joe, de leider van de plunderaars, tussenbeide komt. Joe legt Daryl uit dat de groep één regel heeft: wie iets wil, eist het op. Hij snijdt het konijn in twee en geeft zowel Daryl als Len een deel, aangezien Daryl de regel niet kende. Joe moedigt Daryl aan om bij hen te blijven, maar waarschuwt hem: wie liegt of steelt van de groep, kan een zware afstraffing verwachten. Wanneer ze overnachten in een oude garage, wordt Daryl gewekt door Len, die beweert dat Daryl zijn deel van het konijn gestolen heeft. De groep vindt de helft in Daryls rugzak. Daryl zegt dat hij er werd ingeluisd. Joe verklaart dat hij Len zijn deel in Daryls rugzak zag steken, en begint Len samen met de groep in elkaar te slaan. Als ze hun kamp verlaten, ziet Daryl Lens lichaam met een pijl in het hoofd liggen. Joe informeert Daryl dat ze een man – Rick – op het spoor zijn die een lid van hun groep doodde en mogelijk op weg is naar Terminus. Wanneer de groep van Glenn bij een tunnel komt, met een boodschap van Maggie om door te gaan, zegt Abraham dat het risico voor Eugene te groot is. Hij geeft een deel van de voorraad aan Glenn en Tara, en vertelt hen terug te gaan naar de laatste weg die ze gepasseerd zijn moesten ze moeilijkheden krijgen in de tunnel. In de tunnel worden Glenn en Tara overvallen door walkers, maar worden gered door Maggie, Bob, Sasha en Abrahams groep. Eugene overtuigt Abraham om met de rest mee te gaan naar Terminus, aangezien de plek een thuisbasis kan zijn voor ze verder trekken naar Washington DC. De groep bereikt uiteindelijk Terminus en wordt verwelkomd door een vrouw die Mary heet. |    |                             |                    |                               |                  |
| 51 | 16 | A                           | Michelle MacLaren  | Scott Gimple, Angela Kang     | 30 maart 2014    |
| In een flashback worden Rick, Hershel en de rest van de gevangenisbewoners getoond wanneer Rick terugkeert van een bloedige tocht. In het heden zit Rick met een bebloed gezicht tegen een auto. Een dag eerder vervolgen Rick, Carl en Michonne hun weg naar Terminus. In het bos wordt een man aangevallen door een groep walkers, die zich richten op het drietal. Ze kunnen ontsnappen en vinden een achtergelaten auto, waar ze de nacht doorbrengen. 's Nachts overvallen Joe en de andere plunderaars Rick en Michonne. Carl, die nog in de auto zit, wordt aangevallen door Dan. Ook Daryl arriveert, die niet wil dat Joe Rick wil doden. De plunderaars beginnen Daryl te slaan. Rick weet Joe in de nek te bijten, waardoor die sterft. Michonne en Daryl weten de rest van de plunderaars te doden. Rick steekt Dan, die dreigde Carl te verkrachten, op beestachtige wijze neer. Michonne houdt Carl bij zich. Als het dag wordt gaan ze met vier verder. Voor ze Terminus bereiken, verstopt Rick zijn zak met wapens en voorraden. In Terminus ontmoeten ze Gareth en Alex. Alex leidt hen rond. Rick ziet mensen met de spullen van Glenn en Maggie rondwandelen. Hij neemt Glenns horloge af van Alex en richt een wapen op hem. Iedereen trekt zijn wapen. Gareth leidt Rick af, maar Mary schiet per ongeluk Alex in het hoofd. De vier vluchten, maar stuiten op een doodlopend stuk en worden gedwongen de wapens neer te leggen. Gareth dreigt Carl te doden als ze niet allemaal in een treinwagon stappen. Ze worden in de wagon opgesloten. Daarin vinden ze Glenn, Maggie, Sasha, Bob, Tara, Abraham, Eugene en Rosita weer. De groep weet niet wat gedaan. Rick merkt op dat ze niet weten met "welke mensen ze te doen hebben". |    |                             |                    |                               |                  |

## Seizoen 5 (2014–2015)
| Nr. | #  | Titel                             | Regisseur          | Schrijver(s)                      | Datum uitzending |
| --- | -- | --------------------------------- | ------------------ | --------------------------------- | ---------------- |
| 52 | 1  | No Sanctuary                      | Greg Nicotero      | Scott Gimple                      | 12 oktober 2014  |
| Ricks groep zit nog steeds vast in de treinwagon. Ze proberen wapens te maken van hun eigen kleren, broeksriemen en hout van de wagon. Plots wordt er vanop het dak een traangasgranaat in de wagon gegooid. Rick wordt neergeslagen door een bewaker. Wanneer hij wakker wordt bevindt hij zich in een ruimte waar een lijk in stukken wordt gezaagd. Daryl, Glenn en Bob zitten vastgebonden op een stoel, net zoals andere gevangenen. De gevangenen wordt het hoofd ingeslagen en de keel open gesneden. Wanneer het de beurt is aan Glenn, komt Gareth de ruimte binnen. Hij ondervraagt Rick over de wapens die Rick verstopt heeft net buiten Terminus. De groep wordt plots opgeschrikt door geweerschoten en een explosie. Op de treinsporen zien Carol, Tyreese en Judith een horde walkers naar Terminus trekken. Ze stuiten op een bewaker van wie ze horen dat hun groep gevangen zit. Ze nemen hem gevangen en Carol gaat richting Terminus met zijn wapens. Ze doodt een walker en smeert zich in met bloed en ingewanden. Aangekomen bij Terminus schiet ze op een propaantank, die ontploft. Rick profiteert van de chaos om hun bewakers te doden en hun groep te bevrijden. Ze vechten zich een weg naar buiten. Carol stuit op Mary, die haar vertelt dat Terminus vroeger wel een schuilplaats was, tot ze overvallen werd door een andere groep, die de bewoners van Terminus verkrachtten en vermoordden. De oorspronkelijke bewoners namen de plaats terug over en werden de "slagers" in plaats van het "vee". Carol schiet Mary in het been en laat haar over aan de walkers. Ondertussen heeft de bewaker Judith kunnen vastgrijpen en dwingt Tyreese naar buiten te gaan, tussen de walkers. Tyreese doodt de walkers en ook de bewaker. Ricks groep vindt Carol, die hen naar Tyreese en Judith brengt. Ze besluiten te vertrekken, en Rick verandert de wegwijzers in "No Sanctuary". Later nadert een gemaskerde man de wegwijzer. Het blijkt Morgan Jones te zijn. Hij ziet een symbool gekerfd in een boomstam en trekt verder het bos in. |    |                                   |                    |                                   |                  |
| 53 | 2  | Strangers                         | David Boyd         | Robert Kirkman                    | 19 oktober 2014  |
| Na de ontsnapping uit Terminus, trekt de groep door het bos. Ze horen een man om hulp schreeuwen, en snellen te hulp. Ze redden priester Gabriel Stokes van een groepje walkers. De priester moet overgeven en vraagt om eten. Hij leidt de groep mee naar zijn kerk, waar hij in eenzaamheid leeft. Hij vertelt hem dat hij heeft geleefd van ingeblikt voedsel, dingen die hij wist te vinden en op geluk. Rick vertrouwt de priester niet en waarschuwt Carl om op zijn hoede te blijven. Gabriel vertelt de groep over een voedselbank vlakbij die overspoeld is door walkers. Rick, Michonne, Bob en Sasha gaan met Gabriel mee. In de onder water gelopen kelder vinden ze het voedsel maar ook walkers. Gabriel blijft staan voor een naderende walker, maar Rick redt hem, en Sasha voorkomt dat Bob gebeten wordt. Wanneer ze de voedselbank verlaten, vermoedt Rick dat Gabriel de naderende walker gekend heeft. Aan de buitenkant van de kerk ontdekt Carl een boodschap: "hier zul je voor branden". Glenn, Maggie en Tara vinden drie geluidsdempers in een wapenwinkel. Daryl en Carol vinden een werkende auto, die ze besluiten als back-up te houden. Later die avond overtuigt Abraham de groep ervan om verder te reizen richting Washington DC, zodat Eugene aldaar aan een remedie voor het virus kan werken. Iedereen gaat akkoord. Carol heeft zich ondertussen verwijderd uit de groep, omdat ze zich schuldig voelt over de gebeurtenissen de laatste tijd sinds ze uit de groep verbannen werd. Ze wil vertrekken met de gevonden auto, maar wordt ontdekt door Daryl. Ze zien een auto passeren, die Daryl herkent als degene die Beth heeft ontvoerd. Hij slaat de remlichten van hun auto stuk, en zet de achtervolging in met Carol. Later gaat Bob buiten de kerk en begint te huilen. Hij wordt neergeslagen. Wanneer hij bijkomt, staat Gareth voor hem, die woedend is voor de vernietiging van Terminus. Gareth vertelt dat hun groep ooit normaal was, maar veranderde in "jagers". Dan blijkt dat de groep Bobs linkerbeen heeft afgehakt om het op te eten. |    |                                   |                    |                                   |                  |
| 54 | 3  | Four Walls and a Roof             | Jeffrey January    | Angela Kang & Corey Reed          | 26 oktober 2014  |
| Gareth blijft Bob tarten, en bedreigt diens groep. Bob begint hysterisch te lachen en vertelt Gareth dat hij gebeten is. De Jagers spugen hun eten uit en Gareth slaat Bob bewusteloos. In de kerk ondervragen Rick en Sasha priester Gabriel over de verdwijningen van Bob, Daryl en Carol. Ze willen weten wat zijn geheim is. Gabriel vertelt dat hij zijn kerk afsloot voor andere mensen, zelfs zijn eigen gemeenschap en denkt dat Ricks groep gestuurd is om hem te straffen. De groep ontdekt Bob buiten aan de kerk en worden beschoten door Gareths groep. Bob toont hen zijn bijtwonde en zegt dat Gareth hen wil vermoorden. Abraham wil vertrekken met de bus om Eugene te beschermen. Rick eist dat ze mee vechten tegen Gareth en wachten op Daryl en Carol. Het komt tot een discussie, maar Glenn vraagt twaalf uur te wachten, en dan zal hij meegaan met Abraham, samen met Maggie en Tara. Rick, Abraham, Sasha, Maggie, Glenn en Michonne vertrekken naar Gareths schuilplaats. Gareth lag op de loer en valt de kerk aan. Ze zijn in een hinderlaag gelokt door Ricks groep, die twee vingers van Gareth afschiet en twee van zijn mannen doodt. Gareth probeert zijn motief uit te leggen, maar wordt afgeslacht door Rick, tot ontzetting van Gabriel. De volgende morgen overlijdt Bob en Tyreese steekt hem in het hoofd om reanimatie te voorkomen. Na ze Bob begraven hebben, vertrekt Abrahams groep. Ze laten een kaart achter met de weg die ze zullen nemen. Die avond ziet Michonne Daryl terugkeren. Ze vraagt waar Carol is. Daryl draait zich om en roept richting het bos naar iemand om tevoorschijn te komen. |    |                                   |                    |                                   |                  |
| 55 | 4  | Slabtown                          | Michael Satrazemis | Matthew Negrete & Channing Powell | 2 november 2014  |
| Beth wordt wakker in het Grady Memorial Hospital in Atlanta. Agente Dawn Lerner, die de leiding heeft over het hospitaal, stelt haar aan als verpleegster onder Dr. Steven Edwards. Dawn voert een beleid dat mensen die gered worden door agenten, deze helpen tot ze gered worden door het leger, en zwaargewonde personen die de schaarsheid van de hulpmiddelen bedreigen, verwijderen. Een zwaargewonde man wordt binnengebracht. Dawn eist – tegen haar gewoonte in – dat Steven de man helpt. Steven zegt dat het verloren moeite is, en Dawn slaat Beth in het gezicht. Beth komt een andere persoon tegen, Joan. Joan werd gebeten en opnieuw gevonden na een gefaalde ontsnapping. Beth moet Dawn en Steven helpen Joan haar arm te amputeren. Later ontmoet ze Noah, die haar vertelt dat enkel de zwakkeren worden gered. Hij wil ontsnappen naar zijn vorige groep in Virginia. Beth vraagt aan Steven waarom hij blijft ondanks de omstandigheden. Hij zegt dat het nog altijd beter is dan in het verwoeste Atlanta rond te zwerven. De zwaargewonde man sterft ondertussen. Dawn vraagt om uitleg bij Steven, maar Noah neemt de schuld op zich, en wordt in elkaar geslagen. Dawn merkt dat Noah loog en ondervraagt Beth. Beth en Noah willen ontsnappen via de liftkoker waarlangs de lijken worden gedumpt. Op zoek naar de sleutel van de liftkoker in Dawns kantoor, vindt Beth het lichaam van Joan, die haar wonde zelf open heeft gehaald om te sterven, en Gorman, de man die haar gered heeft, die haar wil verkrachten. Ze slaat Gorman neer, die wordt verslonden door de ondertussen gereanimeerde Joan. Ze vluchten langs de liftkoker en doden enkele walkers, tot een agent Beth kan tegenhouden. Noah is ontsnapt. Dawn slaat Beth bewusteloos voor haar ontsnappingspoging. Later confronteert ze Steven die haar gebruikt zou hebben om de zwaargewonde man te doden via een inspuiting, omdat die Stevens positie in het hospitaal bedreigde. Wanneer ze Steven wil doden, ziet ze Carol binnengebracht worden op een draagbed. |    |                                   |                    |                                   |                  |
| 56 | 5  | Self Help                         | Ernest Dickerson   | Heather Bellson & Seth Hoffmann   | 9 november 2014  |
| In verschillende flashbacks wordt getoond hoe Abraham meerdere personen doodt die zijn gezin bedreigen. Beangstigd door de moorden, verlaat Abrahams gezin hem wanneer hij slaapt. Abraham ontdekt later dat ze zijn verslonden door walkers. Hij bereidt zich voor om zichzelf te doden, maar ontmoet Eugene, die wordt aangevallen. Nadat Abraham Eugene heeft gered, vertelt Eugene hem dat hij een belangrijke opdracht heeft. Een duidelijke leugen, die hij vertelt om bescherming te krijgen. In het heden krijgen Abraham, Rosita, Eugene, Glenn, Maggie en Tara een ongeluk met hun bus. De bus explodeert en ze moeten te voet verder. Ze vinden onderdak in een verlaten bibliotheek. Eugene ziet dat Abraham seks heeft met Rosita. Hij wordt ontdekt door Tara, aan wie hij bekent dat de bus explodeerde door zijn schuld, omdat hij een bom had gemaakt. Ze belooft hem niets te vertellen aan de rest, en dat hij er zelf niets mag over zeggen. De volgende dag vindt de groep een brandweerwagen die ze aan de praat krijgen. Een groep walkers komt uit het gebouw waartegen de brandweerwagen geparkeerd stond. Eugene kan de brandslang gebruiken om de walkers terug te drijven. Wanneer de groep verder reist, worden ze verplicht te stoppen door een grote groep walkers. Abraham wil rechtdoor, maar Glenn smeekt om een andere route te volgen. Abraham weigert en sleurt Eugene mee terug naar de brandweerwagen. Wanneer de rest hem wil stoppen, bekent Eugene dat hij geen wetenschapper is en dat hij gelogen heeft. Eugene bekent gelogen te hebben om door Abraham naar Washington gebracht te worden, daar hij denkt dat dat de veiligste plaats is. |    |                                   |                    |                                   |                  |
| 57 | 6  | Consumed                          | Seith Mann         | Matthew Negrete & Corey Reed      | 16 november 2014 |
| Daryl en Carol volgen een auto met een wit kruis op de achterruit richting Atlanta. Wanneer hun wagen zonder brandstof valt, moeten ze overnachten in een gebouw voor mishandelde vrouwen, waar Carol voor de apocalyps even verbleven heeft. De volgende morgen trekken ze de stad in en kijken over de stad heen vanuit een gebouw. Daryl merkt een busje op dat ook gemarkeerd is met een wit kruis, hangend over de kant van een brug. Als ze ernaartoe willen gaan, worden ze onder schot gehouden door Noah, die hen dwingt hun wapens af te geven. Carol wil Noah neerschieten met een revolver die ze verborgen hield, maar Daryl houdt haar tegen. Ze gaan verder naar het busje, waar ze een draagbed vinden met een merkteken van het Grady Memorial Hospital. Walkers omsingelen het busje, Daryl en Carol weten te ontsnappen door het busje van de brug te laten vallen. Ze overnachten in een gebouw vanwaar ze het hospitaal in het oog kunnen houden. Ze horen plots geweerschoten in het gebouw. Ze vinden Noah die wordt aangevallen door een walker. Daryl redt hem en neemt zijn wapens terug. Noah zegt dat hij Beth kent en ze besluiten met z'n drie haar te bevrijden. Noah zegt dat ze moeten voortmaken, aangezien de agenten op de geweerschoten zullen afkomen. Buiten wordt Carol aangereden door een politiewagen. Noah houdt Daryl tegen zodat ze verborgen blijven. Carol wordt op een draagbed gelegd en meegenomen. Noah verzekert Daryl dat ze Carol zullen helpen in het hospitaal. De twee vinden een truck en rijden terug naar de kerk om Rick en de anderen te halen zodat ze samen Beth en Carol kunnen bevrijden. |    |                                   |                    |                                   |                  |
| 58 | 7  | Crossed                           | Billy Gierhart     | Seth Hoffmann                     | 23 november 2014 |
| Rick, Sasha, en Tyreese gaan mee naar Atlanta met Daryl en Noah om Beth en Carol te bevrijden. Michonne en Carl blijven met Judith en Gabriel in de kerk. Carl biedt Gabriel aan hem te leren hoe zich te verdedigen, maar Gabriel ontvlucht in het geheim de kerk. In het hospitaal probeert Beth Carol te helpen, die volgens Dawn niet meer te redden valt. Dawn geeft uiteindelijk toe en geeft Beth de sleutel van de voorraadkamer met medicijnen. Dr. Steven vertelt Beth dat een dosis epinefrine Carol zou kunnen redden, maar hij waarschuwt haar dat Dawn haar de sleutel niet uit vriendelijkheid gegeven heeft. Beth dient het medicijn toe en blijft aan Carols zijde. Maggie ontfermt zich over een bewusteloze Eugene en een catatonische Abraham. Rosita, Glenn en Tara gaan op zoek naar water en eten. Rosita vertelt hoe ze Abraham en Eugene ontmoette. Korte tijd hierna ontwaakt Eugene. In Atlanta stelt Rick voor om het hospitaal aan te vallen en zo Beth en Carol te redden. Tyreese stelt voor om een aantal agenten naar buiten te lokken en hen als gijzelaar te houden, zodat ze hen kunnen ruilen. Na een kort gevecht kunnen ze drie agenten overmeesteren. Agent Lamson is volgens Noah een van de goede agenten. Lamson wil hen helpen. Tyreese troost Sasha, die nog steeds rouwt om Bob. Lamson vertelt Sasha over een ex-collega, die een walker werd na het napalmbombardement op Atlanta. Sasha stelt voor om de walker te doden uit genade, en gaat met Lamson mee. Als ze haar rug draait naar Lamson, slaat hij haar neer en gaat op de vlucht. |    |                                   |                    |                                   |                  |
| 59 | 8  | Coda                              | Ernest Dickerson   | Angela Kang                       | 30 november 2014 |
| Rick zet de achtervolging in op Lamson, en rijdt hem aan met een wagen. Hij schiet Lamson door het hoofd. De andere agenten gaan akkoord om te liegen tegen Dawn over Lamsons dood, om zo de ruil uit te kunnen voeren. Gabriel verkent ondertussen het oude kamp van Gareth en zijn handlangers vlak bij de kerk. Vol walging vindt hij Bobs geroosterde been. Walkers ontsnappen uit een nabijgelegen school, en achtervolgen hem naar de kerk. Carl en Michonne proberen de horde af te houden. Ze kunnen ontsnappen via Gabriels geheime uitgang. Kort daarna arriveert de groep van Abraham. Glenn vertelt Michonne dat Eugene gelogen heeft, en Michonne vertelt dat ze weten waar Beth is. Ondertussen vertelt Dawn aan Beth dat ze haar beschermd heeft, door de gebeurtenissen met Gormans dood en Carols situatie verborgen te houden. Een agent heeft hen gesprek gehoord en is van plan Dawn te chanteren. Beth en Dawn werken samen om hem te doden. Beth duwt hem in de liftkoker. Beth beschuldigt Dawn omdat ze haar daden in de doofpot wou steken om zichzelf te verdedigen en zegt dat ze zal ontsnappen net zoals Noah. Dawn is niet akkoord en zegt dat Noah wel zal terugkeren. Rick arriveert en de ruil wordt uitgevoerd. Dawn eist dat Noah ook aan haar overgedragen wordt. Noah gaat akkoord. Beth wil Noah nog omhelzen, maar probeert Dawn neer te steken met een schaar. In een reflex schiet Dawn Beth door het hoofd. Een razende Daryl doodt Dawn. De overige agenten leggen hun wapens neer, omdat ze het niet eens waren met Dawn. Dr. Steven biedt hun onderdak aan in het hospitaal, maar Rick weigert. Rick biedt hen aan met hen mee te gaan, maar enkel Noah kiest voor hen. Ricks groep verlaat het hospitaal als Abrahams groep arriveert. Daryl draagt Beths lichaam en Maggie breekt in tranen uit. Ondertussen is Morgan nog steeds op weg om Ricks groep te vinden. Hij bereikt het kamp van Gareth en de kerk. Daar vindt hij de kaart die Abraham achtergelaten had voor Rick. |    |                                   |                    |                                   |                  |
| 60 | 9  | What Happened and What's Going On | Greg Nicotero      | Scott M. Gimple                   | 8 februari 2015  |
| Iedereen is nog van slag na de gebeurtenissen in het Grady Memorial Hospitaal. Rick, Tyreese, Glenn en Michonne besluiten om Noah terug te brengen naar zijn geboorteplek in Richmond, Virginia ter ere van Beth, die van plan was hem terug naar daar te brengen. Wanneer ze daar aankomen blijkt dat de ommuurde gemeenschap overrompeld is door walkers, zonder spoor van overlevenden. Noah barst in tranen uit en spurt naar zijn ouderlijke huis, gevolgd door Tyreese. Ze vinden de stoffelijke overschotten van Noahs familie. Wanneer Tyreese een slaapkamer onderzoekt, wordt hij in zijn arm gebeten door een van de tweelingbroers van Noah, die nu een walker is. Noah schakelt zijn broer uit en gaat op zoek naar de anderen die in de buurt op zoek zijn naar voorraden. Tyreese lijdt veel bloedverlies en begint te hallucineren, waarbij hij gesprekken voert met Martin, Bob, de Gouverneur, Lizzie, Mika en Beth. Zijn kracht en karakter worden op de proef gesteld door Martin en de Gouverneur, terwijl de anderen hem proberen te overtuigen dat alles in orde komt. Ondertussen probeert Michonne de rest te overtuigen om op een plek te blijven en het dorp te versterken en verdedigen, maar Rick verklaart dat het dorp onverdedigbaar is geworden. Michonne oppert dan om naar Washington D.C. te gaan als grootste kans om te overleven. Ze zegt dat Eugene wel loog over een geneesmiddel, maar dat Washington hun beste kans is op overleven wel waar was. Rick gaat akkoord wanneer ze Noah horen roepen om hulp. Michonne amputeert Tyreeses gebeten arm, en ze weten te ontsnappen aan een horde walkers. Tijdens de rit terug, geteisterd door hallucinaties over Beth, Bob, Lizzie en Mika, overlijdt Tyreese. Hij wordt begraven terwijl Gabriel de begrafenis voorgaat. |    |                                   |                    |                                   |                  |
| 61 | 10 | Them                              | Julius Ramsay      | Heather Bellson                   | 15 februari 2015 |
| Op hun reis naar Washington raakt de bestelwagen van de groep kapot, waardoor ze gedwongen worden te voet verder te gaan. Daryl, Maggie en Sasha hebben het het moeilijkst met de dood van Beth en Tyreese. Rick heeft een plan om een horde walkers die hen achtervolgt van een brug te doen vallen, maar Sasha valt hen aan met een mes, waardoor de groep gedwongen wordt het plan te laten vallen en in de aanval te gaan. Later berispt Michonne Sasha voor haar roekeloosheid en waarschuwt haar dat ze zo zal eindigen als haar broer. Ondanks de troost van Carol, bezorgt Daryl zichzelf pijn. Hij verlaat de groep even om alleen te zijn, maar wanneer hij terugkeert vinden ze verschillende flessen water in het midden van de weg, "van een vriend". Plots begint het te regenen en de groep laat de regen in hun mond gieten. De regen gaat over in een onweer. Ze nemen de flessen water mee en gaan schuilen in een schuur die Daryl had ontdekt. Wanneer ze zich opwarmen aan een vuur, vertelt Rick de groep dat ze moeten omgaan met de realiteit, en doen wat ze moeten doen. Hij vertelt hun dat zij "de wandelende doden" zijn. Daryl kijkt buiten de schuur en ziet dat een groep walkers binnen wil geraken. De groep werkt samen om hen tegen te houden maken. De volgende morgen heeft de storm de walkers gedood, en Maggie en Sasha besluiten om naar buiten te gaan. De twee ontmoeten een man genaamd Aaron, die zichzelf voorstelt als "de vriend" en graag met Rick wil spreken. |    |                                   |                    |                                   |                  |
| 62 | 11 | The Distance                      | Larysa Kondracki   | Seth Hoffman                      | 22 februari 2015 |
| Aaron vertelt de groep dat hij van de Alexandria Safe Zone komt en toont hen foto's van de gemeenschap om hen te overtuigen met hem mee te gaan. Rick vertrouwt Aaron niet en slaat hem bewusteloos. Wanneer Aaron bijkomt, is hij vastgebonden en Rick en de anderen hebben zijn spullen doorzocht. Michonne overtuigt Rick ervan dat ze moeten te weten komen of Aaron de waarheid vertelt over de klaarstaande wagens. Als ze ontdekken dat dit inderdaad het geval is zegt Michonne tegen Rick dat ze mee moeten gaan. Rick vertrouwt haar toe dat hij bang is om zijn gezin te verliezen en dat hij niet zeker is om naar de gemeenschap te gaan, omdat Woodbury en Terminus ook veilige plaatsen leken te zijn. Michonne vraagt hem het een kans te geven en Rick gaat akkoord, alleen als ze een andere route volgen. Aaron raadt dit af aangezien die route niet is vrijwaard van walkers. Ze vertrekken 's avonds en stuiten op een horde walkers in het midden van de weg. Nadat ze weten te ontsnappen vinden Rick, Aaron, Glenn en Michonne de rest weer terug, nadat ze uit elkaar werden gedreven. Aaron wordt herenigd met zijn vaste vriend Eric, die Aaron een nummerplaat als geschenk geeft voor zijn verzameling die verloren was gegaan in de horde. De groep gaat 's morgens verder naar Alexandria. Rick is nerveus bij de aankomst in Alexandria, maar wanneer hij kinderen hoort lachen achter de omheiningen, kalmeert hij. |    |                                   |                    |                                   |                  |
| 63 | 12 | Remember                          | Greg Nicotero      | Channing Powell                   | 1 maart 2015     |
| Rick en de groep gaan Alexandria binnen. De groep wordt opgedragen hun wapens af te geven. Ze ontmoeten Deanna, de leidster van de veilige zone. Deanna ondervraagt elk lid van de groep. Tijdens zijn gesprek waarschuwt Rick haar om geen vreemdelingen te aanvaarden in hun zone, en hoe de wereld veranderd is. Carol liegt over haar verleden en laat zichzelf zwak uitschijnen tegenover Deanna. De groep krijgt twee woningen waarin ze kunnen leven, maar Rick staat erop dat de hele groep de eerste nacht in hetzelfde huis verblijft. Een deel van de groep ruimt het huis op, terwijl Rick zich scheert en zijn haar laat knippen door Jessie, een bewoonster van Alexandria en voormalig styliste. Glenn, Tara en Noah gaan de dag erop op zoek naar voorraden met twee bewoners van Alexandria, Nicholas en de zoon van Deanna, Aiden. Als een teken van vertrouwen en gelijkheid, stelt Deanna Rick en Michonne aan als een soort agent van Alexandria. Later roept Rick Daryl en Carol bij zich. Hij zegt tegen hen dat als de gemeenschap zichzelf niet kan beschermen, hun groep naar voor zal moeten treden en het overnemen. |    |                                   |                    |                                   |                  |
| 64 | 13 | Forget                            | David Boyd         | Corey Reed                        | 8 maart 2015     |
| Sasha begeeft zich buiten Alexandria. Ze heeft familiefoto's die ze gevonden heeft bij zich om te oefenen met het mikken. Rick, Carol en Daryl ontmoeten elkaar in het geheim en bespreken de mogelijkheid om toegang tot hun wapens te krijgen, mochten ze die nodig hebben. Ze doden een walker en ontdekken een ingekraste letter W op diens voorhoofd. Rick voelt zich aangetrokken door Jessie en zoent haar wanneer ze even alleen zijn. Terwijl hij aan het jagen is, heeft Daryl een ontmoeting met Aaron, maar weet zijn wantrouwen te overwinnen. Ze proberen een paard te vangen, maar worden aangevallen door walkers. Het paard wordt gedood en Daryl en Aaron redden elkaar uiteindelijk van de walkers. Sasha keert ongedeerd terug naar Alexandria. Ze vraagt aan Deanna of ze als wachtpost in de klokkentoren mag staan. Deanna weigert, aangezien ze vindt dat een wachtpost voorlopig niet nodig is. Op een welkomstfeestje in Deanna's huis die avond, wordt Rick voorgesteld aan Deanna's echtgenoot Reg en Jessies echtgenoot Pete. Jessies zoontje stempelt een letter A op Rick zijn hand. Daryl is niet bereid naar het feest te gaan en wordt uitgenodigd in Aarons huis, waar hij, Aaron en Eric samen eten. Aaron toont Daryl een werkplaats met motoronderdelen en zegt dat hij welkom is om een motor te bouwen en overtuigt hem om een rekruteerder voor Alexandria te worden. Terwijl iedereen nog op het feest is, glipt Carol de wapenkamer binnen, maar wordt gezien door Jessies zoon Sam. Ze wordt gedwongen om hem te bedreigen. De volgende dag staat Deanna toe dat Sasha op de uitkijk staat in de klokkentoren. De volgende dag ontmoeten Rick, Carol en Daryl elkaar opnieuw in het bos. Daryl weigert een wapen omdat hij gelooft dat de bewoners niet gevaarlijk zijn, maar Rick neemt een pistool. |    |                                   |                    |                                   |                  |
| 65 | 14 | Spend                             | Jennifer Lynch     | Matthew Negrete                   | 15 maart 2015    |
| Noah en Reg spreken af bij het ontbijt. Noah vertelt hem dat hij graag zou leren hoe dingen op te bouwen, zodat hij kan helpen Alexandria's muren te verstevigen. Abraham is ondertussen lid van het constructieteam, die zich bezighouden met de muren. Wanneer een horde walkers de muren overrompelt, neemt het team hen onder vuur. Francine, een van de wachtposten, wordt omsingeld door de walkers. Ondanks de bevelen van Tobin om terug te trekken, redt Abraham Francine en helpt het team om de horde onschadelijk te maken. Abraham begint de leiding over te nemen, en Tobin stelt Deanna voor dat Abraham officieel de leiding over het team neemt. Deanna merkt dat de leden van Ricks groep het bevel over de activiteiten in het dorp beginnen over te nemen. Maggie, die ondertussen Deanna's adviseur is, verzekert haar dat dit Deanna's bedoeling was om Alexandria sterker te maken. Het dorp krijgt te maken met energietekort. Glenn, Eugene, Tara, Noah, Aiden en Nicholas gaan op zoek naar onderdelen om de zonnepanelen te kunnen repareren. Alles verloopt goed, tot Aiden per ongeluk een granaat raakt wanneer hij schiet op een walker in gevechtskledij. De explosie bevrijdt verschillende walkers, slaat Tara bewusteloos en spietst Aiden op enkele stalen pijpen. Eugene draagt Tara naar hun bestelwagen, terwijl Glenn, Noah en Nicholas Aiden proberen te redden. Glenn en Noah proberen Aiden nog te redden, maar die zegt hen hem achter te laten en te vluchten. Glenn, Noah en Nicholas komen klem te zitten in een draaideur. Eugene kan enkele walkers afleiden zodat er een doorgang ontstaat. Een panikerende Nicholas duwt zich naar buiten, zodat Glenn en Noah blootgesteld worden aan de walkers. Noah wordt verslonden en de geschokte Glenn ziet hem sterven. Wanneer Nicholas wil vluchten met de bestelwagen, haalt Glenn hem in en slaat hem bewusteloos. Glenn en Eugene gooien hem in de laadbak en keren terug. Ondertussen waarschuwt Gabriel Deanna om Ricks groep niet te vertrouwen, aangezien hij gezien heeft wat ze allemaal gedaan hebben. Maggie luistert hen af. Na enkele bezoekjes van Sam en de verdachte activiteiten van Pete, komt Carol tot de ontdekking dat Pete Jessie mishandelt. Ze adviseert Rick het gezin te helpen door Pete te vermoorden.                               |    |                                   |                    |                                   |                  |
| 66 | 15 | Try                               | Michael Satrazemis | Angela Kang                       | 22 maart 2015    |
| Deanna en haar gezin rouwen om de dood van Aiden. Deanna bekijkt een video waarin Nicholas de gebeurtenissen rond de dood van Aiden beschrijft. Hij geeft Glenn en Noah de schuld. Glenn vertelt de waarheid aan Rick. Ondertussen probeert de rest van de groep om te gaan met hun eigen problemen. Sasha verlaat haar post in de klokkentoren om buiten de muren op walkers te gaan jagen. Michonne en Rosita gaan achter haar aan om haar terug te halen. Daryl en Aaron zijn op zoek naar overlevenden om te kunnen rekruteren. Ze vinden verspreide lichaamsdelen van walkers en een aangevreten vrouwenlijk dat vastgebonden is aan een boom. Het lijk heeft een ingekraste letter W op het voorhoofd. Carl volgt Enid opnieuw buiten de muren. De twee beginnen hun ervaringen als overlever buiten de muren te delen. Glenn zoekt Nicholas op en waarschuwt hem om zich nooit meer buiten de muren te begeven. Nicholas trekt een wapen, dat het verloren wapen van Rick blijkt te zijn. Carol praat met Sam en verkrijgt zo nieuw bewijs over de daden van Pete, die ze doorgeeft aan Rick. De kwade Rick gaat naar Deanna, die bekent reeds te weten van Petes gedrag. Ze liet hem begaan aangezien Pete de enige chirurg in de gemeenschap is en hij te kostbaar is. Deanna gaat niet akkoord met het plan van Rick om Pete en Jessie van elkaar te scheiden of Pete desnoods te doden. Ze zegt dat ze Pete zal verbannen als het echt uit de hand begint te lopen. Vervolgens zoekt Rick Jessie op. Hij zegt haar dat hij haar kan beschermen. Tegen haar zin geeft Jessie toe. Net dan komt Pete binnen. Het komt tot een discussie tussen de twee mannen en ontaardt al snel in een gevecht, wat de aandacht trekt van de hele gemeenschap. Rick kan Pete overmeesteren en dreigt hem te vermoorden. Hij negeert het bevel van Deanna om zich terug te trekken. Hij beschuldigt Deanna van een zwak leiderschap te voeren en dat de bewoners van Alexandria te zelfgenoegzaam zijn geworden om zichzelf te beschermen tegen de gevaren van de buitenwereld. Dan verschijnt Michonne, die Rick bewusteloos slaat. |    |                                   |                    |                                   |                  |
| 67 | 16 | Conquer                           | Greg Nicotero      | Scott M. Gimple & Seth Hoffman    | 29 maart 2015    |
| Morgan Jones nadert Alexandria waar hij in een hinderlaag wordt gelokt door twee leden van de Wolven, een groep van aaseters die geloven dat de mens een geëvolueerde versie is van de wolf. Morgan weet hen bewusteloos te slaan en sluit hen op in een auto. Als gevolg van Ricks woede-uitbarsting besluit Deanna een bijeenkomst te houden die zal beslissen of Rick verbannen wordt. Glenn achtervolgt Nicholas buiten Alexandria, waar Nicholas hem aanvalt. Gabriel probeert zelfmoord te plegen door zich over te geven aan een walker, maar bedenkt zich en keert terug naar Alexandria, waar hij de poort op een kier laat staan. Ondertussen achtervolgen Daryl en Aaron een man in een rode poncho die ze misschien willen rekruteren. Ze stuiten op een val die door de Wolven werd gezet en worden aangevallen door walkers. Ze zoeken toevlucht in een auto, tot ze gered worden door Morgan. Ze bedanken hem en willen hem rekruteren. Morgan weigert, maar vraagt de weg op de kaart die hij in de kerk van Gabriel vond. Daryl ziet Ricks naam, die Abraham erop schreef, erop staan. De Wolven die bewusteloos werden geslagen door Morgan, vangen de man met de rode poncho en doden hem. Ze zetten hun val terug op en vinden Aarons rugzak, met daarin foto's van Alexandria. Rick ontdekt de openstaande poort en sluit deze. Ondanks de afwezigheid van Rick, begint Deanna met de bijeenkomst. De leden van Ricks groep maken duidelijk dat ze hem steunen. Maggie, die van Gabriels verraad afweet, gaat naar de kerk waar ze Sasha Gabriel onder schot ziet houden, na een schermutseling. Maggie overtuigt hen op te houden en om samen te bidden. Tara ontwaakt uit haar coma. Glenn weet Nicholas te overmeesteren, maar besluit hem te sparen. Rick brengt het lichaam van een walker naar de bijeenkomst, waarbij hij zegt dat zowel de doden als de levenden altijd een manier zullen vinden om in het dorp te geraken. Een woedende en dronken Pete, valt de bijeenkomst binnen met de katana van Michonne en bedreigt Rick. Reg probeert Pete te kalmeren, die per ongeluk Regs keel doorsnijdt. Een hysterische Deanna zegt Rick om Pete te doden, wat Rick zonder aarzelen doet. Op dat moment komen Daryl, Aaron en Morgan aan. Achteraf wil Michonne haar katana opnieuw boven de schoorsteen hangen, maar bedenkt zich. |    |                                   |                    |                                   |                  |

## Seizoen 6 (2015–2016)
| Nr. | #  | Titel              | Regisseur          | Schrijver(s)                      | Datum uitzending |
| --- | -- | ------------------ | ------------------ | --------------------------------- | ---------------- |
| 68 | 1  | First Time Again   | Greg Nicotero      | Scott Gimple & Matthew Negrete    | 11 oktober 2015  |
| Flashbacks onthullen de nasleep van de dood van Pete en Reg, en de aankomst van Morgan. Tara ontwaakt uit haar coma. Gabriel wordt gewantrouwd door de groep na zijn verraad. Rick zet meer mensen op wacht nadat hij het bestaan van de Wolven verneemt. Nadat Reg wordt begraven, beslissen Deanna en Rick dat Pete buiten Alexandria moet begraven worden. Vergezeld door Morgan ontdekt Rick een oude steengroeve die volzit met duizenden walkers. De groeve zorgt ervoor dat weinig walkers Alexandria bereiken. Tijdens een bijeenkomst oppert Rick dat ze een plan moeten bedenken om de walkers in de groeve weg te geleiden voor ze uitbreken en Alexandria overrompelen. Carter is tegen het plan, maar Deanna geeft haar toestemming. Rick laat Carter en enkelen van hen over aan een groepje walkers tijdens het bouwen van een geleidingsmuur. Hij wil hen zo leren zich te verdedigen, maar Morgan komt tussenbeide. Carter vertelt later enkele anderen om Rick te doden omdat hij hen in gevaar brengt. Eugene, die het gesprek afluisterde, wordt ontdekt en Carter dreigt hem te doden. Rick en de anderen komen het huis binnen en Rick overmeesterd Carter. Rick verzamelt de vrijwilligers om hun plan te repeteren. Een vrachtwagen die de doorgang voor de walkers verspert stort echter naar beneden en geeft de horde zo vrije baan. Hierdoor wordt de groep gedwongen hun plan meteen uit te voeren. Bij een winkel tussen de groeve en Alexandria beslissen Glenn, Heath en Nicholas een kleine groep walkers te doden zodat ze de horde niet zouden afleiden van de opgezette route. Glenn weigert Nicholas te laten helpen, maar Nicholas redt het leven van Heath. Carter wordt gebeten door een walker en wordt afgemaakt door Rick. Het plan lijkt te lukken, tot een luide hoorn de walkers afleidt van de route en recht naar Alexandria leidt.                  |    |                    |                    |                                   |                  |
| 69 | 2  | JSS                | Jennifer Lynch     | Seth Hoffman                      | 18 oktober 2015  |
| In een flashback wordt getoond hoe Enid een aanval van walkers overleeft waarbij haar ouders omkomen. Ze vlucht en komt aan bij Alexandria. In het heden heeft Ron een discussie met Jessie over de dood van Pete, waarbij Ron de schuld geeft aan Rick. Eugene en Tara ontmoeten de nieuwe dokter van de gemeenschap, Denise. Carl wordt stilaan jaloers op de band tussen Enid en Ron. Plots vallen de Wolven Alexandria aan. Ze klimmen over de muren en doden iedereen die ze op hun pad tegenkomen. In de uitkijktoren ziet Spencer een vrachtwagen de poort naderen en opent het vuur. Hij doodt de chauffeur, waardoor de vrachtwagen tegen de muren botst en de hoorn in gang zet die grote horde walkers aantrekt. Morgan, die vroeger werd teruggestuurd door Rick, keert terug in Alexandria en vindt Carol. Carol zegt hem dat ze het wapenarsenaal moeten bereiken voor de Wolven. Carl redt Ron van een Wolf en biedt hem bescherming aan, maar Ron weigert. Enid blijkt vertrokken te zijn uit Alexandria. Morgan redt Gabriel terwijl Carol het wapenarsenaal bereikt en wapens uitdeelt aan de overlevenden. Morgan komt een van de Wolven tegen die hij buiten Alexandria ontmoette, en vraagt hem te vertrekken, aangezien de Wolven niet over vuurwapens beschikken. De Wolven vertrekken, maar een van hen neem het pistool van een gedode inwoner mee. Aaron vindt zijn rugzak terug, die hij was kwijtgeraakt bij de opgezette val van de Wolven. Hij realiseert zich dat de Wolven Alexandria ontdekten door de foto's in zijn rugzak. |    |                    |                    |                                   |                  |
| 70 | 3  | Thank You          | Michael Slovis     | Angela Kang                       | 25 oktober 2015  |
| Met het geluid van de hoorn in de verte geeft Rick Michonne en Glenn de opdracht met de overige bewoners terug te keren naar Alexandria. Hij waarschuwt hen dat niet iedereen het zal halen en dat degenen die hen ophouden moeten achtergelaten worden. Rick is van plan de helft van de horde terug op de oorspronkelijke route te krijgen met een camper. Enkele teamleden worden gedood of verwond door de walkers. De groep besluit te pauzeren in een dorp. Ze proberen een werkende auto te vinden, maar moeten zich gaan verschuilen in een winkel. Glenn wil de walkers afleiden door een gebouw in brand te steken, Nicholas stelt een gebouw voor. Wanneer ze de winkel verlaten arriveert de grote horde waardoor ze moeten vluchten. De walkers vallen de winkel aan waardoor Michonne, Heath, Scott, David en Annie moeten vluchten. Zowel David als Annie vallen ten prooi aan de walkers. Glenn en Nicholas moeten toevlucht zoeken op een afvalcontainer wanneer ze omsingeld worden door de horde. Aangezien hij geen uitweg meer ziet, pleegt Nicholas zelfmoord. Glenn wordt meegesleurd in Nicholas' val. Rick bezeert zijn hand bij het afwenden van enkele walkers en bereikt de camper. Wanneer de grote horde de camper bereikt, krijgt Rick de camper niet meer gestart. |    |                    |                    |                                   |                  |
| 71 | 4  | Here's Not Here    | Stephen Williams   | Scott Gimple                      | 1 november 2015  |
| In de periode voordat hij op zoek ging naar Rick, steekt Morgan in een vlaag van waanzin zijn appartement in brand. Hij maakt zijn kamp in het midden van een bos, waar hij walkers doodt, en ook een man en diens zoon, die Morgan al een tijd volgden. Tijdens een jacht vindt Morgan een grote blokhut. De enige bewoner, Eastman, slaat hem bewusteloos en stopt hem in een cel. Eastman, een voormalig forensisch psycholoog, leidt een vredig bestaan waarin hij zijn geit verzorgt, kaas maakt, en aikido beoefent. Hij gelooft dat elk leven kostbaar is en dat de mens niet bedoeld is om te doden. Hij verklaart na enkele dagen dat Morgans cel al die tijd niet op slot was. Morgan valt hem aan, maar Eastman kan hem afweren. De volgende dag moet Morgan de geit redden van enkele walkers, en ontdekt dat Eastman de gedode walkers begraaft. Eastman leert Morgan de kunsten van aikido aan. In Morgans oude kamp, op zoek naar spullen, krijgt Morgan weer last van zijn trauma's, waardoor Eastman hem opdraagt aikido-oefeningen uit te voeren. Een walker nadert, het blijkt de zoon te zijn die Morgan eerder had gedood. Morgan verstijft, waardoor Eastman tussenbeide moet komen, maar hij wordt gebeten. Ze krijgen ruzie en Morgan keert pas na een tijd terug naar de hut, waar blijkt dat de geit ten prooi is gevallen aan een walker. De stervende Eastman biedt Morgan zijn hut aan maar zegt hem niet alleen te blijven. Nadat hij Eastman heeft begraven vertrekt Morgan en vindt een wegwijzer richting Terminus. In het heden heeft Morgan zijn verhaal verteld aan de leider van de Wolven, die hij gevangen heeft genomen. De Wolf zegt dat hij gewond is en mogelijk zal sterven, maar hij zegt dat hij Morgan en de anderen zal doden als hij het overleeft. Morgan doet de deur op slot en vertrekt. Op straat hoort hij Rick roepen om de poort te openen. |    |                    |                    |                                   |                  |
| 72 | 5  | Now                | Avi Youabian       | Corey Reed                        | 8 november 2015  |
| Rick arriveert vlak voor de horde walkers in Alexandria. Met de walkers die Alexandria omsingelen, zegt Rick de bewoners sterk te blijven. Aaron bekent dat hij ongewild de Wolven naar Alexandria heeft geleid. De moraal in de gemeenschap begint te zakken door de dreiging van de walkers. Aaron wil Maggie helpen bij de zoektocht naar Glenn, en ze weten het dorp te verlaten via de riolen. Bij de uitgang merken ze dat er te veel walkers zijn en Maggie geeft het op. Ze zegt aan Aaron dat ze zwanger is. Spencer geeft Deanna de schuld van de dood van Reg en Aiden. Carl vraagt de hulp van Ron om Enid te gaan zoeken, maar Ron weigert. Tara spreekt Denise moed in, die twijfelt aan haar kwaliteiten als dokter. Denise vindt een manier om Scott te redden. Ze gaat naar Tara en kust haar. Jessie ontdekt dat haar buurvrouw zelfmoord heeft gepleegd en in een walker is veranderd. Ze doodt de walker en vertelt de omstaanders dat ze moeten vechten om te overleven. Ron vertelt Rick over Carls plan en vraagt hem om hem te leren schieten. Deanna wordt overvallen door een walker en valt hem aan met een gebroken fles. Rick schiet haar te hulp. Ze zegt hem dat Rick de leider is die Alexandria nodig heeft. Rick en Jessie kussen. Deanna merkt niet dat er bloed door een scheur in de dorpsmuur sijpelt. |    |                    |                    |                                   |                  |
| 73 | 6  | Always Accountable | Jeffrey F. January | Heather Bellson                   | 15 november 2015 |
| Daryl, Abraham en Sasha bereiken het punt waarop ze de horde walkers ver genoeg van Alexandria hebben geleid. Daryl wordt gescheiden van Abraham en Sasha wanneer ze op de terugweg in een hinderlaag lopen. In de bossen, die uitgebrand blijken te zijn, wordt Daryl neergeslagen en gevangengenomen door drie overlevers (Dwight, Sherry en Tina) die denken dat Daryl een van de aanvallers is. Ze nemen hem mee naar een nabijgelegen oliedumpplaats waar ze de rest van hun groep hopen te vinden, maar de plaats is overgenomen door de walkers. Tina valt flauw en Daryl vlucht met hun zak met voorraden. Wanneer hij zijn kruisboog weer uit de zak haalt, ontdekt hij een koeler met insuline. Abraham en Sasha nemen hun intrek in een dorpje, en besluiten daar op Daryl te wachten na enkele sporen te hebben achtergelaten voor hem. Abraham gaat op zoek naar voorraden, en vindt zo een doos sigaren en raketgranaten. Daryl brengt de insuline terug naar het drietal, wanneer ze worden overrompeld door een grotere groep die zelf de insuline terug wil. Daryl helpt de drie met zich te verstoppen en zorgt ervoor dat een van de mannen in zijn arm gebeten wordt door een walker, waardoor de groep hun zoektocht opgeeft. Even later komt Tina om door twee walkers die ze vroeger gekend heeft. Daryl is van plan Dwight en Sherry te rekruteren voor Alexandria, maar terug bij zijn motor aangekomen stelen ze zijn kruisboog en rijden weg met de motor. Daryl vindt een werkende vrachtwagen en pikt even later Abraham en Sasha op. Wanneer hij via de walkietalkie Rick wil bereiken, krijgen ze een onbekende stem te horen die om hulp vraagt. |    |                    |                    |                                   |                  |
| 74 | 7  | Heads Up           | David Boyd         | Channing Powell                   | 22 november 2015 |
| Na omsingeld te zijn door de horde walkers, weet Glenn zich te redden door zich te verstoppen onder de afvalcontainer terwijl de walkers zich tegoed doen aan het lichaam van Nicholas. Hij wordt geholpen door Enid, die hem een fles drinkwater geeft maar dan vlucht. Glenn achtervolgt Enid en weet haar te overtuigen om mee terug te gaan naar Alexandria. Daar aangekomen zien ze dat de gemeenschap omsingeld is door walkers. In Alexandria ondervragen Rick, Carol en Michonne Morgan of hij een groep van de Wolven heeft laten ontsnappen, wat Morgan bekent. Rosita geeft de inwoners intussen les om zich te kunnen verdedigen en overtuigt Eugene om mee te doen. Nadat hij van Rick heeft geleerd hoe een pistool te gebruiken, steelt Ron patronen uit de voorraadkamer en begint Carl te achtervolgen met zijn wapen. Bij de muur probeert Spencer om via een touw over de walkers te klimmen, om zo een wagen te kunnen bereiken om de walkers weg te lokken. Het touw lost, waardoor Spencer bijna verslonden wordt en de anderen hem moeten redden. Carol ontdekt dat Morgan iemand gevangen houdt en spreekt hem erover aan. Glenn en Enid laten verschillende heliumballonnen in de lucht vliegen, waardoor Maggie zich realiseert dat hij nog leeft. Op dat moment stort de kerktoren die beschadigd werd tijdens de aanval van de Wolven in, en slaat zo een bres in de stadsmuur. |    |                    |                    |                                   |                  |
| 75 | 8  | Start to Finish    | Michael Satrazemis | Matthew Negrete                   | 29 november 2015 |
| De horde begint Alexandria binnen te dringen door de bres in de muur. Rick, Michonne, Carl, Gabriel en Deanna zoeken toevlucht in Jessies huis, waar ze ontdekken dat Deanna gebeten is. Ron lokt Carl naar de garage, waar hij hem aanvalt met een schop. Carl slaagt erin Ron af te weren, maar hierbij wordt een raam gebroken wat de aandacht van de walkers trekt. Hierdoor moet de groep zich terugtrekken op de eerste verdieping. Met geen andere uitweg ziet de groep zich genoodzaakt om zichzelf te vermommen als walkers om zo uit het huis te kunnen ontsnappen. Ondertussen verbergen Morgan en Carol zich in een ander gebouw, waardoor Denise alleen is om de gevangengenomen Wolf te behandelen. Carol probeert de Wolf te doden, en wanneer Morgan haar wil tegenhouden, dreigt ze ook hem te doden indien nodig. De twee krijgen handgemeen en Morgan slaagt erin Carol bewusteloos te slaan, maar wordt zelf neergeslagen door de Wolf. Tara, Rosita en Eugene arriveren in het huis, maar kunnen niet voorkomen dat de Wolf Denise gijzelt en ontsnapt. Glenn overtuigt Enid om met hem mee te komen en Alexandria proberen binnen te komen. Ze inspecteren de muren en zien Maggie gevangen zitten op een uitkijkpost. Stervende aan de infectie, bevecht Deanna de walkers die het huis zijn binnengedrongen wanneer Ricks groep uit Jessies huis de horde in manoeuvreert. Ondertussen worden Daryl, Sasha en Abraham gevangengenomen door de groep waarvan Daryl eerder wist te ontsnappen. Ze onthullen de Saviors te zijn en vertellen hen dat al hun bezittingen nu eigendom zijn van Negan. |    |                    |                    |                                   |                  |
| 76 | 9  | No Way Out         | Greg Nicotero      | Seth Hoffman                      | 14 februari 2016 |
| Daryl, Sasha en Abraham weten het groepje Saviors te doden met de hulp van Abrahams granaatwerper, waarna ze verder op weg gaan naar Alexandria. Rick, Carl, Michonne, Jessie, Ron en Sam besluiten om terug te keren naar de groeve om hun voertuigen op te halen, en Gabriel brengt Judith in veiligheid naar zijn kerk. De Wolf beraamt een plan om te kunnen ontsnappen met Denise, maar wordt in zijn arm gebeten. Hij redt Denise van een walker voor hij wordt doodgeschoten door Carol. Ondertussen raakt Sam in paniek en trekt de aandacht van de walkers, die hem verslinden. Jessie is in shock en weigert Sams hand los te laten, waardoor zij ook wordt aangevallen, tot ontzetting van Rick. Carl slaagt er niet in zijn hand los te maken uit Jessies greep, waardoor Rick haar arm moet afhakken. Hierop richt de boze Ron zijn pistool op Rick. Michonne steekt hem langs achter neer terwijl Ron zijn wapen afvuurt. De verdwaalde kogel raakt Carl in zijn rechteroog. Michonne en Rick vechten hun weg naar de ziekenboeg, waar Denise Carl probeert te redden. Rick verlaat de ziekenboeg om de naderende walkers te bevechten. Deze actie motiveert de andere inwoners om mee te vechten. Glenn en Enid weten Maggie te redden van de uitkijkpost. Glenn wordt op zijn beurt gered door de net gearriveerde Daryl, Sasha en Abraham. Daryl laat de brandstof van de tankwagen in een vijver lopen en ontsteekt hem met de granaatwerper. Zo wordt een groot deel walkers het vuur in gelokt. De volgende ochtend hergroeperen de overlevenden. Rick smeekt de comateuze Carl om niet te sterven, wanneer Carl een teken van leven geeft door in Ricks hand te knijpen. |    |                    |                    |                                   |                  |
| 77 | 10 | The Next World     | Kari Skogland      | Angela Kang & Corey Reed          | 21 februari 2016 |
| Ongeveer twee maanden nadat de walkers in Alexandria zijn verslagen, trekken Rick en Daryl eropuit op zoek naar voorraden. Ze stuiten op een vlot pratende man met de naam Paul Rovia, maar zijn vrienden noemden hem Jesus. Via een list weet Jesus de vrachtwagen met voorraden die Rick en Daryl hadden gevonden te stelen. Rick en Daryl zetten de achtervolging in, en weten Jesus in te halen, die langs de kant is gestopt. Ze binden hem vast met losse knopen zodat hij zichzelf kan bevrijden en rijden verder. Dan blijkt dat Jesus op het dak van de vrachtwagen zit. Door bruusk te remmen valt Jesus van het dak en ontstaat er een gevecht om de vrachtwagen te bemachtigen, die door hem in neutraal te laten staan in een meer belandt en naar de bodem zinkt. Jesus is bewusteloos geslagen. Rick zegt dat hij nooit een wapen op hen heeft gericht en dat hij Daryl redde van een walker. Ze besluiten hem mee te nemen en gevangen te houden in Alexandria. Ondertussen volgt Michonne Spencer in de bossen nadat ze hem zag vertrekken met een schop. Met de anonieme hulp van Carl, die samen met Enid in de bossen is, weet Spencer de walker die ooit zijn moeder Deanna is geweest uit te schakelen en te begraven. Terug in Alexandria blijkt dat Rick en Michonne een relatie zijn begonnen. Na een vrijpartij worden ze gewekt door de ontsnapte Jesus, die zegt dat ze moeten praten. |    |                    |                    |                                   |                  |
| 78 | 11 | Knots Untie        | Michael Satrazemis | Matthew Negrete & Channing Powell | 28 februari 2016 |
| Jesus vertelt Rick over Hilltop, zijn gemeenschap die voedsel, medicijnen en andere benodigdheden moet voorzien aan een groep die zich de Saviors noemt. In ruil daarvoor verzekeren de Saviors dat ze Hilltop niet zullen aanvallen. Aangezien hun voedselvoorraad ernstig is geslonken, besluit Rick met een groep naar Hilltop te rijden met Jesus om handel te kunnen drijven. Onderweg moeten ze stoppen om een paar mensen van Jesus' groep te redden. De gesprekken worden onderbroken wanneer een aantal bewoners van Hilltop terugkeren na een levering aan Negan. Ethan, een van de bewoners probeert Gregory, de leider van Hilltop te doden in opdracht van Negan. Rick weet Ethan te doden. Maggie komt tot een akkoord met Gregory waarbij Hilltop de helft van hun voorraden afstaan aan hen. In ruil daarvoor zal Ricks groep de Saviors aanvallen en uitschakelen. Abraham overziet zijn gevoelens voor zowel Sasha en Rosita, en blijkt tot een beslissing te zijn gekomen nadat hij een cadeau dat hij van Rosita heeft gekregen achterlaat. |    |                    |                    |                                   |                  |
| 79 | 12 | Not Tomorrow Yet   | Greg Nicotero      | Seth Hoffmann                     | 6 maart 2016     |
| Carol worstelt met haar verleden en is geschokt wanneer de teruggekeerde Rick haar vertelt dat ze zullen moeten vechten. Tijdens een bijeenkomst oppert Rick dat ze de Saviors preventief moeten aanvallen. Morgan is geen voorstander van het voorstel, maar staat hierin alleen. Voor de groep vertrekt verbreekt Abraham zijn relatie met Rosita, die boos en diepbedroefd is. Het grootste deel van Ricks groep, inclusief Aaron, Heath, Gabriel, Jesus en Andy vertrekken naar de verblijfplaats van de Saviors. Met behulp van een list weten ze de twee bewakers te doden en Craig, de broer van Andy, te bevrijden. Ze gaan verder door de Saviors in hun slaap te vermoorden. Een van de Saviors kan een alarm inschakelen. Jesus en Tara overtuigen Andy en Craig om terug te keren naar Hilltop om de deal rond te maken. Carol voorkomt dat Maggie deelneemt aan de strijd. Het vuurgevecht is intens maar de groep van Rick weet er heelhuids uit te komen. 's Ochtends vertrekken Tara en Heath op een geplande zoektocht naar voorraden die twee weken zal duren. De rest is verbaasd wanneer een overlevende Savior probeert te vluchten op Daryls motor die eerder werd gestolen door Dwight en Sherry. Terwijl Daryl de man neerslaat, klinkt er een vrouwenstem uit de man zijn walkietalkie die hen zegt hun wapens neer te leggen. De vrouw beweert dat ze Carol en Maggie hebben gevangengenomen. |    |                    |                    |                                   |                  |
| 80 | 13 | The Same Boat      | Billy Gierhart     | Angela Kang                       | 13 maart 2016    |
| Carol en Maggie worden gegijzeld door Paula, Michelle, Molly en Donnie, die zien hoe hun makker Primo wordt gegijzeld door de groep van Rick. Omdat ze zich in het nadeel voelen, trekken Paula en haar groep zich terug in een nabijgelegen slachthuis om Carol en Maggie te ondervragen in afwachting van versterkingen. Carol doet zich bang en gedwee voor tot ze onbewaakt achterblijft en zichzelf weet te bevrijden. Daarna bevrijdt ze Maggie, die erop aandringt om hun gijzelnemers te doden. Nadat Donnie bezweken is aan zijn schotwond en Molly en Michelle zijn gedood, smeekt Carol Paula om te vluchten. Ze wordt gedwongen te vechten en doorboort Paula aan een staak, waarna ze gruwelijk wordt gedood door een walker. Carol en Maggie lokken de versterkingen in de val vlak voor Rick en de rest arriveren. Primo beweert Negan te zijn waarop Rick hem zonder aarzelen neerschiet, terwijl Carol in shock toekijkt. |    |                    |                    |                                   |                  |
| 81 | 14 | Twice as Far       | Alrick Riley       | Matthew Negrete                   | 20 maart 2016    |
| De rust is weer teruggekeerd in Alexandria. Daryl vertelt Carol dat hij Dwight en Sherry had moeten vermoorden in het verbrande bos. Denise vraagt aan Daryl en Rosita om met haar mee te gaan om medicijnen te halen, en de drie gaan op pad. Abraham en Eugene zijn op weg naar een plek waar Eugene denkt dat hij zelf munitie kan maken. Na een ruzie tussen de twee vertrekt de boze Abraham. Terwijl Denise, Rosita en Daryl onderweg zijn naar Alexandria, vindt Denise een blikje frisdrank waar ze naar zocht. Rosita en Daryl zijn boos op haar omdat Denise een risico nam, waar vervolgens een discussie uit volgt. Denise wordt in haar hoofd geschoten met een pijl en valt neer op de grond. Dwight, de man die Daryls kruisboog en motor stal en nu een verbrand gezicht heeft, komt uit de bosjes met een groep gewapende Saviors en een gevangengenomen Eugene. Hij eist dat Daryl en Rosita hen naar Alexandria leiden. Abraham opent het vuur en Eugene bijt Dwight in zijn kruis. Dwights groep trekt zich terug en Daryl, Rosita, Abraham en Eugene keren terug naar Alexandria. Daryl en Carol begraven de vermoorde Denise. Carol schrijft een brief aan Tobin waarin ze hem uitlegt dat ze Alexandria moet verlaten en ze niet wil dat iemand haar volgt. Morgan besluit om haar te zoeken. |    |                    |                    |                                   |                  |
| 82 | 15 | East               | Michael Satrazemis | Scott M. Gimple & Channing Powell | 27 maart 2016    |
| Terwijl Alexandria onder dreiging staat van de Saviors, vlucht Carol uit de gemeenschap. Onderweg komt ze een patrouille Saviors tegen die haar auto onschadelijk maken en van haar eisen dat ze de Saviors in Alexandria binnen brengt. Ze weet de Saviors te doden en gaat te voet verder. Een van de Saviors heeft het overleefd en gaat achter Carol aan. Rick en Morgan volgen een bloedspoor waarvan zij denken dat het van Carol is. Onderweg ontmoeten ze een man die op de vlucht weet te slaan. Hierop overtuigt Morgan Rick om terug te keren. Morgan zelf zal verder naar Carol zoeken. Maggie lijdt plots helse pijn in haar buik en wordt bijgestaan door Enid. Ondertussen is ook Daryl weg uit Alexandria om Dwight op te sporen. Hij wordt gevolgd door Michonne, Glenn en Rosita. Ze splitsen zich op en Michonne en Glenn worden in de val gelokt door een groep Saviors. Daryl en Rosita proberen hen te bevrijden maar lopen zelf in een hinderlaag. Dwight schiet Daryl neer. |    |                    |                    |                                   |                  |
| 83 | 16 | Last Day on Earth  | Greg Nicotero      | Robert Kirkman                    | 3 april 2016     |
| Rick En de rest van Alexandria treffen Een nasa locatie aan. Ze zoeken naar voedsel en andere middelen Totdat ze een een ruimte schip aantreffen.Carl vraagt of hij mag kijken Carl Rick en de rest gaan mee Totdat het ruimteschip Opeens Planet c-67698 begint te herhalen.eugene onthult zijn verleden als NASA astronaut en zegt dat hij weet hoe hij zo’n schip moet besturen.Rick en De rest zijn aan het discussiëren Over of ze dit wel moeten doen Totdat Morgan zegt we either live together or die alone ze trekken de pakken aan En vertrekken van Aarde. De aflevering eindigt met een ruimteschip dat land op een andere planeet en de voeten en geluid van een walker. |    |                    |                    |                                   |                  |

## Seizoen 7 (2016–2017)
| Nr. | #  | Titel                                  | Regisseur             | Schrijver(s)                                   | Datum uitzending |
| --- | -- | -------------------------------------- | --------------------- | ---------------------------------------------- | ---------------- |
| 84 | 1  | The Day Will Come When You Won't Be    | Greg Nicotero         | Scott M. Gimple                                | 23 oktober 2016  |
| Abraham blijkt het slachtoffer van Negan te zijn. Negan treitert Abrahams ex-vriendin Rosita met diens dood, waardoor Daryl Negan een slag in het gezicht geeft. Om dit gedrag af te straffen doodt Negan ook Glenn. Rick zweert Negan ooit te zullen vermoorden, waarop Negan hem meesleurt naar de camper en wegrijdt van de groep. Ze rijden naar het gebied waar het bos in brand werd gestoken en Negan gooit een bijl naar buiten tussen de tientallen walkers. Hij beveelt Rick zijn bijl te gaan halen. Rick weet de bijl te pakken en vlucht op het dak van de camper, waar hij de dood van Abraham en Glenn opnieuw voor zich ziet. Negan schiet door het dak waardoor Rick er af moet springen. Negan redt hem van de walkers, waarop hij Rick terug binnenlaat en terugrijdt. Terug bij de groep beveelt Negan Rick om de arm van Carl af te hakken, omdat hij blijkbaar de boodschap nog steeds niet begrepen heeft. Rick voert bijna het bevel uit, tot Negan hem doet stoppen. Hij is voldaan door de onderwerping van de gebroken Rick. Voor zijn groep vertrekt, zegt Negan dat ze een week de tijd hebben tot ze de eerste voorraden komen ophalen, en neemt Daryl mee als gijzelaar. Maggie zegt de rest terug naar Alexandria te gaan en zich voor te bereiden op de strijd met Negan, maar iedereen weet haar te overtuigen om naar de Hilltop te gaan om haar te laten verzorgen. De lichamen van Abraham en Glenn worden meegenomen. Tijdens het wegrijden heeft Rick een visioen over de groep, inclusief Abraham en Glenn, in een niet bestaande toekomst. |    |                                        |                       |                                                |                  |
| 85 | 2  | The Well                               | Greg Nicotero         | Matthew Negrete                                | 30 oktober 2016  |
| Morgan en de gewonde Carol worden opgenomen in het Kingdom, een welvarende gemeenschap die wordt aangevoerd door de voormalige dierenverzorger "Koning" Ezekiel. Carol is sceptisch over de gemeenschap en wil het liefst weer vertrekken omdat ze Ezekiel en zijn gemeenschap maar belachelijk vindt. Al snel blijkt dat het Kingdom ook voorraden moet afstaan aan de Saviors. De varkens die worden gekweekt door het Kingdom en afgestaan aan de Saviors krijgen walkers te eten. 's Nachts probeert Carol ongemerkt het Kingdom te verlaten, maar wordt ontdekt door Ezekiel die haar probeert te overtuigen om te blijven, maar hij respecteert haar keuze om te vertrekken evenzeer. Morgan en Carol leggen het bij, en Carol belooft om haar intrek te nemen in een huis niet ver van het Kingdom. Niet veel later krijgt ze bezoek van Ezekiel en zijn tijger Shiva, en Ezekiel biedt haar fruit aan. |    |                                        |                       |                                                |                  |
| 86 | 3  | The Cell                               | Alrick Riley          | Angela Kang                                    | 6 november 2016  |
| Daryl wordt gevangen gehouden in een donkere cel in het Sanctuary, thuishaven van de Saviors. Hij wordt mentaal gemarteld door Dwight en andere Saviors. Hij krijgt hondenvoer te eten en wordt belet om te slapen door luide, repetitieve muziek. Op deze manier wil Negan Daryl breken, zodat hij gehoorzaam wordt zoals Rick. Daryl wordt onderzocht door een dokter en krijgt kleren van Dwight. Dwight wordt op missie gestuurd om een gevluchte gevangene terug te halen. Wanneer een andere bewaker Daryl zijn eten brengt, vergeet hij de deur op slot te doen. Daryl wacht even af en ontsnapt dan. Sherry, de ex-vrouw van Dwight, probeert Daryl te overtuigen om terug naar zijn cel te gaan om ergere gevolgen te voorkomen. Daryl weigert, en geraakt tot buiten, waar Negan en een groepje Saviors hem staan op te wachten. Negan wil hem overtuigen om voor hem te werken. Hij laat de Saviors Daryl in elkaar slaan en terug naar zijn cel brengen. Later brengt Dwight Daryl naar Negan, waar Negan hem vertelt hoe Dwight en Sherry waren gevlucht en nadien berouw toonden en terug wouden keren. Dwight werd gemarteld en Sherry werd de vrouw van Negan. Daryl begrijpt waarom Dwight hiermee akkoord ging, maar zegt dit zelf niet te kunnen. |    |                                        |                       |                                                |                  |
| 87 | 4  | Service                                | David Boyd            | Corey Reed                                     | 13 november 2016 |
| De rouwende overlevenden hebben het moeilijk om zich te schikken met het leven onder het bewind van Negan en de Saviors. Zeker wanneer Negan en zijn mannen enkele dagen te vroeg komen om goederen op te halen. Ze nemen het merendeel van de meubelen, medicijnen, en alle wapens mee. Rick vertelt de overlevenden dat hij niet langer de leiding heeft en dat ze moeten leren leven met de eisen die Negan hen oplegt. Hij probeert Michonne te overtuigen om de dingen te aanvaarden zoals ze zijn, maar later ontdekt ze dat de Saviors de matrassen die ze hebben meegenomen, hebben verbrand en naast de weg achtergelaten. Rosita vindt een kogelhuls en vraagt aan Eugene of hij deze kan namaken, zodat ze het wapen dat ze afnam van een Savior die in een walker is veranderd kan gebruiken. Die vond ze nadat zij en Spencer van Dwight de opdracht kregen om Daryls motor te gaan halen. Rick vertelt Michonne dat Judith niet zijn dochter is, maar die van Shane. |    |                                        |                       |                                                |                  |
| 88 | 5  | Go Getters                             | Darnell Martin        | Channing Powell                                | 20 november 2016 |
| Rick en Aaron gaan op zoek naar voorraden om zo Negan tevreden te kunnen stellen bij diens volgende bezoek. Enid vertrekt naar de Hilltop om Maggie op te zoeken, vergezeld door Carl. Ondertussen herstellen Maggie en Sasha op de Hilltop. Gregory is woedend omdat ze hun belofte om de Saviors uit te schakelen niet hebben kunnen nakomen. Hij wil dat ze vertrekken. Nadat Maggie en Sasha hebben geholpen tijdens een waarschuwing van de Saviors en een groep walkers hebben uitgeschakeld, probeert Jesus Gregory te overtuigen om hen te laten blijven. De volgende dag arriveren de Saviors en nemen de helft van de voorraden mee. Gregory probeert Maggie en Sasha te verraden, maar dit mislukt met de hulp van Jesus. Enid weet de Hilltop binnen te geraken en zoekt Maggie op. Sasha vraagt aan Jesus of die kan ontdekken waar Negan woont. Jesus gaat akkoord en kruipt in een van de vrachtwagens van de Saviors, waar hij ontdekt dat Carl hetzelfde heeft gedaan. |    |                                        |                       |                                                |                  |
| 89 | 6  | Swear                                  | Michael E. Satrazemis | David Leslie Johnson                           | 27 november 2016 |
| Twee weken nadat ze de buitenpost in het satellietstation van de Saviors hebben aangevallen, raken Tara en Heath van elkaar gescheiden wanneer Tara van een brug valt tijdens een aanval van walkers. Ze spoelt aan op een strand, waar ze wordt gevonden door Cyndie. Tara doet alsof ze nog bewusteloos is en volgt Cyndie naar haar gemeenschap, Oceanside. Deze gemeenschap bestaat enkel uit vrouwen en kinderen, alle mannen werden vermoord door de Saviors voor de vrouwen hun intrek namen in Oceanside. De bewoners van Oceanside willen niet dat Tara vertrekt omdat ze bang zijn dat Tara haar mensen over het bestaan van hun gemeenschap inlicht en zo de Saviors weer naar hen leidt, maar uiteindelijk slaagt ze erin te ontsnappen en terug te keren naar de Alexandria Safe-Zone met de hulp van Cyndie, die haar deed zweren om niemand te vertellen over hun gemeenschap. In Alexandria verneemt ze van Eugene wat er gebeurde tijdens haar afwezigheid. Van Heath ontbreekt elk spoor. |    |                                        |                       |                                                |                  |
| 90 | 7  | Sing Me a Song                         | Rosemary Rodriguez    | Angela Kang & Corey Reed                       | 4 december 2016  |
| Wanneer ze de verblijfplaats van de Saviors naderen, springt Jesus van de vrachtwagen om het terrein te kunnen verkennen. Carl blijft achter om de Saviors zelf in een hinderlaag te laten lopen. Carl weet twee Saviors neer te schieten, maar zijn plan mislukt. Negan is onder de indruk van Carls moed en leidt hem rond in het Sanctuary. Ondertussen slaagt Eugene erin om een kogel te maken op vraag van Rosita. Spencer, die alleen werd gelaten door Gabriel omdat hij kritiek uitte op Rick, is op zoek naar voorraden in het bos en vindt heel wat voedsel. Rick en Aaron hebben een verlaten woonboot gevonden, maar moeten een grote vijver vol met walkers oversteken. Daryl wordt terug in zijn cel gestopt en krijgt even later een briefje onder de deur geschoven met de sleutel van een motorfiets. Negan brengt Carl terug naar Alexandria en besluit te wachten tot Rick terugkeert. Carl leidt hem rond in Alexandria, en Negan ontmoet Judith. |    |                                        |                       |                                                |                  |
| 91 | 8  | Hearts Still Beating                   | Michael E. Satrazemis | Matthew Negrete & Channing Powell              | 11 december 2016 |
| Rick en Aaron weten de overkant van de vijver te bereiken. Ze vinden voedsel en wapens, maar geen munitie. Wanneer ze hun vrachtwagen inladen, worden ze in de gaten gehouden door een persoon die mismaakte laarzen draagt. Richard bezoekt Carol die zelf Morgan binnen uitnodigde in haar huis. Hij vraagt aan Carol en Morgan of zij Ezekiel willen overtuigen om terug te vechten tegen de Saviors. Daryl weet te ontsnappen en ontvlucht het Sanctuary met Jesus. Michonne heeft een vrouwelijke Savior gegijzeld en dwingt haar het Sanctuary te tonen. Ze doodt de vrouw en dumpt haar lichaam. Spencer stelt zichzelf voor aan Negan en vraagt hem Rick te doden en hem aan te stellen als leider van Alexandria. Hierop doodt Negan Spencer met een mes. Rosita probeert Negan neer te schieten maar beschadigt Lucille. Negan laat Arat in Rositas gezicht snijden en eist een slachtoffer als vergoeding. Arat schiet Olivia neer. Eugene bekent dat hij de kogel maakte en wordt meegenomen door de Saviors. De volgende dag gaan Rick, Michonne, Carl, Rosita en Tara naar de Hilltop waar ze herenigd worden met Maggie, Sasha en Enid. Ook Daryl en Jesus zijn hier. Ze besluiten terug te vechten tegen de Saviors. In Alexandria staat Gabriel op wacht en wordt in de gaten gehouden door de persoon met de mismaakte laarzen. |    |                                        |                       |                                                |                  |
| 92 | 9  | Rock in the Road                       | Greg Nicotero         | Angela Kang                                    | 12 februari 2017 |
| Gabriel staat op wacht in Alexandria en besluit om de voedselvoorraad en de wapens naar een geheime plek te brengen. Gregory wil niets weten van de strijd tegen de Saviors, maar Enid heeft de Hilltop-bewoners verzameld die willen vechten. Jesus brengt de groep naar het Kingdom waar ze Morgan terug ontmoeten. Morgan vertelt hen dat Carol weer is vertrokken. Rick vraagt Ezekiel om hulp, maar die wil zich liever niet in het gevecht mengen en de vrede proberen te bewaren. Wel biedt hij asiel aan aan Daryl, die nu gezocht wordt door de Saviors. Op de weg terug naar Alexandria stuit de groep op een val die Saviors hebben gezet om een grote horde walkers te kunnen tegenhouden. Ze slagen erin de explosieven van de val mee te nemen. Terug in Alexandria ontdekt Rick de verdwijning van Gabriel en voedsel en de wapens. De Saviors arriveren om op zoek te gaan naar Daryl, maar vinden niets. Rick, Michonne, Aaron, Rosita en Tara gaan op zoek naar Gabriel die aanwijzingen over zijn verblijfplaats heeft achtergelaten. Op een vervallen parkeerplaats worden ze omsingeld door een vreemde nieuwe groep overlevenden. |    |                                        |                       |                                                |                  |
| 93 | 10 | New Best Friends                       | Jeffrey F. January    | Channing Powell                                | 19 februari 2017 |
| De groep overlevenden noemt zich de Scavengers. Het blijkt dat de persoon met de mismaakte laarzen een van de groep mensen, genaamd Tamiel is, en Gabriel dwong om mee te gaan met de wapens en voorraden. Rick biedt de groep een bondgenootschap aan, maar Jadis, de leidster van de groep, gaat hier niet op in en dwingt Rick om tegen een gepantserde walker te vechten om zich te bewijzen. Wanneer Rick de walker weet te doden, besluit Jadis om op Ricks aanbod in te gaan, in ruil voor wapens en voorraden. Ondertussen heeft Richard een plan gesmeed om Carol te laten doden door de Saviors. Hij gelooft dat haar dood Ezekiel er toe zal aanzetten om de wapens op te nemen. Wanneer Daryl dit ontdekt, bedreigt hij Richard en zegt hem te doden als Carol nog maar het minste overkomt. Daryl ontmoet Carol terug in haar huis. Ze vraagt hoe het met de rest van de groep gaat na hun confrontatie met de Saviors. Daryl verzwijgt het lot van Abraham en Glenn en zegt dat iedereen in orde is. De dag daarop vertrekt Daryl uit het Kingdom richting Hilltop om zich voor te bereiden op de strijd tegen Negan en de Saviors. |    |                                        |                       |                                                |                  |
| 94 | 11 | Hostiles and Calamities                | Kari Skogland         | David Leslie Johnson                           | 26 februari 2017 |
| Eugene wordt naar het Sanctuary gebracht. Hij geraakt al snel gesetteld wanneer hij diverse voorzieningen zoals een eigen kamer en privileges krijgt. Negan geraakt gesteld op Eugene vanwege diens intelligentie en de bereidheid om zich te onderwerpen aan Negans eisen. Negan laat Eugene tijd doorbrengen met zijn vrouwen. Twee ervan vragen hem om giftige capsules te maken voor de derde, die het niet meer ziet zitten om in het Sanctuary te leven. Eugene maakt de pillen maar geeft ze niet aan de vrouwen, omdat hij doorheeft dat de pillen bedoeld zijn voor Negan. Ondertussen ontdekt Dwight een briefje van de gevluchte Sherry, waarin ze bekent Daryl te hebben helpen ontsnappen. Dwight slaagt erin de verdenking over de ontsnapping van Daryl en verdwijning van Sherry af te schuiven op dokter Carlson. Negan doodt Carlson door hem in de smeltoven te gooien en stelt Eugene aan als nieuwe dokter van het Sanctuary. |    |                                        |                       |                                                |                  |
| 95 | 12 | Say Yes                                | Greg Nicotero         | Matthew Negrete                                | 5 maart 2017     |
| Rick en Michonne zijn op zoek naar wapens voor de Scavengers. Ze stuiten op een achtergelaten kermis, waar verschillende walkers rondlopen. Velen van hen zijn overleden militairen die hun wapens nog steeds bij zich dragen. Ook vinden ze tientallen dozen met kant-en-klare maaltijden. Ze slagen erin de walkers te doden en de wapens te bemachtigen. Ze brengen de wapens naar de Scavengers, maar Jadis zegt dat ze niet genoeg meebrachten en eist meer wapens om hun deal te vervolledigen. Tara twijfelt of ze Rick moet vertellen over Oceanside, die zelf veel wapens hebben en misschien willen meevechten. Rosita haar geduld is op en ze trekt naar Hilltop. Ze vraagt Sasha nogmaals om met twee op pad te gaan naar het Sanctuary om Negan te doden. Sasha stemt in. |    |                                        |                       |                                                |                  |
| 96 | 13 | Bury Me Here                           | Alrick Riley          | Scott M. Gimple                                | 12 maart 2017    |
| Ezekiel en een groep van het Kingdom hebben opnieuw een wekelijkse overdracht met de Saviors. Nadat de Saviors ontdekken dat er een meloen ontbreekt, schiet Jared op bevel van Gavin Benjamin neer in het been, die uiteindelijk doodbloedt. Morgan vindt de ontbrekende meloen verstopt op straat en ontdekt dat Richard de overdracht saboteerde, om zich zo te laten doden door de Saviors en zo een martelaar zou worden om de oorlog tegen de Saviors te laten ontketenen. Tijdens de transactie van de ontbrekende meloen stuurt Gavin Jared weg nadat hij ontdekt dat Benjamin is overleden. Morgan wurgt Richard voor de ogen van de Saviors en Ezekiel en zegt tegen Gavin dat het Kingdom zijn plaats kent. Morgan zegt tegen Carol dat Negan verantwoordelijk is voor de dood van Glenn, Abraham, Spencer en Olivia. Hierop keert Carol terug naar het Kingdom en is bereid te vechten tegen de Saviors samen met Ezekiel en diens volgelingen. |    |                                        |                       |                                                |                  |
| 97 | 14 | The Other Side                         | Michael E. Satrazemis | Angela Kang                                    | 19 maart 2017    |
| Sasha en Rosita maken zich klaar om naar het Sanctuary te gaan om Negan te doden. Jesus vindt dat Sasha haar plannen moet vertellen aan Maggie. De Saviors komen onverwacht aan op Hilltop, waardoor Daryl en Maggie zich moeten verschuilen. De Saviors nemen dokter Harlan Carlson mee om zijn overleden broer te vervangen als arts in het Sanctuary. Terwijl ze in het Sanctuary binnensluipen tijdens hun zelfmoordmissie, komen Sasha en Rosita Eugene tegen en zeggen hem met hen mee te komen, maar Eugene weigert. Sasha sluit dan Rosita uit buiten de omheining en zegt haar te vluchten naar Alexandria omdat de groep haar nodig heeft. Sasha loopt het Sanctuary verder in om Negan te doden en Rosita slaat op de vlucht. Ze merkt dat iemand haar in de gaten houdt. |    |                                        |                       |                                                |                  |
| 98 | 15 | Something They Need                    | Michael Slovis        | Corey Reed                                     | 26 maart 2017    |
| Tara leidt de groep naar Oceanside in de hoop om de gemeenschap te overtuigen om mee te vechten tegen de Saviors. Natania weigert om haar mensen te laten vechten, maar besluit uiteindelijk om de groep van Rick hun wapens mee te geven. Sasha wordt gevangen gehouden in het Sanctuary, waar Negan haar probeert te overtuigen om zich aan te sluiten bij de Saviors. Ze vertrouwt Eugene nog steeds en vraagt hem om een uitweg. Eugene geeft haar de giftige capsules die hij heeft gemaakt. Bij hun terugkeer in Alexandria worden Rick en de groep opgewacht door Rosita. Tijdens haar vlucht uit het Sanctuary werd ze vergezeld door Dwight, die wil helpen om Negan ten val te brengen. |    |                                        |                       |                                                |                  |
| 99 | 16 | The First Day of the Rest of Your Life | Greg Nicotero         | Scott M. Gimple, Angela Kang & Matthew Negrete | 2 april 2017     |
| Negan en de Saviors trekken naar Alexandria, met Sasha opgesloten in een kist om Rick te confronteren met haar zogezegde verraad. Onderweg pleegt Sasha zelfmoord met de gifcapsule die Eugene haar gaf. In Alexandria blijkt dat de Scavengers al die tijd al een deal hadden gesloten met de Saviors, en ze verraden Ricks groep. Wanneer Negan Sasha uit de kist laat, valt ze hem aan als walker, maar Negan weet haar af te schudden. Gebruikmakend van de verwarring vechten de inwoners van Alexandria terug waardoor een vuurgevecht ontstaat. De Saviors weten hen terug te overmeesteren. Negan zegt Carl dood te slaan met Lucille en daarna Ricks handen te zullen afhakken. Rick dreigt dat hij Negan sowieso uiteindelijk zal vermoorden. Wanneer Negan Carl wil doden, valt Shiva een Savior aan en dagen de versterkingen van het Kingdom en Hilltop op. Hierdoor moeten de Saviors en Scavengers zich terugtrekken. Jesus en Maggie gaan op zoek naar Sasha in de bossen en doden haar. Eugene zegt tegen Negan dat Sasha waarschijnlijk gestikt is in de kist. Negan vertelt zijn manschappen dat het tijd is om ten oorlog te trekken. Alexandria, het Kingdom en Hilltop zijn zwaar getroffen, maar bereiden zich samen voor op de nakende strijd tegen hun vijanden. |    |                                        |                       |                                                |                  |

## Seizoen 8 (2017–2018)
| Nr. | #  | Titel                         | Regisseur             | Schrijver(s)                                         | Datum uitzending |
| --- | -- | ----------------------------- | --------------------- | ---------------------------------------------------- | ---------------- |
| 100 | 1  | Mercy                         | Greg Nicotero         | Scott M. Gimple                                      | 22 oktober 2017  |
| Rick, Maggie en Ezekiel verzamelen hun gemeenschappen om samen Negan en de Saviors te verslaan. Met behulp van Dwight weten ze de wachtposten uit te schakelen. Gregory probeert de Hilltop-bewoners aan de kant van Negan te krijgen, maar deze staan allen achter Maggie. Simon beseft dat Gregory geen waarde meer heeft voor hen en duwt hem van een trap, waardoor Gregory zich verwondt. Met behulp van een grote horde walkers, naar het Sanctuary geleid door Carol, Daryl, Tara en Morgan, valt de groep het Sanctuary aan. Ze laten de omheining ontploffen waardoor de horde het terrein binnenstroomt. Met het Sanctuary in lichterlaaie worden de Saviors achtergelaten om te sterven. De groepen van Rick, Maggie en Ezekiel vertrekken. Gabriel wil ook vertrekken maar ziet de gewonde Gregory en wil hem helpen. Gregory vertrekt met Gabriels wagen en laat hem achter. Omsingeld door de walkers kan Gabriel net zijn toevlucht zoeken in een aanhangwagen, waarin ook Negan zich verschuilt. |    |                               |                       |                                                      |                  |
| 101 | 2  | The Damned                    | Rosemary Rodriguez    | Matthew Negrete & Channing Powell                    | 29 oktober 2017  |
| Ricks troepen splitsen zich op in afzonderlijke groepen om verschillende buitenposten van de Saviors aan te vallen. Hierbij worden veel leden van de groep gedood. Eric geraakt ernstig gewond en wordt snel weggehaald door Aaron. Jesus weerhoudt Tara en Morgan er van om gevangengenomen Saviors te doden, waaronder Jared zich bevindt. Tijdens het opruimen van een buitenpost wordt Rick geconfronteerd en onder schot gehouden door Morales, een overlever die hij lang geleden ontmoette in het oorspronkelijke kamp in Atlanta. Morales zegt dat hij zich heeft aangesloten bij de Saviors. |    |                               |                       |                                                      |                  |
| 102 | 3  | Monsters                      | Greg Nicotero         | Matthew Negrete & Channing Powell                    | 5 november 2017  |
| Daryl vindt Morales die Rick onder schot houdt en schiet hem neer. Daarop volgen ze een groep Saviors die wapens naar een andere buitenpost vervoeren. Gregory keert terug naar de Hilltop en na een verhitte discussie met Maggie laat ze hem terug binnen in de gemeenschap. Eric overlijdt aan zijn verwondingen en laat de radeloze Aaron achter. Morgan, Tara, Jesus en de anderen vervoeren de gevangen groep Saviors wanneer ze op een horde walkers stuiten. Een deel van de Saviors gaat op de vlucht, waarop Morgan hen achtervolgt en een van hen neerschiet. Het komt tot een gevecht tussen Morgan en Jesus, tot Tara tussenbeide komt. Hierna vertrekt Morgan in zijn eentje. Tara en Jesus leiden de groep gevangen Saviors naar de Hilltop, waar Jesus Maggie weet te overtuigen hen als gevangenen te houden. De groep van Ezekiel valt een andere vesting van de Saviors aan, maar worden in een hinderlaag gelokt. Verschillende leden van het Kingdom worden neergeschoten wanneer ze Ezekiel proberen te beschermen. |    |                               |                       |                                                      |                  |
| 103 | 4  | Some Guy                      | Dan Liu               | David Leslie Johnson                                 | 12 november 2017 |
| Alle leden van Ezekiels groep zijn gedood, behalve Ezekiel zelf en zijn lijfwacht Jerry. Carol zoekt de Saviors binnen het gebouw op en weet hen uit te schakelen. Op de buitenplaats weten twee Saviors te ontkomen met de wapens, maar worden achtervolgd door Rick en Daryl. Zij weten de Saviors te overmeesteren en de wapens in beslag te nemen. Op hun terugweg naar het Kingdom worden Carol, Ezekiel en Jerry achterna gezeten door een horde walkers. De gewonde Ezekiel vertraagt hen en hij zegt hem achter te laten. Aan een greppel steken de drie over maar worden omsingeld door walkers. Shiva komt ter hulp en offert zichzelf op. Teruggekeerd in het Kingdom strompelt Ezekiel zonder iets te zeggen weg van de inwoners, terwijl hij het vertrouwen in zichzelf als leider is verloren. |    |                               |                       |                                                      |                  |
| 104 | 5  | The Big Scary U               | Michael E. Satrazemis | Scott M. Gimple & David Leslie Johnson & Angela Kang | 19 november 2017 |
| In de aanhangwagen eist Gabriel dat Negan zijn zonden bekent, om zo zijn hulp te verkrijgen om te kunnen ontsnappen. Negan bekent dat hij voor de uitbraak zijn terminaal zieke vrouw bedroog. Simon en de andere luitenants worden achterdochtig tegenover elkaar, wetende dat er zich een verrader onder hen bevindt. De arbeiders in het Sanctuary raken steeds meer gefrustreerd over hun leefomstandigheden. Er dreigen rellen uit te breken, totdat Negan terugkeert en de orde herstelt. Gabriel wordt opgesloten in een cel, waar Eugene hem opzoekt. Hij vindt Gabriel rillend van de koorts. Ondertussen ruziën Rick en Daryl over hoe ze de overgebleven Saviors moeten aanpakken, waarop hun wegen zich scheiden. Rick gaat te voet verder en komt aan bij een kamp. |    |                               |                       |                                                      |                  |
| 105 | 6  | The King, the Widow, and Rick | John Polson           | Angela Kang & Corey Reed                             | 26 november 2017 |
| Rick zoekt de Scavengers op in de hoop hen te overtuigen zich tegen Negan te keren. Jadis weigert en sluit Rick op in een container. Carl gaat op zoek naar Siddiq en vindt hem in het bos, waarop hij hem meeneemt naar Alexandria. Daryl en Tara smeden een plan om van het oorspronkelijke plan van Rick af te wijken en zo het Sanctuary te vernietigen. Ezekiel zondert zich af in het Kingdom, waar Carol hem probeert aan te moedigen om de leider te zijn die zijn volk nodig heeft. Maggie laat de gevangen genomen groep Saviors binnen in een afgeschermde zone in de Hilltop. Ze sluit Gregory bij hen op als straf voor zijn verraad. |    |                               |                       |                                                      |                  |
| 106 | 7  | Time for After                | Larry Teng            | Matthew Negrete & Corey Reed                         | 3 december 2017  |
| Nadat hij heeft ontdekt dat Dwight samenwerkt met de groep van Rick, bevestigt Eugene zijn loyaliteit aan Negan en zoekt een plan om de walkers die het Sanctuary omsingelen weg te leiden. Met de hulp van Morgan en Tara rijdt Daryl een truck door de muren van het Sanctuary, waardoor de walkers in het complex kunnen en daarbij vele Saviors doden. Rick weet Jadis en de Scavengers eindelijk te overtuigen om zich aan te sluiten, en ze zijn van plan om de overgave van de Saviors te eisen. Wanneer ze echter arriveren bij het Sanctuary is Rick geschokt wanneer hij de gesloopte muren ziet en er geen enkel spoor is van de horde walkers. |    |                               |                       |                                                      |                  |
| 107 | 8  | How It's Gotta Be             | Michael E. Satrazemis | David Leslie Johnson & Angela Kang                   | 10 december 2017 |
| Eugenes plan geeft de Saviors de mogelijkheid om te ontsnappen. Hij laat wel ongemerkt Gabriel en Dr. Carson vrij. Aaron en Enid gaan op pad richting Oceanside, waar Enid per ongeluk Natania neerschiet, waarop ze gevangen worden genomen. Afzonderlijk overvallen de Saviors de strijdkrachten van Alexandria, de Hilltop en het Kingdom. De Scavengers laten Rick achter, waarop die terugkeert naar Alexandria. Ezekiel zorgt ervoor dat de bewoners van het Kingdom kunnen ontsnappen en sluit zichzelf op in de gemeenschap bij de Saviors. Negan valt Alexandria aan, maar Carl bedenkt een plan zodat de inwoners kunnen ontsnappen in de riolen. Dwights verraad wordt ontdekt, waarop hij zich aansluit in Alexandria. Rick arriveert, waarop een gevecht met Negan ontstaat. Rick kan ontsnappen en vindt Michonne, waarop ze beide afdalen in de riolen. Hier vinden ze de rest en onthult Carl dat hij werd gebeten door een walker toen hij Siddiq naar Alexandria begeleidde. |    |                               |                       |                                                      |                  |
| 108 | 9  | Honor                         | Greg Nicotero         | Matthew Negrete & Channing Powell                    | 25 februari 2018 |
| Nadat de Saviors Alexandria hebben verlaten, vertrekken de overlevenden richting Hilltop. Rick en Michonne blijven bij de stervende Carl om afscheid te kunnen nemen. Carl vraagt Rick om samen met de Saviors een betere toekomst op te bouwen. Ze brengen Carl naar de kerk, waar hij zichzelf in het hoofd schiet. Morgan en Carol gaan op missie om Ezekiel te redden. Ze nemen het Kingdom over van de Saviors. Hun luitenant Gavin wordt gedood door de wraakzuchtige Henry, de jongere broer van Benjamin. |    |                               |                       |                                                      |                  |
| 109 | 10 | The Lost and the Plunderers   | David Boyd            | Angela Kang & Channing Powell & Corey Reed           | 4 maart 2018     |
| Aaron en Enid proberen Oceanside ervan te overtuigen om mee te vechten tegen de Saviors, maar ze weigeren. Enid keert terug naar Hilltop, maar Aaron kiest ervoor om in Oceanside te blijven tot hij hen kan overtuigen. Nadat hij verneemt dat de Scavengers de kant van Rick hebben gekozen beveelt Negan aan Simon om slechts een van Jadis' volgers te doden. Rick en Michonne gaan naar de verblijfplaats van de Scavengers om hen te waarschuwen voor de aanstaande aanval van de Saviors, maar komen te laat. Simon geeft het bevel om de hele groep te doden waarbij alleen Jadis wordt gespaard. Die lokt haar gereanimeerde volgers in een afvalpers. Rick is het bedrog van Jadis beu en laat haar achter. Onderweg terug neemt hij de tijd om de afscheidsbrieven van Carl te lezen, waaronder één aan Negan. Rick neemt contact op met Negan via de walkietalkie en zegt hem dat Carl dood is en dat zijn brief aan Negan vroeg om te stoppen. Rick zweert te blijven vechten. Negan is bedroefd door de dood van Carl, maar zegt Rick dat het diens focus op de oorlog was die hiertoe heeft geleid en dat Rick heeft gefaald als vader en leider. |    |                               |                       |                                                      |                  |
| 110 | 11 | Dead or Alive Or              | Michael E. Satrazemis | Eddie Guezelian                                      | 11 maart 2018    |
| De Saviors gaan op zoek naar de overlevenden van Alexandria die onder weg zijn naar Hilltop geleid door Daryl, Rosita en Tara. Tara vertrouwt Dwight nog steeds niet en gebruikt een list om hem te proberen te doden. Dwight bevestigt zijn loyaliteit aan de groep van Rick door een groep Saviors weg te leiden, zodat die veilig door kan gaan. Eugene krijgt de leiding over een groep in een nieuwe buitenpost waar ze kogels kunnen fabriceren. In Hilltop wordt er rantsoenering opgelegd door Maggie. Siddiq biedt zich aan en zegt dat hij wel iets kent van medische hulp. Negan is van plan om de wapens van de Saviors te infecteren met walker-bloed. Dokter Carson probeert de koortsige Gabriel in veiligheid te brengen. De Saviors halen hen uiteindelijk in, waarbij ze Carson doden en Gabriel terug gevangen nemen, die in de buitenpost van Eugene wordt tewerkgesteld. |    |                               |                       |                                                      |                  |
| 111 | 12 | The Key                       | Greg Nicotero         | Corey Reed & Channing Powell                         | 18 maart 2018    |
| Maggie, Enid, Michonne en Rosita ontmoeten een schijnbaar welwillende vrouw met de naam Georgie, die hen voedsel en documenten wil geven in ruil voor grammofoonplaten. Georgie beweert dat de documenten de sleutel tot de toekomst zijn. Negan leidt de Saviors richting Hilltop om hen een waarschuwing te geven door middel van hun geïnfecteerde wapens. Rick achtervolgt hen en weet Negan af te scheiden van de rest, waarop die zich verschuilt in een gebouw. Na een gevecht tussen de twee weet Negan uiteindelijk te ontsnappen, alleen om bewusteloos te worden geslagen en ontvoerd te worden door Jadis. Simon en Dwight kunnen Negan niet terugvinden, waarop Simon de Saviors beveelt om Hilltop aan te vallen en voorgoed uit te roeien. |    |                               |                       |                                                      |                  |
| 112 | 13 | Do Not Send Us Astray         | Jeffrey F. January    | Angela Kang & Matthew Negrete                        | 25 maart 2018    |
| De Saviors vallen de Hilltop aan met hun geïnfecteerde wapens, waarbij beide partijen zware verliezen lijden. Tara wordt verwond door Dwight in een poging om te voorkomen dat Simon haar doodt. 's Nachts sterven de gewonden aan hun besmette wonden en vallen nadat ze gereanimeerd zijn de slapende overlevenden aan. Henry probeert wraak te nemen voor de moord op zijn broer, wat leidt tot de ontsnapping van de gevangen Saviors en de verdwijning van Henry. Nadat ze de houding van de Saviors hebben gezien tegenover de gevangenen, kiezen Alden en enkele andere Saviors ervoor om op Hilltop te blijven in plaats van terug te keren. |    |                               |                       |                                                      |                  |
| 113 | 14 | Still Gotta Mean Something    | Michael E. Satrazemis | Eddie Guzelian                                       | 1 april 2018     |
| Carol en Morgan gaan op zoek naar Henry terwijl Rick de ontsnapte Saviors achtervolgt. Morgan laat Carol alleen verdergaan en stuit onderweg op Rick. Samen vinden ze de ontsnapten en weten hen te doden. Jadis martelt Negan totdat hij haar weet te overtuigen dat hij niks wist van de afslachting van haar mensen. Een helikopter komt overvliegen, maar Jadis kan diens aandacht niet trekken. Daryl en Rosita zijn van plan de kogelproductie van de Saviors stop te zetten. Carol weet Henry te vinden waarop ze terugkeren naar Hilltop. Wanneer ook Rick en Morgan terugkeren, overtuigt Michonne Rick ervan om Carls afscheidsbrief te lezen. |    |                               |                       |                                                      |                  |
| 114 | 15 | Worth                         | Michael Slovis        | David Leslie Johnson & Corey Reed                    | 8 april 2018     |
| Negan keert terug naar de Sanctuary en neemt de leiding van de Saviors opnieuw over. Dwight speelt Negans plannen door naar Rick door Gregory naar Hilltop te sturen. Daryl en Rosita ontvoeren Eugene om zo de kogelproductie lam te leggen, maar Eugene kan terug ontsnappen. Dwight lokt Simon in een meeting waar Negan hem ter verantwoording roept om tegen zijn orders in te gaan bij de Scavengers. Negan doodt Simon in een vuistgevecht. Daarop zegt Negan dat de ontsnapte Laura hem heeft vertelt dat Dwight dubbel spel speelt, en dat de plannen die Dwight doorspeelde naar Rick een val zijn. Negan wordt opgeroepen door Michonne, die hem de afscheidsbrief van Carl voorleest. Negan blijft van plan om Rick en de zijnen voorgoed uit te schakelen. |    |                               |                       |                                                      |                  |
| 115 | 16 | Wrath                         | Greg Nicotero         | Scott M. Gimple & Angela Kang & Matthew Negrete      | 15 april 2018    |
| Rick en zijn groep volgen de plannen die hen zijn gebracht door Gregory, die hen in de val lokken. Wanneer de Saviors het vuur openen, ontploffen de kogels in de vuurwapens doordat de munitie is gesaboteerd door Eugene. De overlevende Saviors geven zich over terwijl Rick de gewonde Negan achterna zit. Rick weet Negan zijn nek te verwonden, maar laat hem verzorgen door Siddiq, wetend dat Carl wou dat Negan zou overleven zodat iedereen samen kon leven in vrede. Een aanval op Hilltop wordt afgeslagen met de hulp van Aaron en de bewoners van Oceanside. De overlevenden hergroeperen en bouwen hun gemeenschappen opnieuw op. Morgan gaat naar Jadis en zegt haar dat ze zich bij de groep mag voegen als ze wil. Zelf blijft hij achter omdat hij tijd voor zichzelf nodig heeft. Ricks besluit om Negan te sparen is tegen de zin van Maggie. Ze zweert in de toekomst actie te ondernemen tegen Rick, samen met Jesus en Daryl. |    |                               |                       |                                                      |                  |

## Seizoen 9 (2018–2019)
| Nr. | #  | Titel            | Regisseur             | Schrijver(s)                                     | Datum uitzending |
| --- | -- | ---------------- | --------------------- | ------------------------------------------------ | ---------------- |
| 116 | 1  | A New Beginning  | Greg Nicotero         | Angela Kang                                      | 7 oktober 2018   |
| Achttien maanden na de nederlaag van Negan werken de verschillende gemeenschappen aan de wederopbouw van hun samenleving. Het Sanctuary heeft echter te lijden onder de onvruchtbare grond en een nog steeds sluimerende steun aan Negan. Rick leidt een missie naar het museum van Washington D.C. om enkele voorraden te kunnen herstellen. Op de terugweg ontdekken ze dat de hoofdbrug richting Hilltop is vernield door een storm, waardoor ze gedwongen zijn een omweg te maken. Een jongeman, Ken, overlijdt wanneer hij een van de paarden wil bevrijden om te kunnen ontsnappen aan een groep walkers. Daryl wil niet langer de leider zijn in het Sanctuary en zegt tegen Rick dat hij het vroeger, toen ze nog een kleinere groep waren, beter vond om te overleven. Carol stelt voor om de leiding tijdelijk over te nemen. Ezekiel ziet dit als een vlucht omdat hij haar ten huwelijk heeft gevraagd. Gregory – die na een verkiezing gewonnen door Maggie is afgezet als leider van Hilltop – weet Earl, de vader van Ken, te overtuigen om Maggie te vermoorden. Earl kan echter overmeesterd worden. Rick en Michonne vragen Maggie de hulp van Hilltop om het Sanctuary uit de nood te helpen, maar Maggie wil hen enkel voedsel geven als zij het meeste werk uitvoeren aan de vernielde brug. Die avond laat Maggie Gregory publiekelijk ophangen als straf voor zijn daden. |    |                  |                       |                                                  |                  |
| 117 | 2  | The Bridge       | Daisy Mayer           | David Leslie Johnson-McGoldrick                  | 14 oktober 2018  |
| Een maand na de dood van Gregory werken de gemeenschappen samen om de brug te herstellen. Verschillende Saviors zijn verdwenen sinds het begin van de werkzaamheden. Na enige overreding besluit Maggie uiteindelijk om voedsel te leveren aan het uithongerende Sanctuary. Een horde nadert de werkploeg nadat Justin, een van de Saviors, geen alarm blaast. Aarons arm wordt verpletterd onder een boomstam. Daryl kan hem redden en brengt hem naar Enid, die gedwongen is de arm van Aaron te amputeren om zijn leven te redden. Anne en Gabriel beginnen een relatie, maar Anne merkt een helikopter op die op grote hoogte overvliegt. Rick brengt de opgesloten Negan de laatste nieuwtjes van de werken. Negan waarschuwt hem dat zijn visie is gedoemd te mislukken. Door zijn nalatigheid wordt Justin verbannen van de werken. Op zijn weg terug naar het Sanctuary wordt hij aangevallen. |    |                  |                       |                                                  |                  |
| 118 | 3  | Warning Signs    | Dan Liu               | Channing Powell                                  | 21 oktober 2018  |
| Nadat Justin dood wordt aangetroffen, wordt ook Arat vermist, tot woede van de Saviors waardoor de werken vertraging oplopen. Rick vraagt aan Gabriel om Anne te volgen. Het blijkt dat Anne mensen verhandelt aan een mysterieuze bondgenoot in ruil voor voorraden. Gabriel confronteert haar, wat haar dwingt om hem neer te slaan. Daryl en Maggie ontdekken dat de gemeenschap van Oceanside achter de verdwijning en de dood van de Saviors zit. Dit als wraak voor het doden van alle mannen van Oceanside. Ze komen hier op uit op het moment dat Cyndie Arat wil doden als vergelding voor het doden van haar elfjarige broertje. Ze staan dit toe en lopen weg. Daryl en Maggie besluiten Ricks manier van leven te negeren en willen de confrontatie met Negan aangaan. |    |                  |                       |                                                  |                  |
| 119 | 4  | The Obliged      | Rosemary Rodriguez    | Geraldine Inoa                                   | 28 oktober 2018  |
| Jesus vertelt Rick over de bedoeling van Maggie om Negan te doden, waarop Rick probeert om de aankomst van Maggie in Alexandria te vertragen. Anne is van plan om Gabriel naar haar mysterieuze bondgenoot te sturen, maar verandert van gedachten en laat hem achter. De Saviors stelen wapens en confronteren Carol met de acties van Oceanside waarop er een rel ontstaat en de geweerschoten leiden een horde walkers richting het kamp. Rick probeert met een paard de horde weg te leiden, maar het paard wordt angstig en steigert, waardoor Rick van het paard wordt geworpen. Hij komt terecht op een plaat gewapend beton en wordt gespiest op een stalen staaf. De horde komt vlak bij Rick. |    |                  |                       |                                                  |                  |
| 120 | 5  | What Comes After | Greg Nicotero         | Matthew Negrete & Scott Gimple                   | 4 november 2018  |
| Rick weet zich te bevrijden van de staaf, en weet zwaargewond zijn paard te bereiken om zo de horde weg te leiden. Maggie arriveert in Alexandria om Negan te doden. Ze weet Michonne te overhalen de sleutel af te geven en haalt Negan uit zijn cel. Wanneer ze ontdekt dat Negan volledig is gebroken vindt ze dat hij zo erger af is als dood en sluit hem opnieuw op. Door het bloedverlies lijdt Rick aan hallucinaties, waarin hij gesprekken heeft met Shane, Hershel, Sasha en Michonne. Hij leidt de walkers naar de pas herstelde brug, met de bedoeling die te laten instorten door het gewicht van de walkers. De brug blijkt stevig genoeg te zijn, wanneer de anderen arriveren en Rick proberen te redden. Rick schiet met zijn pistool op een kistje dynamiet, waardoor de brug ontploft en de walkers in de rivier vallen. Iedereen denkt dat Rick zichzelf heeft opgeofferd, maar hij wordt een eind verder op de oever gevonden door Anne, die haar bondgenoten met de helikopter contacteert. Ze vliegen samen weg naar een onbekende bestemming. Zes jaar later redt de dan tienjarige Judith en klein groepje overlevers onder leiding van Magna van een horde walkers. |    |                  |                       |                                                  |                  |
| 121 | 6  | Who Are You Now? | Larry Teng            | Eddie Guzelian                                   | 11 november 2018 |
| Met veel moeite weet Judith Michonne er van te overtuigen om de groep van Magna te helpen. Uiteindelijk wordt beslist om het groepje onderdak te bieden in Hilltop. Carol neemt Henry mee richting Hilltop, waar hij een opleiding tot smid kan volgen om reparaties uit te kunnen voeren in het Kingdom. Onderweg worden ze in een hinderlaag gelokt door Jed, Regina en verschillende voormalige Saviors, die hun voorraden stelen. 's Nachts spoort Carol hen op en verbrandt hen levend. Ze neemt Henry mee naar Daryl, die nu alleen in de wildernis woont. Negan is nog steeds een gevangene in Alexandria, maar heeft blijkbaar een vriendschap ontwikkeld met Judith en lijkt een minder vijandige houding aan te nemen. Bij het opzetten van radiozendapparatuur geraken Eugene en Rosita in moeilijkheden wanneer ze worden achtervolgd door een horde walkers, die zich vreemd gedraagt. |    |                  |                       |                                                  |                  |
| 122 | 7  | Stradivarius     | Michael Cudlitz       | Vivian Tse                                       | 18 november 2018 |
| Michonne begeleidt de groep van Magna richting Hilltop, maar weigert mee te reizen tot hun bestemming uit angst voor een confrontatie met Maggie. Siddiq vertelt haar dat Maggie vertrokken is uit Hilltop om Georgie en haar groep te helpen. Jesus heeft nu de leiding. Ze houden halt bij het voormalige basiskamp van Magna en haar groep, waardoor Luke enkele van de muziekinstrumenten die hij had kunnen verzamelen terugvindt, waaronder een Stradivarius-viool. Jesus en Aaron bespreken in het geheim hoe ze Hilltop en Alexandria terug dichter bij elkaar kunnen brengen. Plots zien ze een fakkel in de lucht geschoten worden, waarop ze gaan kijken en de uitgeputte en gewonde Rosita vinden. Daryl helpt Carol en Henry hun weg naar Hilltop te vinden. Eens daar aangekomen vernemen ze het nieuws over Rosita en dat Eugene vermist is. Jesus en Daryl verzamelen een kleine groep om op zoek te gaan. |    |                  |                       |                                                  |                  |
| 123 | 8  | Evolution        | Michael E. Satrazemis | David Leslie Johnson-McGoldrick                  | 25 november 2018 |
| Nadat Gabriel per ongeluk de cel van Negan ontgrendeld achterlaat, kan Negan ontsnappen. Henry start met zijn opleiding bij Earl, maar wordt door enkele andere jongeren meegenomen buiten Hilltop, waar hij dronken raakt. Hierdoor moet hij een paar dagen opgesloten zitten. De groep van Magna wordt geaccepteerd in Hilltop, maar Tara zegt hen dat ze zullen moeten werken om zich te bewijzen. Daryl, Jesus en Aaron weten Eugene te vinden, die zegt dat hij de walkers tegen elkaar hoorde fluisteren en vermoedt dat ze evolueren. De fluisterende horde achtervolgt het groepje en weet hen te omsingelen op een kerkhof. Michonne, Magna en Yumiko komen ter hulp, maar Jesus wordt gedood wanneer een walker zijn aanval ontwijkt en hem in de borst steekt met een mes. Nadat de horde wordt afgewend ontdekt Daryl dat de fluisterende walkers mensen zijn die een masker dragen van walkerhuid. Hierop omsingelen de Whisperers de groep. |    |                  |                       |                                                  |                  |
| 124 | 9  | Adaptation       | Greg Nicotero         | Corey Reed                                       | 10 februari 2019 |
| De groep weet te ontsnappen uit het kerkhof en de Whisperers te ontlopen. Terwijl ze een overdekte brug oversteken, nadert er een klein groepje walkers, van wie er drie Whisperers blijken te zijn. Twee worden gedood en een jong meisje wordt meegenomen naar Hilltop. Michonne, Tara en Daryl ondervragen haar, maar krijgen nauwelijks antwoorden. Het meisje zegt enkel dat alleen haar moeder nog leeft en dat haar mensen tussen de walkers leven. Henry's medeleven met het meisje levert hem de woede van Daryl op, die vertrekt. Het meisje stelt zichzelf voor aan Henry als Lydia. Rosita vertelt Siddiq dat ze zwanger is van hem. Tara, die nu de leiding heeft over Hilltop, stemt ermee in om de groep van Magna te laten blijven. Michonne wil terugkeren naar Alexandria om haar gemeenschap te waarschuwen voor de nieuwe gevaren. Na te zijn ontsnapt uit Alexandria – na te zijn betrapt door Judith, die hem toch liet gaan – keert Negan terug naar het Sanctuary, dat volledig is verwoest. Na enige tijd beslist hij terug te keren en zegt tegen Judith dat er buiten Alexandria niets meer is voor hem. Terwijl ze hun vrienden proberen te vinden, worden Luke en Alden in de val gelokt en gevangen door enkele Whisperers. |    |                  |                       |                                                  |                  |
| 125 | 10 | Omega            | David Boyd            | Channing Powell                                  | 17 februari 2019 |
| Henry en Lydia lijken naar elkaar toe te groeien. Ze vertelt gebeurtenissen aan hem uit haar verleden tijdens het begin van de uitbraak. Henry wordt vrijgelaten uit zijn cel door Daryl wanneer die vindt dat Henry te veel informatie prijsgeeft. Na haar agressief te hebben ondervraagd, probeert Daryl een zachtere aanpak met Lydia nadat ze zich realiseert dat ze het slachtoffer is van mishandeling door toedoen van haar moeder. Tegen de orders van Tara in, gaan Magna, Yumiko, Connie en Kelly 's nachts op zoek naar Luke. Magna en Yumiko realiseren zich dat het risico te groot is en keren terug, maar Connie en Kelly willen blijven. Ze worden in de gaten gehouden door enkele Whisperers. Tara had dit voorzien en stuurde enkele wachters om hen terug te halen. De volgende ochtend keren ze terug met Connie en Kelly, maar een grote groep Whisperers nadert de poort van Hilltop. De wachters en Kelly geraken veilig binnen, maar Connie moet zich verschuilen tussen de maïs. Alpha, de leidster van de Whisperers, eist dat ze haar dochter vrijlaten. |    |                  |                       |                                                  |                  |
| 126 | 11 | Bounty           | Meera Menon           | Matthew Negrete                                  | 24 februari 2019 |
| In een flashback geven Tara en Jesus het gemeenschapshandvest aan Ezekiel. In het heden onderhandelt Alpha met Daryl met succes over de overhandiging van Lydia in ruil voor Alden en Luke. Tijdens de onderhandelingen krijgt een van de Whisperers haar baby niet stil. Alpha beveelt de vrouw om het kind achter te laten om door de walkers te worden meegenomen. Connie, die zich nog steeds verstopt in het maïsveld, weet het kind te redden en wordt geholpen door Daryl en Magna. Henry is op de vlucht geslagen met Lydia omdat hij niet wil dat ze teruggaat. Enid kan hen vinden, en Lydia beslist zelf om terug te keren naar haar moeder. Daryl kijkt verontwaardigd toe hoe Alpha haar dochter behandelt. Earl en Tammy ontfermen zich over de baby. Ezekiel, Carol, Jerry en andere inwoners van het Kingdom gaan naar een bioscoop binnen om een filmprojectorlamp te bemachtigen voor een bioscoop die ze willen opzetten voor de gemeenschapsbeurs. Later verlaat Henry Hilltop. In een briefje zegt hij dat hij niet kan leven met de uitlevering van Lydia. Daryl besluit naar hem op zoek te gaan. Connie gaat met hem mee, omdat ook zij het moeilijk heeft met de situatie. |    |                  |                       |                                                  |                  |
| 127 | 12 | Guardians        | Michael E. Satrazemis | LaToya Morgan                                    | 3 maart 2019     |
| Henry slaagt erin om Lydia te vinden, maar wordt gevangen door Beta, Alpha's rechterhand. In Alexandria bespreekt Michonne met de Raad de mogelijke vereniging van de gemeenschappen op het feest. Michonne praat met Negan over zijn ontsnapping. Hij probeert haar ervan te overtuigen dat hij is veranderd, maar ze vertrouwt hem niet, in tegenstelling tot Judith. Alpha en Beta proberen Lydia te overtuigen om Henry te vermoorden. Op dat moment valt een horde walkers het kamp van de Whisperers binnen, wat chaos veroorzaakt. Daryl en Connie verschijnen vermomd als Whisperers en ze ontsnappen met Henry en Lydia. Eugene beseft dat hij geen kans maakt bij Rosita, en overtuigt Gabriel er van om zijn relatie met Rosita verder te zetten, ondanks dat ze zwanger is van Siddiq. |    |                  |                       |                                                  |                  |
| 128 | 13 | Chokepoint       | Liesl Tommy           | Eddie Guzelian & David Leslie Johnson-McGoldrick | 10 maart 2019    |
| Daryl, Connie, Henry en Lydia zoeken hun toevlucht in een gebouw, waar ze wachten op Beta en de andere Whisperers die hen achtervolgen. Ze gebruiken de structuur van het gebouw om een hinderlaag te leggen. De Whisperers kunnen ofwel gedood en neerslagen worden. Het komt tot een gevecht tussen Daryl en Beta, waarbij Beta in een liftschacht wordt geduwd. Na het betreden van hun territorium om de filmprojectorlamp op te halen, treft The Kingdom een groep die zich de Highwaymen noemt, die hun spullen in beslag nemen. Ezekiel en Carol onderhandelen met de groep en vragen hen te patrouilleren op de wegen voorafgaand aan het feest in het Kingdom. Later arriveert de Hilltop-groep in het Kingdom voor het feest met de escorte van de Highwaymen. Daryl zweert om Lydia, Henry en Connie weg te halen van Hilltop om zich te verbergen voor Alpha. Beta heeft zijn val overleefd. |    |                  |                       |                                                  |                  |
| 129 | 14 | Scars            | Millicent Shelton     | Corey Reed & Vivian Tse                          | 17 maart 2019    |
| In flashbacks wordt getoond hoe Michonne en Daryl op zoek zijn naar het lichaam van Rick. Leden van de gemeenschap van Alexandria vinden Jocelyn, een oude vriendin van Michonne, samen met een aantal kinderen die ze beschermt. De volgende morgen zijn Jocelyn en de kinderen verdwenen, samen met Judith en enkele andere kinderen van Alexandria. Michonne en Daryl sporen hen op, maar worden in de val gelokt. Ze worden beiden gebrandmerkt door de kinderen. Later weten ze zich te bevrijden, en Michonne is gedwongen Jocelyn en de kinderen te doden. Terug in Alexandria verklaart ze dat de gemeenschap niet langer vreemdelingen zal opnemen. In het heden komt de groep van Daryl aan in Alexandria, zodat Henry zijn wonde kan laten hechten voor ze terugkeren naar het Kingdom. Judith zegt tegen Michonne dat ze zich nog herinnert wat er met Jocelyn en de kinderen gebeurde, en dat ze niet begrijpt waarom Michonne hun vrienden niet wil helpen. Michonne veranderd van gedachte en vertrekt met Judith om de groep van Daryl naar het Kingdom te brengen. Als ze hier arriveren, worden ze in de gaten gehouden door twee Whisperers. |    |                  |                       |                                                  |                  |
| 130 | 15 | The Calm Before  | Laura Belsey          | Geraldine Inoa & Channing Powell                 | 24 maart 2019    |
| De gemeenschappen verzamelen zich in het Kingdom voor het feest. De leiders van elke gemeenschap ondertekenen het handvest en beloven om zich te verenigen tegen de Whisperers of enige andere vorm van dreiging. Er worden groepjes op uit gestuurd die naar Hilltop vertrekken om het te beschermen tegen een eventuele aanval van de Whisperers. Alpha infiltreert het feest, vermomd als een Hilltop-bewoonster die ze eerder doodde. Ze zoekt Lydia op, en vertelt haar dat ze haar niet meer als haar dochter beschouwt. Daryl, Carol, Michonne en Yumiko splitsen zich op van de rest van de groep, maar worden in de val gelokt door een groep Whisperers onder leiding van Beta. Alpha toont Daryl een gigantische horde walkers, die ze dreigt los te laten op de gemeenschappen als ze ooit opnieuw op het territorium van de Whisperers komen. Hierop laat ze Daryl terugkeren naar de anderen. Bij de noordelijke grens vinden ze een vastgebonden en gewonde Siddiq, die hen een plek verderop wijst. Daar worden de hoofden van drie Highwaymen, enkele bewoners van Hilltop, en die van Enid, Tara en Henry gevonden. Siddiq vertelt de gemeenschappen dat hij niet werd gedood om te vertellen wat er is gebeurd, om zo de gemeenschappen terug uit elkaar te doen vallen. Later laat Daryl Lydia afscheid nemen van Henry, terwijl de eerste sneeuw begint te vallen.          |    |                  |                       |                                                  |                  |
| 131 | 16 | The Storm        | Greg Nicotero         | Angela Kang & Matthew Negrete                    | 31 maart 2019    |
| Enige tijd na het verlies van hun vrienden, is er besloten om het onherstelbare Kingdom te verlaten en te vertrekken naar Hilltop. De gemeenschappen komen samen om te helpen bij de verhuizing tijdens een zware sneeuwstorm. Hierdoor worden de bewoners van het Kingdom gedwongen om door het grondgebied van de Whisperers te trekken. Iedereen bereikt veilig Hilltop. Carol en Ezekiel zijn elkaar wat verloren na de dood van Henry. Carol besluit om terug te keren naar Alexandria, net zoals Daryl en Lydia. In Alexandria hebben de bewoners moeite om de sneeuwstorm te trotseren. Nadat Judith wegloopt om Daryl's hond te redden, riskeert Negan zijn eigen leven om haar terug te halen, en geraakt daarbij verwond aan zijn been. Hierdoor verdient hij het respect van Michonne. Later praten Judith en Ezekiel over de radio. Wanneer Ezekiel vertrekt, mist hij een oproep van een onbekende vrouw. |    |                  |                       |                                                  |                  |

## Seizoen 10 (2019–2021)
| Nr. | #  | Titel                       | Regisseur                | Schrijver(s)                        | Datum uitzending |
| --- | -- | --------------------------- | ------------------------ | ----------------------------------- | ---------------- |
| 132 | 1  | Lines We Cross              | Greg Nicotero            | Angela Kang                         | 6 oktober 2019   |
| Maanden na de strenge winter gedijen de gemeenschappen zonder enig spoor van de Whisperers, hoewel Michonne erop staat dat ze de grens van Alpha respecteren om verdere conflicten te voorkomen. Nadat een Whisperer-masker aanspoelt bij Oceanside en er een huid wordt gevonden in de nabijgelegen bossen, worden de groepen zeer alert. Ze zien hoe een oude satelliet van de Sovjet-Unie neerstort in het gebied van de Whisperers. Michonne stemt ermee in om manschappen te sturen om de brand te blussen, en zo te voorkomen dat de brand zich uitbreidt. Nadat het vuur uiteindelijk is geblust, staat Eugene erop dat het materiaal van de satelliet wordt verzameld. Daryl en Carol dwalen af van de groep en steken de grens over. Carol ziet Alpha, die haar in de gaten houdt. |    |                             |                          |                                     |                  |
| 133 | 2  | We Are the End of the World | Greg Nicotero            | Nicole Mirante-Matthews             | 13 oktober 2019  |
| Een lid van de Whisperers koestert wrok jegens Alpha omdat zij haar dwong haar kind in de steek te laten. Na een eerste waarschuwing valt ze Alpha aan te midden van een horde walkers. Haar zus schakelt haar uit en redt Alpha, wat haar het respect van Alpha oplevert. Ze wordt benoemd tot Gamma. Beta ontdekt dat Alpha een soort van schrijn aan Lydia heeft gewijd. Alpha zegt dat ze gelogen heeft tegen de Whisperers en Lydia niet heeft gedood. Alpha breekt het schrijn af om te bewijzen dat Lydia dood is voor haar. Beta vertelt Alpha over de neergestorte satelliet, waardoor Alpha terugkeert naar de grens om dit te onderzoeken. Hier aangekomen ziet ze Carol. Flashbacks tonen hoe Alpha Beta ontmoette en zo de basis vormden voor de Whisperers. |    |                             |                          |                                     |                  |
| 134 | 3  | Ghosts                      | David Boyd               | Jim Barnes                          | 20 oktober 2019  |
| De bewoners van Alexandria verdedigen de gemeenschap tegen horden walkers, die telkens in golven aankomen. Ze vermoeden dat Alpha de walkers op hen afstuurt. Negan weet het vertrouwen van Aaron te winnen nadat hij Aaron wist te redden van enkele walkers. Gamma arriveert bij Alexandria en vertelt de groep dat Alpha hen wil spreken aan de grens. Alpha eist meer land van hen, als straf voor het oversteken van het Whisperers-territorium. Carol probeert Alpha neer te schieten nadat ze haar treiterde over de dood van Henry, maar Michonne en Daryl houden haar tegen. Carol lijdt aan hallucinaties door slaapgebrek, waarvoor ze pillen slikt om wakker te blijven. Michonne en Daryl maken zich zorgen over haar. |    |                             |                          |                                     |                  |
| 135 | 4  | Silence the Whisperers      | Michael Cudlitz          | Geraldine Inoa                      | 27 oktober 2019  |
| Bij Hilltop stort een boom neer, die een bres in de omheiningsmuur slaat. De bewoners verdedigen de gemeenschap tegen een invasie van walkers. Omdat men gelooft dat de boom werd neergehaald door de Whisperers, wordt Lydia lastiggevallen en geslagen. Negan komt tussenbeide en doodt per ongeluk een van de aanvallers van Lydia. De raad is het oneens over het lot van Negan, maar Negan blijkt uit zijn cel te zijn ontsnapt. Lydia beweert hem te hebben vrijgelaten. Een depressieve Ezekiel is van plan zelfmoord te plegen, maar Michonne kan hem overhalen het niet te doen. Michonne, Judith, Luke en enkele anderen reizen naar Oceanside om de bewoners te helpen met de walkers. |    |                             |                          |                                     |                  |
| 136 | 5  | What It Always Is           | Laura Belsey             | Eli Jorné                           | 3 november 2019  |
| Kelly geraakt gedesoriënteerd vanwege haar gehoorverlies. Ze verdwaalt in het bos, maar wordt na een tijd gevonden door Daryl, Connie en Magna. Aaron ontmoet Gamma. Hij gooit haar een verband toe nadat ze haar hand heeft gesneden. Hierop vlucht Gamma weg en informeert Alpha over haar ontmoeting. Negan wordt gevonden en vergezeld door Brandon. Brandon is een aanbidder van Negan en hoopt dat de Saviors weer worden opgericht. Hij vermoordt een moeder en haar zoon om indruk te maken op Negan, maar Negan uit afschuw doodt Brandon. Op Hilltop is de gemeenschap bezig met het herstellen van de muur. Ezekiel vertelt aan Siddiq dat hij schildklierkanker heeft. Negan steekt bewust de grens van de Whisperers over en wordt gevangengenomen door Beta. |    |                             |                          |                                     |                  |
| 137 | 6  | Bonds                       | Dan Liu                  | Kevin Deiboldt                      | 10 november 2019 |
| Carol en Daryl gaan op pad in een poging om te ontdekken waar Alpha haar horde verbergt. Nadat Carol een Whisperer gevangen heeft genomen, wordt Daryl sceptisch over haar bedoelingen. In Alexandria worden Rosita en verschillende andere bewoners ziek nadat Gamma de waterbron besmette met het bloed van walkers. Eugene heeft de radio van Hilltop versterkt en geraakt in een gesprek met een onbekende vrouw uit een onbekende gemeenschap. Ze staat erop dat hij hun gesprek geheimhoudt voor de veiligheid van hen beide. Negan wordt door Beta getest om zijn waarde te bewijzen. Later zweert Negan trouw aan Alpha en lijkt te worden geaccepteerd door de Whisperers. |    |                             |                          |                                     |                  |
| 138 | 7  | Open Your Eyes              | Michael Cudlitz          | Corey Reed                          | 17 november 2019 |
| Carol ondervraagt de gevangengenomen Whisperer, die zijn trouw zweert aan Alpha en haar prijst omdat ze Lydia heeft vermoord. Later sterft hij nadat hij een geneesmiddel toegediend kreeg door Dante. Carol is van plan de Whisperers te laten keren tegenover Alpha en ziet haar leugen over de dood van Lydia als drukmiddel. Gamma ontmoet Aaron aan de grens, waar ze hem bedreigt met een mes. Carol en Lydia arriveren aan de grens. Gamma vlucht in shock wanneer ze ziet dat Lydia nog leeft. Lydia beseft dat Carol haar heeft gebruikt en vlucht zelf de grens over. Siddiq herkent Dante als een lid van de Whisperers die aanwezig was in de schuur toen Tara en Enid werden gedood. Dante wurgt Siddiq om zijn dekmantel te redden. |    |                             |                          |                                     |                  |
| 139 | 8  | The World Before            | John Dahl                | Julia Ruchman                       | 24 november 2019 |
| Dante's identiteit als Whisperer-spion wordt ontdekt door Rosita, die gedwongen wordt de gereanimeerde Siddiq uit te schakelen. Dante blijkt verantwoordelijk te zijn voor veel van de recente gebeurtenissen om de paranoia in de gemeenschap te vergroten en ze van binnenuit te verzwakken. Later vermoordt een woedende Gabriel Dante in zijn cel. In Oceanside wordt een man met de naam Virgil gevangengenomen. Aanvankelijk vermoedt men dat hij een Whisperer is. Virgil biedt Michonne aan haar naar zijn huis te brengen. Virgil woont met zijn vrouw en zoon op een marinebasis waar wapens liggen die gebruikt kunnen worden tegen de Whisperers en hun horde. Gamma, die onthult Mary te heten, vertelt aan Aaron waar Alpha haar horde verbergt. In ruil wil ze haar neefje zien, die is geadopteerd door Hilltop. Aaron, Carol, Daryl, Magna, Connie, Kelly en Jerry gaan op zoek. Hoewel de horde niet is waar Gamma beweerde, gelooft Aaron dat ze de waarheid sprak. Carol ziet en achtervolgt Alpha, gevolgd door de rest van de groep. Ze worden in een grot gelokt, waar Alpha haar horde verbergt. |    |                             |                          |                                     |                  |
| 140 | 9  | Squeeze                     | Michael E. Satrazemis    | David Leslie Johnson-McGoldrick     | 23 februari 2020 |
| De groep navigeert door de uitgestrekte grot en houdt enkele walkers en Whisperers af terwijl ze op zoek zijn naar een uitgang. Kelly vindt een kistje met defect dynamiet, dat Carol roekeloos tot ontploffing brengt in de hoop een gedeelte van de horde te vernietigen. Daryl, Carol, Aaron, Jerry en Kelly kunnen nog ontsnappen uit de grot, maar Connie en Magna geraken ingesloten nadat de uitgang instort ten gevolge van de ontploffing. Alpha wordt sceptisch tegenover de loyaliteit van Gamma nadat Negan suggereert dat ze een spionne zou kunnen zijn voor Alexandria. Ze stuurt Beta er op uit om haar op te sporen. Alpha "beloont" Negan voor zijn info door seks met hem te hebben. |    |                             |                          |                                     |                  |
| 141 | 10 | Stalker                     | Bronwen Hughes           | Jim Barnes                          | 1 maart 2020     |
| Gamma arriveert in Alexandria om de groep te informeren over wat er is gebeurd in de grot. Gabriel en Rosita vertrouwen haar niet en sluiten haar op in een cel. Tijdens het zoeken naar een andere ingang van de grot, ziet Daryl Alpha en valt haar aan. De twee beginnen een vechtpartij en beiden raken ernstig gewond. Daryl wordt gered door Lydia, die haar moeder achterlaat. Beta valt Alexandria binnen via een geheime tunnel gecreëerd door Dante, waarbij verschillende bewoners worden gedood. Bij het vinden van Gamma wordt Beta aangevallen door Rosita, maar hij weet haar te overweldigen. Gamma biedt aan om met Beta te vertrekken om Rosita's leven te redden. Onderweg worden ze bestormd door de groep van Gabriel, waarop Beta op de vlucht slaat. Alpha wordt gevonden door enkele Whisperers en verklaart dat ze nu sterker is dan ooit. |    |                             |                          |                                     |                  |
| 142 | 11 | Morning Star                | Michael E. Satrazemis    | Julia Ruchman & Vivian Tse          | 8 maart 2020     |
| Via de radio onthult Stephanie, het contact van Eugene, eindelijk haar naam en locatie. Ze spreken af om over een week samen te komen. Alpha en de Whisperers zijn van plan om Hilltop aan te vallen met de horde, waardoor de gemeenschap gedwongen wordt om een strijdplan voor te bereiden. Voor de strijd begint verzoent Daryl zich met Carol. Die avond werkt Negan samen met de Whisperers om de horde richting Hilltop te leiden. De groep vecht terug, maar de Whisperers vuren zelfgemaakte bommen met ontvlambaar boomsap af, waardoor de eerste omheining het begeeft. De groep wil zich terugtrekken, maar het vuur heeft de toegang tot Hilltop geblokkeerd, waardoor ze vast komen te zitten tussen de omheining en de horde. |    |                             |                          |                                     |                  |
| 143 | 12 | Walk with Us                | Greg Nicotero            | Eli Jorné & Nicole Mirante-Matthews | 15 maart 2020    |
| Terwijl Hilltop tot de grond afbrandt, verspreiden de overlevenden zich in groepen en verlaten de gemeenschap op zoek naar een veilige plek. Magna wist te ontsnappen uit de grot door op te gaan in de horde samen met Connie, wiens locatie onbekend is nadat de twee werden gescheiden door de horde. Terwijl ze walkers weglokt van Alden en Kelly, wordt Gamma gevonden en gedood door Beta. Nadat Earl de kinderen in veiligheid heeft gebracht, bezwijkt Earl aan een walkerbeet en wordt uitgeschakeld door Judith. Negan lokt Alpha naar een hut nadat hij heeft beweerd dat hij Lydia daarbinnen gevangen heeft gezet. Hij doodt Alpha door haar keel over te snijden. Negan brengt het afgesneden hoofd van Alpha vervolgens naar Carol, insinuerend dat ze samenwerkten om Alpha te vermoorden. |    |                             |                          |                                     |                  |
| 144 | 13 | What We Become              | Sharat Raju              | Vivian Tse                          | 22 maart 2020    |
| Michonne arriveert op de marinebasis met Virgil. Ze vindt echter geen wapens, en beseft dat het een val is. Virgil sluit haar op en ze ontdekt dat er andere gevangenen op het eiland zijn. Virgil geeft haar vervolgens drugs waardoor ze hallucinogene visioenen over Andrea en Siddiq ervaart, en hoe haar leven zou zijn geweest als ze de kant van Negan en de Saviors had gekozen. Wanneer ze bijkomt steekt ze Virgil neer, ontsnapt en bevrijdt de anderen. Ze jaagt Virgil naar het arsenaal waar ze bewijs vindt dat Rick mogelijk nog leeft. Ze laat Virgil achter op het eiland, neemt afscheid van de anderen en neemt contact op met Judith via een walkietalkie om te vertellen over haar voornemen om Rick te vinden. Later komt ze enkele achterblijvers tegen die hulp nodig hebben om een grote groep georganiseerde troepen in te halen die voor hen marcheren. |    |                             |                          |                                     |                  |
| 145 | 14 | Look at the Flowers         | Daisy von Scherler Mayer | Channing Powell                     | 29 maart 2020    |
| Flashbacks laten zien dat Carol Negan uit zijn cel bevrijdde nadat hij ermee instemde Alpha te doden. In het heden krijgt Carol hallucinaties over Alpha, die haar bespot over haar moraal en haar verleden. Negan probeert Daryl ervan te overtuigen dat hij Alpha heeft vermoord. Drie Whisperers overvallen het duo en benoemen Negan als de nieuwe Alpha, maar Negan vermoordt hen in een poging om zijn loyaliteit aan Daryl te bewijzen. Beta's vroegere identiteit als beroemde countryzanger wordt onthuld. Hij speelt zijn eigen platen op hoog volume en lokt walkers naar zijn locatie. Eugene, Yumiko en Ezekiel gaan op pad om Stephanie te ontmoeten. Onderweg komen ze een eigenzinnige en flamboyante overlevende tegen. Beta vilt het gezicht van Alpha en bevestigt het aan zijn masker voordat hij de horde walkers naar een onbekende bestemming leidt. |    |                             |                          |                                     |                  |
| 146 | 15 | The Tower                   | Laura Belsey             | Kevin Deiboldt & Julia Ruchman      | 5 april 2020     |
| Nadat Princess zichzelf aan Eugene, Ezekiel en Yumiko heeft voorgesteld, jaagt ze per ongeluk hun paarden weg en biedt ze aan om hen naar een plek met transportmiddelen te leiden. Ze neemt ze mee via een omweg, omdat ze zichzelf geliefd wil maken voor hen, omdat ze al vele jaren alleen is. Beta, die stemmen in zijn hoofd hoort, leidt de horde walkers die hij heeft verzameld naar Alexandria, dat ze verlaten terugvinden. Aaron en Alden hebben zich verstopt in de windmolen. Ze rapporteren de bewegingen aan de rest van de gemeenschap die zich in een nabijgelegen ziekenhuis hebben ondergedoken. Kort daarop worden Aaron en Alden gevangengenomen. Beta en de horde arriveren aan het ziekenhuis. |    |                             |                          |                                     |                  |
| 147 | 16 | A Certain Doom              | Greg Nicotero            | Jim Barnes, Eli Jorné & Corey Reed  | 4 oktober 2020   |
| Omdat het ziekenhuis omsingeld is, sluipen Daryl en de andere overlevenden door de horde en voeren ze hen weg met een wagen en luide muziek. Verschillende Whisperers dringen binnen in het ziekenhuis waar Gabriel is achtergebleven om de anderen te laten ontsnappen. Maggie en een gemaskerde overlevende redden Gabriel, nadat ze Carol's brieven hebben ontvangen en vervolgens Alden en Aaron hebben bevrijd. De Whisperers vernietigen het geïmproviseerde geluidssysteem, waardoor Daryls groep de horde moet infiltreren en de Whisperers één voor één moet doden. Na een gevecht met Negan wordt Beta verwond door Daryl en verscheurd door de walkers. Lydia en Carol leiden de horde over een klif. Ondertussen wordt Eugene's groep gevangengenomen door gewapende soldaten terwijl ze proberen zijn afspraak met Stephanie na te komen. Virgil vindt een uitgeputte Connie in de buurt van Oceanside. |    |                             |                          |                                     |                  |
| 148 | 17 | Home Sweet Home             | David Boyd               | Kevin Deiboldt & Corey Reed         | 28 februari 2021 |
| Maggie ontdekt dat Negan werd vrijgelaten door Carol, die haar uitlegt waarom en dat Negan degene was die Alpha heeft vermoord. Later ontdekt Maggie dat Hilltop is verbrand en vernietigd door een aanval van de Whisperers. Maggie, Daryl en de anderen zoeken een schuilplaats voor de nacht en keren later terug naar de verblijfplaats van Maggie haar samenleving, waar ze twee van hun leden dood terug vinden en Maggie's zoon Hershel blijkt vermist. Cole, een lid van Maggie's groep, legt uit aan Daryl en Kelly wie de Reapers zijn en dat zij degenen zijn die hun verblijfplaats hebben vernietigd. Tijdens het zoeken naar Hershel worden Maggie en de anderen aangevallen door een Reaper die uiteindelijk drie leden van Maggie's groep vermoordt. Maggie en Daryl slagen erin de aanvaller te vinden en hem te overmeesteren, maar hij pleegt zelfmoord met een granaat voordat ze hem kunnen ondervragen. Kort daarna vindt Maggie Hershel terug. De groep keert vervolgens terug naar Alexandria, waar de muren die door de Whisperers werden vernietigd, worden gerepareerd. |    |                             |                          |                                     |                  |
| 149 | 18 | Find Me                     | David Boyd               | Nicole Mirante-Matthews             | 7 maart 2021     |
| Daryl bereidt zich voor om in het bos op zoek te gaan naar voedsel en laat Carol met tegenzin meegaan. Tijdens het jagen vindt de hond van Daryl een verlaten hut. In de hut vindt Carol een briefje dat Daryl zich herinnert. In flashbacks naar vijf jaar geleden, kort na Rick's vermeende dood, dwaalt Daryl alleen in het bos op zoek naar Rick. Daryl ontmoet de oorspronkelijke eigenaar van zijn hond, een vrouw die Daryl gijzelt en hem ondervraagt. Uiteindelijk laat de vrouw hem vrij en de twee hebben af en toe een aanvaring. Uiteindelijk stelt de vrouw zichzelf voor als Leah en kort daarna beginnen de twee een relatie. Tien maanden later keert Daryl terug om te ontdekken dat Leah weg is na een ruzie. In de hoop dat ze elkaar weer zouden tegenkomen, schrijft Daryl een briefje waarin hij aan Leah vraagt hem te vinden. In het heden geeft Daryl Carol de schuld van wat er met Connie is gebeurd, waarop ze ruziën. Daryl en Carol gaan elk hun eigen weg. |    |                             |                          |                                     |                  |
| 150 | 19 | One More                    | Laura Belsey             | Erik Mountain & Jim Barnes          | 14 maart 2021    |
| Terwijl ze op zoek zijn naar voorraden, vinden Aaron en Gabriel een schijnbaar verlaten pakhuis, waar ze de nacht doorbrengen. De volgende dag is Aaron verdwenen en een schutter genaamd Mays benadert Gabriel die hem vertelt dat dit zijn schuilplaats is en dat Gabriel en Aaron zijn voorraden hebben gestolen. Mays onthult een vastgebonden Aaron en dwingt hem en Gabriel om Russische roulette te spelen. Gabriel en Aaron proberen hem ervan te overtuigen dat niet alle mensen slecht zijn, maar Mays weigert en bekent wat hij zijn familie heeft aangedaan. Wanneer Aaron op het punt staat de trekker over te halen, zegt Mays hem te stoppen. Wanneer Mays hen losmaakt, doodt Gabriel hem met de knots op Aarons prothetische arm. Ze vinden de gevangen broer van Mays, samen met de lijken van zijn familie, op de zolder. Aaron en Gabriel bevrijden hem, maar hij besluit zelfmoord te plegen. |    |                             |                          |                                     |                  |
| 151 | 20 | Splinter                    | Laura Belsey             | Julia Ruchman & Vivian Tse          | 21 maart 2021    |
| Eugene, Princess, Yumiko en Ezekiel worden opgesloten in aparte treinwagons door een groep gemaskerde soldaten. Terwijl ze gevangen zit, kan Princess contact maken met Yumiko voordat deze door soldaten wordt meegenomen. Als Princess een splinter in haar vinger krijgt, begint ze last te krijgen van PTSS. De volgende dag ontdekt ze een uitweg naar Eugene's wagon. Eugene informeert Princess om terug te gaan naar haar wagon en de protocollen van de gemeenschap te volgen. Princess wordt vervolgens ondervraagd door een van de soldaten. Ze weigert de vragen te beantwoorden, waardoor ze terug moet naar haar wagon. Princess probeert Eugene weer te zien, maar ziet dat hij weg is. Ezekiel stapt dan in haar wagon, en de twee hebben een korte ruzie. Een van de soldaten stapt vervolgens de wagon in. Princess en Ezekiel ondervragen de soldaat die onthult dat hij slechts het protocol volgt. Ezekiel slaat de soldaat bewusteloos, voordat Princess tot het besef komt dat ze Ezekiel de hele tijd aan het hallucineren was. Princess ontsnapt en wordt geconfronteerd met een andere hallucinatie van Ezekiel die haar probeert te overtuigen om te vertrekken, maar Princess weigert uiteindelijk en keert terug naar haar wagon. Daar bevrijdt ze de soldaat en voltooit ze het verhoor, waarop zij en de groep weer gevangen worden genomen. |    |                             |                          |                                     |                  |
| 152 | 21 | Diverged                    | David Boyd               | Heather Bellson                     | 28 maart 2021    |
| Daryl en Carol gaan hun eigen weg. Carol keert terug naar Alexandria met Dog en Daryl gaat verder het bos in. Carol, die zich nuttig wil voelen, probeert met beperkte middelen soep te maken voor de gemeenschap. Ze maakt ook een muizenval in een poging een rat te vangen die in het graan had gezeten en repareert de zonnepanelen die niet werkten. In het bos gaat de motor van Daryl kapot en hij onderzoekt een wagen op onderdelen om de motor te repareren. Hij realiseert zich dat hij de motor niet kan repareren zonder het mes dat hij eerder aan Carol had gegeven. Hij stuit op een groep walkers die militaire uitrusting dragen, en hij kan ze doden en voorraden meenemen, waaronder een mes dat nodig is om zijn motor te repareren. Daryl keert daarop terug naar Alexandria en hij en Carol vragen elkaar naar hun moeilijke dag. Hun vriendschap is nog steeds gespannen en ze gaan weer hun eigen weg. |    |                             |                          |                                     |                  |
| 153 | 22 | Here's Negan                | Laura Belsey             | David Leslie Johnson-McGoldrick     | 4 april 2021     |
| Met toenemende spanningen tussen Negan en Maggie besluit Carol om Negan voor zijn veiligheid naar Leah's hut te verbannen. Negan denkt terug naar zijn verleden, waar hij een nietsnut en ontrouwe echtgenoot was tegenover zijn vrouw Lucille, die hem vertelt dat ze kanker heeft en hem vraagt bij haar te blijven tot ze sterft. Negan weigert haar op te geven en blijft haar behandelen terwijl de apocalyps begint, maar hij wordt gedwongen om medicijnen te zoeken wanneer hun voorraad bedorven is. Zes weken later ontmoet hij een dokter genaamd Franklin en diens dochter Laura die hem medicijnen geeft nadat ze zijn verhaal hebben gehoord, maar hij wordt op weg naar huis gevangen genomen door een motorbende. Hij wordt vrijgelaten met het medicijn nadat hij Franklin's locatie heeft opgegeven, maar keert terug naar huis om te zien dat Lucille zelfmoord heeft gepleegd tijdens zijn afwezigheid. Nadat hij hun huis in brand heeft gestoken samen met Lucille, keert hij terug naar de motorbende, vermoordt hen en redt Franklin en Laura. In het heden graaft hij zijn Lucille-honkbalknuppel op die wordt vernietigd na het doden van een walker uit zelfverdediging. Terwijl hij de resten van de honkbalknuppel verbrandt en vrede heeft met zijn verleden, keert hij terug naar Alexandria en aanvaardt het lot dat hem te wachten staat.  |    |                             |                          |                                     |                  |

## Seizoen 11 (2021–2022)
| Nr. | #  | Titel            | Regisseur           | Schrijver(s)                                   | Datum uitzending  |
| --- | -- | ---------------- | ------------------- | ---------------------------------------------- | ----------------- |
| 154 | 1  | Acheron: Part I  | Kevin Dowling       | Angela Kang & Jim Barnes                       | 22 augustus 2021  |
| Nu de voedselvoorraad van Alexandria slinkt, leidt Maggie een team waaronder Daryl, Gabriel, Alden en Negan, om Meridian, een plek waar ze woonde voordat ze terugkeerde naar Alexandria, op te sporen. Elders worden Eugene, Ezekiel, Yumiko en Princess ondervraagd door auditors van het Gemenebest. Ze kunnen ontsnappen uit de buitenpost, maar Yumiko ontdekt dat haar broer misschien in het Gemenebest zit, dus besluiten ze te blijven. Maggie's groep daalt ondergronds af naar een metrostation, waar ze worden overvallen door walkers. Terwijl de groep een ladder in de metro beklimt om zich in veiligheid te brengen, raken Daryl en Dog gescheiden van de anderen. Maggie is de laatste die de ladder beklimt, maar Negan laat haar in de steek terwijl ze worstelt met een walker die haar been vastgrijpt. Ze verliest haar grip en valt. |    |                  |                     |                                                |                   |
| 155 | 2  | Acheron: Part II | Kevin Dowling       | Angela Kang & Jim Barnes                       | 29 augustus 2021  |
| Maggie weet te ontsnappen aan de walkers en herenigt zich met de groep in de metrotunnels, en vertelt hoe Negan weigerde om haar te helpen. Gage, die samen met Roy was gevlucht met de voorraden van de groep, keert terug, maar wordt gevolgd door een horde walkers. Maggie weigert hem te redden, waardoor Gage zichzelf neersteekt voordat hij wordt verslonden. Daryl en Dog vinden de gewonde Roy, waarop Daryl terugkeert naar de groep en hen helpt te ontsnappen aan de horde die door Gage werd gelokt. De groep verlaat het metrostelsel om te worden aangevallen door de Reapers, die Roy vermoorden. Ondertussen vraagt Yumiko om een versnelde verwerking van de ondervragingen die ze ondergingen aan de Gemenebest-auditors. Wanneer hij wordt ondervraagd door Mercer, vertelt Eugene hem over Stephanie en liegt dat hij geen deel uitmaakt van een grotere gemeenschap. Mercer is overtuigd en laat de groep hun verwerking voltooien. Er wordt een vrouw voortgebracht, die zichzelf voorstelt als Stephanie. |    |                  |                     |                                                |                   |
| 156 | 3  | Hunted           | Frederick E.O. Toye | Vivian Tse                                     | 5 september 2021  |
| De Reapers lokken Maggie's groep in het bos in een hinderlaag en doden daarbij Cole en Duncan, waardoor de groep verspreid geraakt. De volgende dag wordt Maggie nog steeds opgejaagd door de Reapers en sluit zich aan bij Negan en de gewonde Alden. Alden zegt dat hij te zwaar gewond is om verder te gaan en vraagt om achter te blijven. Maggie en Negan gaan door met het ophalen van voorraden uit een bevoorradingsdepot. In Alexandria halen Carol, Rosita, Magna en Kelly enkele van de ontsnapte paarden van de gemeenschap op. Carol wordt echter gedwongen een van de paarden af te maken om de verhongerende gemeenschap van voedsel te voorzien. |    |                  |                     |                                                |                   |
| 157 | 4  | Rendition        | Frederick E.O. Toye | Nicole Mirante-Matthews                        | 12 september 2021 |
| Daryl wordt achtervolgd door een van de Reapers en geraakt gescheiden van Dog. Kort daarna vindt hij Dog die op zijn gemak naast een gemaskerde vrouwelijke Reaper zit, die zichzelf onthult als Daryl's voormalige partner, Leah. Daryl wordt vervolgens opgesloten door de groep en gemarteld voor informatie over Meridian. Leah overtuigt Daryl om de leider van de groep, Pope, iets te vertellen om hem te sussen. Daryl geeft hen minimale informatie. Als een test georganiseerd door Pope, worden Daryl en Leah opgesloten in een schuur door de Reapers, die het vervolgens tot de grond toe laten afbranden. Daryl en Leah weten te ontsnappen. Pope zorgt ervoor dat Daryl wordt verwelkomd in de groep, maar Daryl lijkt zich ongemakkelijk te voelen bij de regeling, aangezien hij getuige is van de losgeslagen behandeling van Pope jegens een lid van zijn groep. |    |                  |                     |                                                |                   |
| 158 | 5  | Out of the Ashes | Greg Nicotero       | LaToya Morgan                                  | 19 september 2021 |
| Carol, Aaron, Jerry en Lydia gaan naar de ruïnes van Hilltop om voorraden te zoeken waar ze een kleine groep Whisperers ontdekken die nog in leven zijn. Aaron eist informatie en martelt de leider, die volhoudt dat ze niet langer een bedreiging vormen, maar Carol houdt Aaron tegen voordat hij iets doet waar hij misschien spijt van krijgt. In ruil voor het sparen van zijn leven, informeert de Whisperer de groep over Connie's verblijfplaats. Ze besluiten om de volgende ochtend te vertrekken om haar te zoeken. Elders gaan Eugene, Ezekiel, Yumiko en Princess door de oriëntatie in het Gemenebest. Yumiko wordt herenigd met haar broer, Tomi. Terwijl Eugene met Stephanie door de gemeenschap toert, biedt ze aan hem te helpen contact op te nemen met Alexandria via de radio. Ze worden echter opgepakt door soldaten van de gemeenschap en gearresteerd, maar worden vrijgelaten op bevel van Lance Hornsby, de plaatsvervangende gouverneur en directeur van de operaties. Ondertussen sjokken Maggie en Negan door het bos en stoppen in een verlaten buurthuis om op de anderen te wachten. Ze worden uiteindelijk vergezeld door Gabriel en Elijah. In Alexandria botst Judith met de lokale tieners. |    |                  |                     |                                                |                   |
| 159 | 6  | On the Inside    | Greg Nicotero       | Kevin Deiboldt                                 | 26 september 2021 |
| Connie en Virgil hebben samen overleefd en zoeken beschutting in een herenhuis. Hier worden ze opgejaagd door een groep mensen die tot waanzin zijn gedreven en hun toevlucht hebben genomen tot wild kannibalisme. Het duo is in staat om de meeste kannibalen te verslaan en ze worden gered door Kelly, Magna, Carol en Rosita, die op zoek waren naar Connie. De zussen eindelijk worden herenigd. Ondertussen wordt Daryl gedwongen Frost te martelen om de locatie van Maggie's schuilplaats te weten te komen. Terwijl de locatie wordt doorzocht door een team van Reapers onder leiding van Leah, doet Daryl zijn best om zijn vrienden te beschermen tegen hun zoektocht. Maggie's groep weet te ontsnappen, ondanks dat de Reaper Carver Daryl verdenkt van verraad. Wanneer ze terugkeren in Meridian, ontdekt Leah's groep dat Pope Frost heeft vermoord na verder verhoor. |    |                  |                     |                                                |                   |
| 160 | 7  | Promises Broken  | Sharat Raju         | Julia Ruchman                                  | 3 oktober 2021    |
| In het Gemenebest worden Eugene, Ezekiel, Princess en Stephanie veroordeeld tot het opruimen van walkers uit gebouwen als taakstraf. Eugene en Stephanie redden Sebastian Milton, de zoon van gouverneur Pamela Milton, van walkers, maar wanneer Sebastian zich ondankbaar gedraagt slaat Eugene hem, waardoor hij gevangen wordt genomen. Lance biedt Eugene vrijheid en hulp voor zijn gemeenschap als hij de locatie van Alexandria opgeeft. Ondertussen raken de Reapers gefrustreerd omdat ze Maggie's groep niet kunnen vinden. Daryl en Leah vinden een gezin in het bos en Leah weigert hen te vermoorden, ondanks het bevel van Pope. Negan dwingt Maggie te beloven te stoppen met plannen om hem te vermoorden in ruil voor zijn hulp tegen de Reapers, en ze stemt met tegenzin in. Negan maakt een Whisperer-masker voor Maggie en traint haar om het commando te voeren over walkers, zodat ze een horde kunnen verzamelen om Meridian aan te vallen. Tijdens de voorbereiding geeft Negan toe aan Maggie dat hij de hele groep van Rick had moeten vermoorden tijdens hun eerste confrontatie om haar te overtuigen van zijn eerlijkheid. |    |                  |                     |                                                |                   |
| 161 | 8  | For Blood        | Sharat Raju         | Erik Mountain                                  | 10 oktober 2021   |
| Een storm treft Alexandria en de overlevenden proberen om de walkers buiten te houden nadat de storm een deel van de muren heeft neergehaald. Maggie's groep leidt de horde naar Meridian, waar Leah walgt van de harteloze minachting van Pope voor het leven van de Reapers nadat een Reaper werd gedood door de vermomde groep onder de horde. Wanneer de avond valt beginnen de Reapers de horde te vernietigen met landmijnen. Daryl helpt Maggie en Gabriel te infiltreren in Meridian en walkers binnen te laten en bekent uiteindelijk zijn trouw tegenover Maggie aan Leah. Leah is verbijsterd, maar wanneer Pope zich voorbereidt om een hwacha af te vuren op zowel walkers als Reaper, vermoordt ze Pope. Ondanks dat Daryl haar uitnodigt om zich bij zijn groep te voegen, weigert Leah. Ze blijft trouw aan de Reapers en neemt de leiding over hen. Leah vertelt over Daryl's ware trouw aan de andere Reapers en valt de groep aan met de hwacha. |    |                  |                     |                                                |                   |
| 162 | 9  | No Other Way     | Jon Amiel           | Corey Reed                                     | 20 februari 2022  |
| De horde wordt vernietigd door de hwacha van de Reapers, maar Maggie's groep ontsnapt en begint een gevaarlijk kat-en-muisspel, waarbij een aantal van hen wordt gedood. De groep neemt Carver gevangen. Daryl biedt aan om Carver te ruilen en dat Leah en de anderen vreedzaam vertrekken om nooit meer terug te keren. Pas nadat Gabriel de Reapers hun sluipschutter heeft vermoord, neemt Leah de deal aan. Een wraakzuchtige Maggie doodt echter de resterende Reapers in koelen bloede afgezien van Leah, die Daryl laat ontsnappen. Maggie keert terug voor Alden, maar ontdekt dat hij is overleden en veranderd in een walker. Negan beseft dat Maggie haar haat voor hem nooit zal loslaten en vertrekt in zijn eentje. De overlevende leden van Maggie's team keren terug naar Alexandria, dat de gebeurtenissen van de storm heeft overleefd. Daryl wordt eindelijk herenigd met Connie. Even later arriveert Eugene samen met Lance Hornsby en manschappen van het Gemenebest. Zes maanden later leidt Maggie een gemeenschap in de ruïnes van Hilltop en heeft ze een confrontatie met soldaten van het Gemenebest die onder leiding staan van Daryl. |    |                  |                     |                                                |                   |
| 163 | 10 | New Haunts       | Jon Amiel           | Magali Lozano                                  | 27 februari 2022  |
| Dertig dagen nadat de bewoners van Alexandria zijn toegetreden tot het Gemenebest, viert de gemeenschap Halloween. Daryl en Rosita krijgen een opleiding om zich bij het Gemenebestleger aan te sluiten. Een groot deel van de groep worstelt nog steeds om deel uit te maken van de nieuwe, grote, welvarende samenleving. Op een gemaskerd bal dat wordt gehouden door gouverneur Pamela Milton, gijzelt een in ongenade gevallen voormalige soldaat Tyler Davis Max, de assistente van Pamela, uit wanhoop om met Pamela te praten. Wanneer Mercer en zijn manschappen naderen slaat Tyler op de vlucht. Daryl weet hem te vinden en zorgt ervoor dat hij zich vreedzaam overgeeft, maar laat Sebastian, de zoon van Pamela, de eer opstrijken voor zijn gevangenneming. Verschillende groepsleden merken het enorme klassenverschil op in het Gemenebest. |    |                  |                     |                                                |                   |
| 164 | 11 | Rogue Element    | Michael Cudlitz     | David Leslie Johnson-McGoldrick                | 6 maart 2022      |
| Eugene en Stephanie gaan een relatie aan en hij vertelt haar dat hij van haar houdt. Kort nadat ze zegt dat ze ook van hem houdt, verdwijnt Stephanie op mysterieuze wijze. Eugene raakt geobsedeerd door het vinden van Stephanie en breekt in bij een man op zoek naar bewijs, maar faalt en Princess houdt vol dat Stephanie het uitgemaakt moet hebben en hem in de steek heeft gelaten. Eugene ontdekt al snel dat Stephanie samenspant met Lance voor een onbekende taak, en laat Lance bekennen dat "Stephanie" een dubbele rol speelde en dat haar echte naam Shira is. Ze kreeg de opdracht om Eugene ertoe te brengen de locatie van Alexandria vrij te geven vanwege te veel inconsistenties tijdens de audit van de groep. Lance vertelt Eugene dat de groep nu beter af is, ondanks dat zijn hart wordt gebroken door Shira. Ondertussen onderzoeken Connie en Kelly het leger van het Gemenebest en hun behandeling van Tyler Davis. Carol helpt Lance om te gaan met een naburige gemeenschap wiens leider het Gemenebest afperst voor geld. Eugene wordt later benaderd door Max, die zich voorstelt als de vrouw met wie hij contact had via de radio. |    |                  |                     |                                                |                   |
| 165 | 12 | The Lucky Ones   | Tawnia McKiernan    | Vivian Tse                                     | 13 maart 2022     |
| De vrouw stelt zich aan Eugene voor als Max Mercer, die "Stephanie", de naam van haar moeder, als codenaam gebruikte. Ook al wilde ze Eugene ontmoeten, zodra haar broer Mercer er lucht van kreeg, verdoezelde hij het toen Lance ook werd gewaarschuwd voor haar schending van het communicatieprotocol, en dwong zichzelf om stil te blijven bij het zien van Eugene met Shira. Eugene stormt weg omdat hij te gekwetst is, maar verzoent zich uiteindelijk met Max en het paar geeft blijk van aanhoudende interesse in elkaar. Ondertussen krijgt Pamela een rondleiding door de nederzettingen van de coalitie en is niet onder de indruk na te horen dat Alexandria meer dan eens is gevallen. Na een ontmoeting met Oceanside gaat Pamela naar Hilltop waar ze met Maggie spreekt over hun verschillende leiderschapsstijlen en regeringsvormen. Maggie staat wantrouwend tegenover het Gemenebest en weigert hulp van hen te accepteren, tot frustratie van verschillende inwoners van Hilltop die besluiten zich bij het Gemenebest aan te sluiten. Lance is ook gefrustreerd door Maggie's beslissing, maar dringt er bij Aaron op aan dat hij zal volharden in een poging zijn macht op te bouwen om onder Pamela uit te komen. Ondertussen wordt Ezekiel opgenomen voor een operatie om zijn tumor te verwijderen, nadat hij door Lance werd opgeschoven voor behandeling als een gunst aan Carol. |    |                  |                     |                                                |                   |
| 166 | 13 | Warlords         | Loren Yaconelli     | Jim Barnes & Erik Mountain                     | 20 maart 2022     |
| Aaron en Gabriel worden door Aaron's baas Toby Carlson gerekruteerd om samen een missie uit te voeren bij een gemeenschap die in een appartementencomplex verblijft om hen lidmaatschap van het Gemenebest aan te bieden. De leider van de groep, Ian, ontmoet Aaron, Gabriel, Carlson en Jesse en gelooft dat ze vijanden zijn. Hoewel Aaron en Gabriel Ian overhalen om hen levend te laten vertrekken, valt Carlson hem en veel van Ian's mensen aan en vermoordt hem. Carlson is door Lance toegewezen om het complex weg te vagen, omdat Lance hen verantwoordelijk acht voor een aanval op een konvooi van het Gemenebest. Gabriel wordt herenigd met Negan, die zich bij de complexe gemeenschap heeft aangesloten, en deze laatste stuurt heimelijk een bericht naar Hilltop met de vluchtende Jesse. Maggie, Lydia en Elijah gaan naar het complex om tegen de Gemenebest-troepen te vechten nadat ze herenigd zijn met Aaron. |    |                  |                     |                                                |                   |
| 167 | 14 | The Rotten Core  | Marcus Stokes       | Erik Mountain & Jim Barnes                     | 27 maart 2022     |
| Sebastian bewapent Daryl en Rosita om voor hem geld op te halen uit een huis vol walkers, omdat zijn moeder zijn kredietlimiet afsnijdt. Het duo haalt het geld op en probeert April te helpen, een vrouw die eerder door Sebastian werd gedwongen om te proberen de taak uit te voeren samen met vele anderen die bij de poging zijn omgekomen. Mercer en Carol komen hen te hulp, maar April wordt gedood door de walkers. Mercer doodt twee soldaten van het Gemenebest die loyaal waren aan Sebastian en laat Daryl en Rosita het geld aan hem afleveren, uit angst voor vergelding als ze dat niet doen. In het appartementencomplex bundelt de groep de krachten met Negan, Annie en de overlevenden en ontdekt dat Negan met Annie is getrouwd en een kind met haar verwacht. Hershel, die zich in Maggie's truck had verstopt, wordt gered door Negan en dwingt Negan de moord op Glenn te bekennen, en doodt hem bijna voordat hij wordt omgepraat. De groep weet Carlson te doden, en het blijkt dat Leah degene was die het konvooi van het Gemenebest overviel en de wapens stal. |    |                  |                     |                                                |                   |
| 168 | 15 | Trust            | Lily Mariye         | Kevin Deiboldt                                 | 3 april 2022      |
| Lance ondervraagt Gabriel en Aaron en leidt vervolgens een groep soldaten van het Gemenebest naar Hilltop om Maggie te ondervragen. Lance ondervraagt Hershel intens over de mogelijke betrokkenheid van Maggie, wat leidt tot een gespannen confrontatie wanneer Elijah en Maggie Lance bedreigen. Nadat hij Hilltop heeft verlaten, komt Lance Leah tegen, die hij rekruteert voor een baan. Ondertussen hebben Mercer en Princess een seksuele relatie ontwikkeld, terwijl Mercer worstelt met de beslissing om zijn eigen mannen te vermoorden. Rosita vertelt Eugene wat er met Sebastian is gebeurd en hij roept Connie en Kelly erbij om verslag uit te brengen. Ze ontdekken dat April een van de namen was op de lijst die Connie ontving. Eugene overtuigt Max om hem van binnenuit te blijven helpen, en ze kussen voor de eerste keer. Geïnspireerd door Carol en zijn nieuwe leven, opent Ezekiel een geheime kliniek voor degenen die nog ver onderaan de lijst staan, waarbij hij Tomi rekruteert om hem te helpen met een operatie. |    |                  |                     |                                                |                   |
| 169 | 16 | Acts of God      | Catriona McKenzie   | Nicole Mirante-Matthews                        | 10 april 2022     |
| Nadat Lance zich realiseert dat het hopeloos is om met Maggie te onderhandelen, begint hij een aanval op Hilltop te plannen. Maggie laat Hershel onder de hoede van Negan en Annie en vertelt Negan dat ze hem begint te vertrouwen. Leah lokt Maggie weg van Hilltop en ontvoert haar. Elders worden Daryl, Aaron en Gabriel verraden door de Gemenebest-soldaten die door Lance werden bevolen om hen te elimineren. Het trio ontsnapt ternauwernood aan de dood. Aaron raakt daarbij gewond. Leah neemt Maggie mee naar haar oude hut en bedreigt haar. Maggie bevrijdt zichzelf en vecht met Leah, maar Leah weet haar te overmeesteren. Daryl komt opdagen en wordt gedwongen om Leah te vermoorden. Maggie en Daryl ontsnappen uit de hut wanneer Lance en zijn soldaten naderen. Daryl, Maggie, Aaron en Gabriel ontmoeten Negan en bereiden zich voor op oorlog tegen het Gemenebest. Max onderzoekt Pamela Milton en roept enkele leden van Alexandria bij elkaar om een artikel in de krant te plaatsen over Pamela's leugens. Lance en zijn soldaten nemen de controle over Alexandria, Hilltop en Oceanside. Hij gooit een munt op om te beslissen over het lot van de bewoners van Oceanside. |    |                  |                     |                                                |                   |
| 170 | 17 | Lockdown         | Greg Nicotero       | Julia Ruchman                                  | 2 oktober 2022    |
| De groep verstopt zich voor de soldaten van Lance in een verlaten stad en maakt zich zorgen om degenen in de groep die nog in het Gemenebest zijn. Ze besluiten Negan als spion te sturen omdat niemand hem daar kent. Samen lokken Daryl en Negan een groep soldaten in een hinderlaag met behulp van Negans oude Whisperer-masker en Negan steelt een voertuig. Negan arriveert bij het Gemenebest waar hij privé wordt ondervraagd door Mercer en onthult zijn identiteit aan hem. Negan wordt dan herenigd met Carol. Ondertussen protesteren sommige burgers en beginnen ze op Sebastian te jagen. Wanhopig sluit Pamela een ongemakkelijke deal met Carol. Carol en Negan vinden Sebastian en brengen hem veilig naar Pamela. Tegelijkertijd spelen de anderen een kat-en-muisspel met de soldaten van Lance, waarbij ze er een aantal doden voordat ze in een impasse belanden. |    |                  |                     |                                                |                   |
| 171 | 18 | A New Deal       | Jeffrey F. January  | Corey Reed                                     | 9 oktober 2022    |
| Ondergronds escaleert de impasse wanneer Daryl Lance gijzelt op het moment dat Carol, Negan, Pamela en Mercer arriveren. Hoewel ze er met z'n drieën in slagen om Daryl te overtuigen zich over te geven, steekt hij Lance brutaal in de hand als wraak voor zijn eerdere acties. Enige tijd later, terwijl het Gemenebest zich voorbereidt om hun stichtingsdag te vieren, confronteert Carol Daryl met wat hij Lance heeft aangedaan en bekent hij dat hij meer op Rick probeerde te lijken. Ondertussen laat een gevangengenomen Lance Shira en Calhoun enkele conciërges van het Gemenebest vermoorden, en Max heeft een gesprek met Sebastian waarin hij tekeer gaat over hoe de burgers van het Gemenebest te beschaafd en zwak zijn, niet beseffend dat ze het gesprek aan het opnemen was. De volgende dag, tijdens de viering, bereidt Sebastian zich voor om een opgenomen toespraak voor de mensen te houden, maar Max en Eugene spelen in plaats daarvan de opname van Max. Tijdens de commotie dwalen de gereanimeerde conciërges de menigte in. Een wraakzuchtige Sebastian probeert Max te vermoorden door haar op een van de walkers te duwen, maar Eugene redt haar door de walker op Sebastian te gooien die ernstig gebeten wordt. De walker wordt afgemaakt door Judith, maar Sebastian sterft aan zijn verwondingen terwijl een geschokte menigte toekijkt. |    |                  |                     |                                                |                   |
| 172 | 19 | Variant          | Karen Gaviola       | Vivian Tse                                     | 16 oktober 2022   |
| In de nasleep van de rellen beveelt Pamela Eugene's arrestatie voor de moord op Sebastian, met de belofte Max gratie te verlenen als Mercer meewerkt. Mercer is bezorgd om zijn zus en jaagt genadeloos op Eugene, maar hij heeft moeite met de pogingen van zowel Max als Princess om hem ervan te overtuigen dat hij aan de verkeerde kant staat. Nadat hij verneemt dat Max is gearresteerd, geeft Eugene zichzelf aan en neemt hij de volledige verantwoordelijkheid voor wat er is gebeurd, bewerend dat Max niets te maken had met de opname van Sebastian. Sebastian reanimeert en een rouwende Pamela laat Calhoun executeren en beveelt Lance om zijn lijk als straf aan Sebastian te voeren. Tegelijkertijd gaan Aaron, Jerry, Lydia en Elijah richting Oceanside, maar worden gedwongen om dekking te zoeken op een oude renaissance-kermis nadat ze een horde hebben gespot terwijl Jerry denkt dat de kermis een goede locatie zou kunnen zijn voor een nieuw koninkrijk. 's Nachts valt de kudde aan, geleid door wat de groep denkt een overlevende Whisperer te zijn, omdat hij kan klimmen, deuren openen en wapens gebruiken. Aaron ontdekt echter dat het eigenlijk gewoon een walker is. Nadat hij hem heeft afgemaakt, komt Aaron tot de verontrustende conclusie dat er andere varianten van walkers moeten zijn die gevaarlijker zijn dan de gebruikelijke soort. Lydia ontwikkelt gevoelens voor Elijah en aarzelt vanwege haar liefde voor Henry voordat ze Aarons advies aanneemt en een relatie met hem begint. |    |                  |                     |                                                |                   |
| 173 | 20 | What's Been Lost | Aisha Tyler         | Erik Mountain                                  | 23 oktober 2022   |
| Carol en Daryl slagen erin om aan Pamela's handlangers te ontsnappen en Lance te bevrijden, wetende dat hij de enige is die hen naar hun vermiste vrienden kan leiden. Daryl maakt de walker-versie van Sebastian af. Tegelijkertijd chanteert Pamela Yumiko om als officier van justitie te fungeren tijdens Eugene's showproces, waarbij ze belooft Yumiko mee te nemen naar haar vrienden als ze dat doet. Pamela bedreigt ook Tomi om haar gehoorzaamheid te garanderen. Yumiko weet niet wat ze moet doen, maar Eugene, die zijn mogelijke lot heeft aanvaard, moedigt Yumiko aan om vertrouwen te hebben in hun vrienden. Nadat hij verneemt dat Daryl, Carol en Lance zijn ontsnapt, herinnert Yumiko het Gemenebest eraan hoe waardevol Tomi is voordat ze aankondigt dat Pamela Eugene onterecht vervolgt, en Yumiko zal optreden als Eugene's advocaat in plaats van als zijn aanklager. Nadat hij een horde en soldaten heeft ontweken, onthult Lance dat de vermiste mensen worden gebruikt als slaven voor een project om het bereik van het Gemenebest over het hele continent uit te breiden en dat er een bevoorradingstrein is die ze kunnen volgen. Daryl en Carol zijn Lance's manipulaties zat en hebben zijn hulp niet langer nodig. Ze geven Lance de kans om in ballingschap te gaan, maar hij richt een pistool op hen, waardoor Carol Lance moet doden met een pijl. |    |                  |                     |                                                |                   |
| 174 | 21 | Outpost 22       | Tawnia McKiernan    | Jim Barnes                                     | 30 oktober 2022   |
| Maggie, Gabriel en Rosita weten te ontsnappen en komen uiteindelijk in contact met Daryl en Carol terwijl ze de trein van het Gemenebest volgen naar de mysterieuze Buitenpost 22. Daryl achtervolgt de gevangengenomen Connie, die van de anderen werd gescheiden als een "Toewijzing 2". Maggie wordt achtervolgd door het verlies van Hershel, vooral na het vechten tegen een kinderwalker. In het werkkamp van het Gemenebest overtuigt Negan een onwillige Ezekiel om hun meningsverschillen opzij te zetten en een opstand te vormen tegen de sadistische opzichter. Bij een spoorwissel vallen de anderen de trein aan en redden Connie. Een stervende soldaat weet echter alleen dat mensen met Toewijzing 2 ver weg worden meegenomen en nooit meer worden gezien terwijl de machninist zelfmoord pleegt in plaats van vragen te beantwoorden. Terwijl de gevangenen worden afgeleverd bij Buitenpost 22, doet Rosita zich via de radio voor als een soldaat van de trein en misleidt een soldaat om te onthullen dat Buitenpost 22 eigenlijk Alexandria is. Maggie verklaart dat ze hun huis en hun mensen terug zullen krijgen en dat Pamela nooit zal weten wat haar overkwam. |    |                  |                     |                                                |                   |
| 175 | 22 | Faith            | Rose Troche         | Nicole Mirante-Matthews & Magali Lozano        | 6 november 2022   |
| Aaron, Lydia, Elijah en Jerry ontmoeten Luke en Jules die aan de overname van Oceanside zijn weten te ontsnappen. Opgejaagd door het Gemenebest, bedekt de groep zich met ingewanden van walkers om zich te verstoppen tussen een horde. Echter, soldaten van het Gemenebest beginnen de kudde ergens heen te leiden en er wordt aangetoond dat er zich ten minste één variant-walker in de horde bevindt die Lydia's gevallen mes opraapt. In het Gemenebest staat Eugene terecht voor de moord op Sebastian, terwijl Yumiko het proces gebruikt om de arbeidersklasse te bereiken, wat onrust veroorzaakt. Eugene wordt schuldig bevonden en veroordeeld tot executie, maar Mercer en verschillende soldaten bevrijden hem en lopen in het geheim over naar de kant van de revolutie. In Alexandria plannen Ezekiel en Negan een opstand tegen de opzichter en ze proberen zonder succes Tyler Davis, nu een medegevangene, aan hun kant te krijgen. Via de riolen weten Daryl, Connie, Carol en Maggie om Alexandria binnen te dringen en Hershel te redden, maar Rosita's dochter Coco blijft vermist. Nadat de opstand wordt ontdekt, probeert Negan zichzelf op te offeren voordat Ezekiel en een aantal andere gevangenen zich voor Negan en Annie plaatsen, die geëxecuteerd dreigen te worden. Ezekiel is in staat om de meeste soldaten te overtuigen om af te treden en ze keren zich tegen de opzichter die wordt neergeslagen door Daryl. Nu Alexandria wordt heroverd door de bewoners, weigert de opzichter om Rosita te vertellen waar ze haar dochter kan vinden, dus voert ze hem uit wraak aan een walker. |    |                  |                     |                                                |                   |
| 176 | 23 | Family           | Sharat Raju         | Magali Lozano & Erik Mountain & Kevin Deiboldt | 13 november 2022  |
| Een aantal coalitietroepen en bevrijde gevangenen gebruiken de trein van het Gemenebest om terug te keren naar de stad om Pamela af te zetten. Ter ere van de toekomstvisie van haar familie vergezelt Judith hen. Een berouwvolle Tyler maakt zijn wandaden uit het verleden goed met de anderen en suggereert dat de vermiste kinderen naar het kindertehuis van het Gemenebest zijn gebracht, terwijl Negan en Ezekiel ook vrede met elkaar sluiten. Princess legt contact met Mercer die de groep helpt binnen te sluipen en is van plan de getuigenis van de bevrijde gevangenen te gebruiken om Pamela legaal van de macht te ontzetten. Pamela begrijpt echter zijn bedrog en laat Mercer arresteren wegens verraad. Pamela lokt de coalitie in de val en doodt Tyler en verschillende anderen voordat ze erin slagen te ontsnappen. Terwijl ze Maggie beschermt, wordt Judith neergeschoten door Pamela. In een poging de opstand te onderdrukken, heeft Pamela een enorme horde naar de stad laten leiden om een afsluiting te veroorzaken, maar de horde bevat een aantal variant-walkers en is in staat de verdediging van het Gemenebest te ondermijnen. Terwijl ze met de horde meereizen, worden Aaron, Lydia en Jerry gescheiden van de anderen en wordt Lydia gebeten, waardoor haar arm moet worden geamputeerd. Jerry vertrekt om de anderen te helpen terwijl Luke en Jules erin slagen zich te herenigen met de anderen in het Gemenebest. Pamela beveelt haar soldaten om de huizen van de elite te beschermen en de rest van het Gemenebest aan hun ondergang over te laten om zichzelf te redden. Terwijl hun vrienden worstelen om de horde tegen te houden, haast Daryl zich met Judith naar het ziekenhuis voor hulp. |    |                  |                     |                                                |                   |
| 177 | 24 | Rest in Peace    | Greg Nicotero       | Angela Kang                                    | 20 november 2022  |
| Jules wordt verslonden terwijl ze aan de horde probeert te ontsnappen, terwijl Luke wordt gebeten en kort daarna sterft. Rosita, Gabriel en Eugene weten Coco met succes te redden, maar Rosita wordt in de linkerschouder gebeten terwijl ze ontsnappen. Nadat Judith naar een onderduikadres is gebracht, wordt ze behandeld door Tomi en onthult ze aan Daryl en Carol dat Michonne was vertrokken op zoek naar een nog levende Rick. Princess en Max bevrijden Mercer die zijn mannen en de coalitietroepen leidt in de confrontatie met Pamela terwijl ze zichzelf verschuilt in de Estates. Terwijl de mensen buiten op het punt staan te worden verslonden, houdt Daryl een toespraak waardoor Pamela's mannen zich tegen haar keren en iedereen naar binnen laten. Mercer arresteert Pamela voor haar misdaden, maar in plaats daarvan probeert ze zichzelf te voeden tot de walker-vorm van Lance. Maggie beseft dat de gevangenis een slechter lot is voor Pamela, schiet Lance neer en redt haar. Verenigd en vergezeld door Aaron, Lydia, Jerry en Elijah, lokt de groep de horde naar de Estates en blaast de wijk op, zo de horde vernietigend en het Gemenebest reddend. In de nasleep bezwijkt Rosita vreedzaam aan haar beet, terwijl Negan zijn excuses aanbiedt aan Maggie, die hem niet kan vergeven, maar besluit haar woede voorbij te gaan. Een jaar later is Ezekiel de gouverneur van het Gemenebest, terwijl de gemeenschappen verenigd blijven in het creëren van een betere toekomst. Nu hij zich ervan bewust is dat Rick nog leeft, gaat Daryl in zijn eentje op zoek naar hem. Elders zet Michonne haar zoektocht naar Rick voort. Op Bloodsworth Island, waar Michonne uiteindelijk Rick zijn bezittingen zou vinden, schrijft Rick een bericht voor Michonne voordat hij wordt gevonden door een CRM-helikopter en gedwongen wordt zich over te geven. |    |                  |                     |                                                |                   |

## Internetafleveringen

### Torn Apart(2011)
Op 3 oktober 2011, voor aanvang van het tweede seizoen werd er een internetserie van zes afleveringen online geplaatst, genaamd Torn Apart, op de website van AMC. Deze vertelt het verhaal van Hannah, beter bekend als "Bicycle Girl", de walker die Rick Grimes uit medelijden doodschiet in de eerste aflevering van de serie.
| Nr. | Titel             | Regisseur     | Schrijver(s)  | Datum van verschijnen |  |
| --- | ----------------- | ------------- | ------------- | --------------------- |  |
| 1   | A New Day         | Greg Nicotero | John Esposito | 3 oktober 2011        |  |
| 2   | Family Matters    | Greg Nicotero | John Esposito | 3 oktober 2011        |  |
| 3   | Domestic Violence | Greg Nicotero | John Esposito | 3 oktober 2011        |  |
| 4   | Neighborly Advice | Greg Nicotero | John Esposito | 3 oktober 2011        |  |
| 5   | Step-Mother       | Greg Nicotero | John Esposito | 3 oktober 2011        |  |
| 6   | Everything Dies   | Greg Nicotero | John Esposito | 3 oktober 2011        |  |

### Cold Storage(2012)
Op 1 oktober 2012 werd de vierdelige internetserie Cold Storage online gezet op de website van AMC. Deze volgt het verhaal van een jongeman genaamd Chase wanneer hij onderdak aan het zoeken is. Hij vindt een opslagplaats waar hij een kwaadwillige werknemer BJ tegen het lijf loopt.
| Nr. | Titel               | Regisseur     | Schrijver(s)  | Datum van verschijnen |  |
| --- | ------------------- | ------------- | ------------- | --------------------- |  |
| 1   | Hide and Seek       | Greg Nicotero | John Esposito | 1 oktober 2012        |  |
| 2   | Keys to the Kingdom | Greg Nicotero | John Esposito | 1 oktober 2012        |  |
| 3   | The Chosen Ones     | Greg Nicotero | John Esposito | 1 oktober 2012        |  |
| 4   | Parting Shots       | Greg Nicotero | John Esposito | 1 oktober 2012        |  |

### The Oath(2013)
Op 1 oktober 2013 werd de driedelige internetserie The Oath online gezet op de website van AMC.
| Nr. | Titel  | Regisseur     | Schrijver(s)  | Datum van verschijnen |  |
| --- | ------ | ------------- | ------------- | --------------------- |  |
| 1   | Alone  | Greg Nicotero | Greg Nicotero | 1 oktober 2013        |  |
| 2   | Choice | Greg Nicotero | Greg Nicotero | 1 oktober 2013        |  |
| 3   | Bond   | Greg Nicotero | Greg Nicotero | 1 oktober 2013        |  |